# La Rochelle
Vous lisez un « bon article » labellisé en 2007.
Pour les articles homonymes, voir Larochelle et Rochelle.
La Rochelle  est une commune française, préfecture du département de la Charente-Maritime, en région Nouvelle-Aquitaine.
Avec 79 961 habitants en 2022, La Rochelle est la commune la plus peuplée du département, devant Saintes, Rochefort et Royan et occupe le quatrième rang régional après Bordeaux, la capitale régionale, Limoges et Poitiers.
Ses habitants sont appelés les Rochelaises et les Rochelais.
Située en bordure de l’océan Atlantique, au large du pertuis d'Antioche, et protégée des tempêtes par la « barrière » des îles de Ré, d’Oléron et d’Aix, la ville est avant tout un complexe portuaire de premier ordre, et ce depuis le XIIe siècle. Elle est de fait une « Porte océane » par la présence de ses trois ports (de pêche, de commerce et de plaisance). Ville de forte tradition commerciale, son port fut actif dès ses origines et connut un développement important pendant la période classique, puis dans la période contemporaine grâce au port en eau profonde de La Pallice qui le hisse désormais au sixième rang national.
Cité millénaire, dotée d’un riche patrimoine historique et urbain, la capitale historique de l'Aunis est aujourd’hui devenue la plus importante ville côtière entre l'estuaire de la Loire et l’estuaire de la Gironde. Ses activités urbaines sont multiples et fortement différenciées. Ville aux fonctions portuaires et industrielles encore importantes, elle possède un secteur administratif et tertiaire largement prédominant que viennent renforcer son université et un tourisme en plein développement (plus de 6 millions de touristes en 2012).

## Géographie

### Localisation
La ville de La Rochelle se situe dans le nord-ouest du département de la Charente-Maritime, en région Nouvelle-Aquitaine, dans l'ancienne province d'Aunis, dont elle est la capitale historique. Sur un plan plus général, La Rochelle est située dans la partie sud-ouest de la France, au centre de la côte atlantique dont elle est riveraine, faisant partie du « Midi atlantique ».
La Rochelle est avant tout une commune littorale, située en bordure de l’océan Atlantique, et caractérisée par une grande diversité de sites naturels (côtes basses, côtes sablonneuses et côtes à falaises, anses littorales, petits caps, promontoires), dont un certain nombre ont pu être aménagés pour fixer les activités humaines et économiques (trois ports, trois plages).
La Rochelle est située au centre de la côte atlantique française, dans le pertuis d'Antioche, face aux îles de Ré, à l'ouest, d'Oléron et d'Aix ainsi que l’île Madame au sud et sud-ouest. Cet ensemble insulaire, l'archipel charentais, constitue une sorte de barrière naturelle qui protège son site portuaire des fortes houles d'ouest et qui permet d'en faire une rade sûre. C'est ce qui, de tout temps, a favorisé l'essor de la cité océane. Deux aspects de la géographie de cette ville sont à relever et qui expliquent en grande partie le développement actuel de la cité portuaire. D'une part, sa position enclavée dans le territoire national et, d'autre part, sa situation maritime.
Du fait de cette position enclavée, La Rochelle est restée longtemps à l'écart des grands axes de communication. La modernisation des infrastructures routières et ferroviaires a largement contribué à améliorer son désenclavement. Ainsi La Rochelle est-elle située à 472 km au sud-ouest de Paris, auquel elle est reliée par la voie express de la N 11, l'autoroute A10 depuis 1981, et par le TGV depuis 1993. Elle est située à 65 km à l'ouest de Niort, 125 km au sud-ouest de Poitiers, 130 km au nord-ouest d'Angoulême, 147 km au sud de Nantes et 187 km au nord de Bordeaux, la capitale régionale. Elle est bien reliée aux principales villes des environs, par la voie express de la N 11 jusqu'à Niort, puis l'autoroute A10 jusqu'à Poitiers, par la voie express de la D 137 et l'autoroute A837 puis la N 141 — aménagée en longues portions à deux fois deux voies — jusqu'à Angoulême. En Charente-Maritime, la ville est bien reliée aux deux autres centres principaux du département : elle se trouve à 70 km au nord-ouest de Saintes par l'autoroute A837, deuxième ville du département, et à 30 km au nord de Rochefort par la voie express de la D 137. Depuis le 19 mai 1988, La Rochelle est reliée à l’île de Ré par le pont de l'île de Ré.
Par sa position géographique sur le littoral, La Rochelle présente deux atouts majeurs qui lui ont largement permis son développement portuaire. Tout d'abord, son port de plaisance, le port des Minimes, bénéficie de sa position sur le vaste plan d'eau que constitue le pertuis d'Antioche. Ensuite, La Rochelle dispose au site de La Pallice d'un port maritime en eau profonde, largement accessible aux navires de haute mer et aux paquebots. Libre de toute contrainte de marée grâce à une profondeur importante à marée basse,, le port peut recevoir des navires de plus de 200 000 tonnes de port en lourd, 24 heures sur 24, ce qui constitue un atout considérable pour le développement des activités portuaires de la ville.

### Communes limitrophes
Les communes limitrophes sont Aytré, L'Houmeau, Lagord, Périgny, Puilboreau et Rivedoux-Plage.
La commune de Rivedoux-Plage, au large à l'ouest, est la commune de l'île de Ré la plus proche de celle de La Rochelle.
| L'Houmeau        | Lagord      | Puilboreau |
|                  | La Rochelle | Périgny    |
| Océan Atlantique |             | Aytré      |

### Cadre géographique

#### Topographie

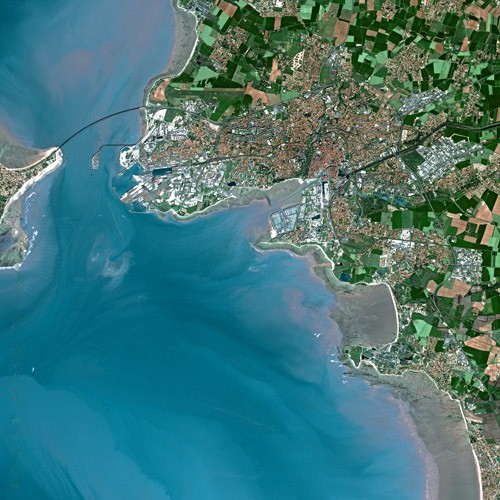
La Rochelle vue par le satellite SPOT du CNES.

La Rochelle et son agglomération sont situées sur un promontoire calcaire de faible altitude, qui prolonge à l'ouest la vaste plaine dénudée de l'Aunis dont l'altitude moyenne est d'environ une trentaine de mètres. Ce promontoire se termine de façon inégale face à l'océan Atlantique, soit par de hautes falaises calcaires, soit par des côtes basses. Le littoral de La Rochelle fait partie de la côte charentaise, laquelle s'inscrit dans une zone de transition maritime du littoral atlantique de la France.
La topographie du territoire communal de La Rochelle est globalement homogène, ne présentant ni escarpement, ni vallon abrupt, mais un terrain doucement vallonné que certains ruisseaux et d'anciens marais comblés ont en partie contribué à façonner. Ainsi, l’altitude moyenne de la commune de La Rochelle est de quatre mètres, et l'altimétrie varie de zéro mètre (bordure littorale, anciens marais comblés) à 28 mètres (secteur de Mireuil), n’offrant pas d’obstacles naturels à la direction des vents. Le paysage est très ouvert.

#### Géologie

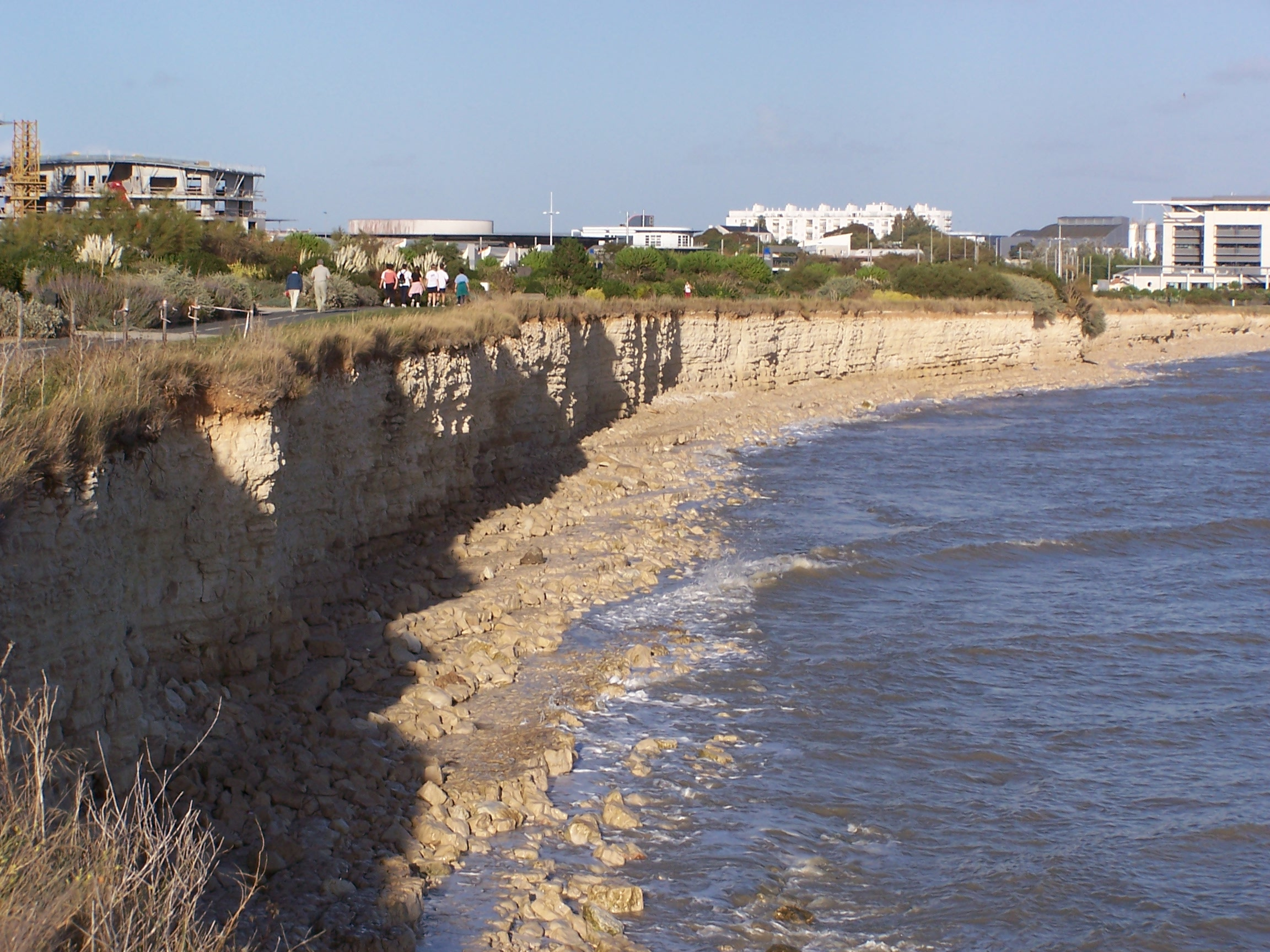
Les falaises de calcaire autour de La Rochelle présentent des couches de sédiments du Jurassique supérieur.

Tout le territoire communal de La Rochelle est situé en terrain jurassique, lequel recouvre entièrement la plaine de l’Aunis qui correspond à l'extrémité septentrionale du Bassin aquitain. Les affleurements calcaires et marneux du Jurassique apparaissent en surface sur la commune au relief peu vallonné. La bordure littorale de La Rochelle, qui correspond aux dernières extrémités de la plaine de l'Aunis, est remarquablement variée, elle fait alterner des côtes basses (côtes sablonneuses et côtes marécageuses) et des côtes élevées (falaises calcaires). Les côtes basses, où se trouvent d'anciens marais aujourd'hui desséchés (ancien marais des Minimes, ancien marais de Port-Neuf), sont issues des épanchements du Quaternaire ; ceux-ci correspondent à des apports sédimentaires d'origine marine, issus de la dernière transgression flandrienne. Les côtes sablonneuses sont situées dans les anses formées naturellement par les phénomènes de l'érosion marine et des courants marins (plage des Minimes, plage de La Concurrence, plage de Chef-de-Baie).
Quant au littoral à falaises, ces dernières sont situées au sud de la ville (pointe des Minimes) et à l'ouest (môle de Chef-de-Baie, promontoire de La Pallice). Elles peuvent atteindre jusqu'à une vingtaine de mètres de hauteur entre La Pallice et L'Houmeau et sont nettement visibles depuis l'île de Ré. Des couches, caractérisées par des alternances de lits de marnes et de calcaires oolithiques, peuvent y être observées. Elles mettent en évidence d’épaisses couches de roches blanches alternant avec des couches de sable et de vase très friables, s’étant formées durant les périodes glaciaires, et avec des couches contenant divers coraux, issues des périodes tropicales. Certaines, comme la pointe du Chay à environ cinq kilomètres au sud de La Rochelle, contiennent de nombreux fossiles d’animaux marins et sont des zones d’études paléontologiques très réputées. Le calcaire ainsi formé est largement utilisé comme matériau de construction dans les maisons traditionnelles de la région.

#### Hydrographie

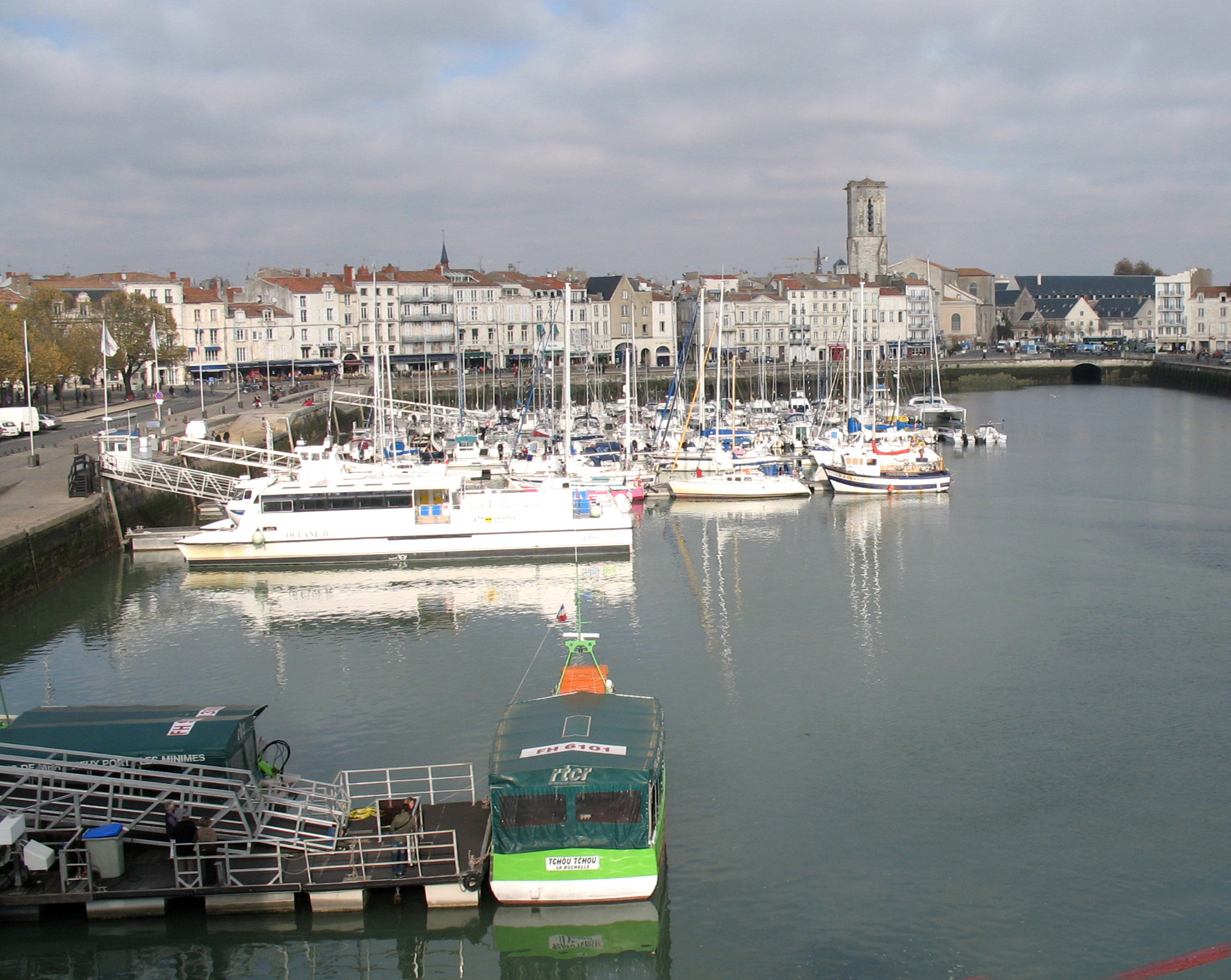
Le Vieux-Port reçoit les eaux du canal de Marans.

La Rochelle constitue le point d'arrivée du canal de Marans. Ce dernier correspond à un canal de jonction entre la Sèvre Niortaise à 20 km au nord de la ville, et l'océan Atlantique dans la baie de La Rochelle. Ce canal, appelé localement canal de Rompsay et qui a été construit dans le courant du XIXe siècle, débouche directement dans le site du Vieux-Port. Séparant le cœur de la vieille ville du quartier Saint-Nicolas, il y est franchi par quatre ponts dont une passerelle pour piétons édifiée juste en amont du pont-écluse qui donne sur le Vieux-Port.
La baie de La Rochelle, le long de laquelle la ville s'est développée, s'ouvre largement sur le pertuis d'Antioche et est soumise à l'action des courants marins, cause du problème récurrent de son envasement. Avec une hauteur d’eau de 3,80 mètres, le marnage moyen est relativement faible à La Rochelle. Il peut cependant atteindre 6,60 mètres avec un coefficient de marée de 120. Les courants marins ont une vitesse de 2,2 km/h dans la baie de La Rochelle, et de 4 km/h dans le nord du pertuis d'Antioche. L’envasement est de l’ordre de 50 cm par an, principalement en raison des eaux très chargées en sédiments des pertuis charentais, nécessitant des dragages réguliers. Les analyses hydrographiques des eaux et des sédiments, effectuées dans le cadre du projet d’agrandissement du port de plaisance des Minimes, ont établi que les eaux de baignade étaient de bonne qualité et que les sédiments n’étaient pas pollués. La baie de La Rochelle, qui est classée en zone conchylicole et appartient au Réseau Natura 2000, est un site remarquable par la qualité de son milieu marin et sa forte productivité biologique. De grands mammifères marins y sont présents, comme le grand dauphin, le marsouin, le globicéphale noir, le dauphin de Risso, le dauphin commun, le phoque gris. On y trouve aussi diverses tortues marines dont la caouanne, la tortue luth, la tortue verte, la tortue de Kemp, et des poissons d’estuaires protégés (alose et lamproie). C’est également une zone de reproduction pour la seiche et la méduse Rhizostoma pulmo. La faune benthique, constituée principalement de vers marins et de coquillages, est quant à elle relativement pauvre.
Le déballastage des navires au môle d’escale du port autonome de La Rochelle présentant un risque d’introduction d’espèces indésirables, notamment en raison des importantes quantités d’eau rejetées qui sont ensuite entraînées par les courants vers la baie de l'Aiguillon, des échantillonnages sont systématiquement réalisés dans les ballasts.

#### Climat
Le climat de la Charente-Maritime est essentiellement de type tempéré, mais en raison de l’influence du Gulf Stream, de l’anticyclone des Açores, et de l’effet modérateur de la mer, le département bénéficie d’un climat océanique, plus doux et plus chaud, appelé climat tempéré océanique aquitain. Ce mésoclimat permet à la ville de La Rochelle, pourtant située à un degré de latitude plus au nord que Montréal, au Québec, ou que les îles Kouriles en Russie, de bénéficier d’un taux d’ensoleillement moyen proche de celui de Carcassonne (2 119 heures, soit 13 heures d'ensoleillement annuel en plus qu'à la Rochelle). L’ensoleillement de la Charente-Maritime est ainsi le meilleur du littoral atlantique français. Les hivers y sont doux (quatre jours de neige par an) et la pluviométrie, modérée (755 mm de pluie par an), est surtout concentrée sur les mois d’automne et d’hiver. Si les étés sont relativement chauds, les températures sont cependant adoucies par la brise de mer, due à l’inertie thermique de l’océan, et qui se traduit par un vent parfois soutenu qui souffle en provenance de la mer l’après-midi. Le record absolu de chaleur (40,5 °C) a été enregistré le 27 juin 2019, au cours de la canicule de juin 2019. Il s'établit à près d'un degré au-dessus du précédent record (39,4 degrés) enregistré le 4 août 2003, pendant la canicule de l'été 2003 et trois degrés au-dessus du record mensuel pour un mois de juin (37,1 degrés relevés le 30 juin 2015).
| Mois                                             | jan.         | fév.         | mars         | avril        | mai          | juin         | jui.         | août         | sep.         | oct.         | nov.         | déc.         | année     |
| ------------------------------------------------ | ------------ | ------------ | ------------ | ------------ | ------------ | ------------ | ------------ | ------------ | ------------ | ------------ | ------------ | ------------ | --------- |
| Température minimale moyenne (°C)                | 4,4          | 4,1          | 6,1          | 7,9          | 11,3         | 14,4         | 16,4         | 16,3         | 13,6         | 11,2         | 7,4          | 4,8          | 9,8       |
| Température moyenne (°C)                         | 7            | 7,3          | 9,8          | 12           | 15,5         | 18,6         | 20,5         | 20,6         | 18           | 14,7         | 10,4         | 7,5          | 13,5      |
| Température maximale moyenne (°C)                | 9,6          | 10,6         | 13,6         | 16,1         | 19,6         | 22,8         | 24,6         | 24,9         | 22,5         | 18,3         | 13,4         | 10,3         | 17,2      |
| Record de froid (°C) date du record              | −7,3 07.2009 | −8,1 12.2012 | −9,2 01.2005 | −2,2 08.2003 | 1,9 06.2019  | 4,9 01.2006  | 8,8 16.2000  | 9,4 21.2014  | 4,7 25.2002  | 0,7 25.2003  | −5,4 17.2007 | −8,4 21.2001 | −9,2 2005 |
| Record de chaleur (°C) date du record            | 15,5 31.2017 | 21,2 27.2019 | 24,8 18.2005 | 29 30.2005   | 32,5 16.2002 | 40,5 27.2019 | 41,7 18.2022 | 39,4 04.2003 | 34,5 04.2023 | 30,1 01.2011 | 22,2 01.2015 | 18,7 07.2000 | 41,7 2022 |
| Ensoleillement (h)                               | 91           | 130,9        | 178,8        | 230,6        | 257,8        | 252,8        | 296,8        | 277,6        | 233,5        | 154,7        | 108,5        | 90,3         | 2 303,1   |
| Précipitations (mm)                              | 76,3         | 56,1         | 57,4         | 60,7         | 50,9         | 39,3         | 40           | 46,2         | 59,7         | 83,7         | 94,6         | 89,5         | 754,4     |
| dont nombre de jours avec précipitations ≥ 1 mm  | 12,2         | 10           | 9,6          | 9,7          | 8,5          | 7,2          | 6,3          | 6,5          | 7,2          | 11,4         | 12,5         | 13           | 114,1     |
| dont nombre de jours avec précipitations ≥ 5 mm  | 5,7          | 3,9          | 4,1          | 4,2          | 3,6          | 2,4          | 2,7          | 2,8          | 3,5          | 5,7          | 6,3          | 6,3          | 51,3      |
| dont nombre de jours avec précipitations ≥ 10 mm | 2            | 1,3          | 1,6          | 1,8          | 1,3          | 1            | 1,1          | 1,4          | 1,9          | 2,8          | 3,1          | 2,7          | 22        |

Ces spécificités climatiques — été sec et ensoleillé, hiver doux et humide — favorisent une végétation de type méditerranéen cohabitant avec une végétation plus continentale ou océanique. Elles sont aussi propices aux vacances et au tourisme, et plus particulièrement aux activités nautiques, par exemple avec le pertuis d'Antioche, un plan d’eau protégé. Les risques liés à ce type de climat sont relativement faibles, le plus important étant les tempêtes océaniques. Ainsi, le département de la Charente-Maritime est celui qui a été le plus durement touché par la tempête Martin en décembre 1999 ou Xynthia en février 2010, dans les deux cas la mer ayant provoqué des dégâts considérables sur le littoral charentais.

## Urbanisme

### Typologie
Au 1er janvier 2024, La Rochelle est catégorisée grand centre urbain, selon la nouvelle grille communale de densité à 7 niveaux définie par l'Insee en 2022.
Elle appartient à l'unité urbaine de La Rochelle, une agglomération intra-départementale dont elle est ville-centre,. Par ailleurs la commune fait partie de l'aire d'attraction de La Rochelle, dont elle est la commune-centre,. Cette aire, qui regroupe 72 communes, est catégorisée dans les aires de 200 000 à moins de 700 000 habitants,.
La commune, bordée par l'océan Atlantique, est également une commune littorale au sens de la loi du 3 janvier 1986, dite loi littoral. Des dispositions spécifiques d’urbanisme s’y appliquent dès lors afin de préserver les espaces naturels, les sites, les paysages et l’équilibre écologique du littoral, tel le principe d'inconstructibilité, en dehors des espaces urbanisés, sur la bande littorale des 100 mètres, ou plus si le plan local d’urbanisme le prévoit.

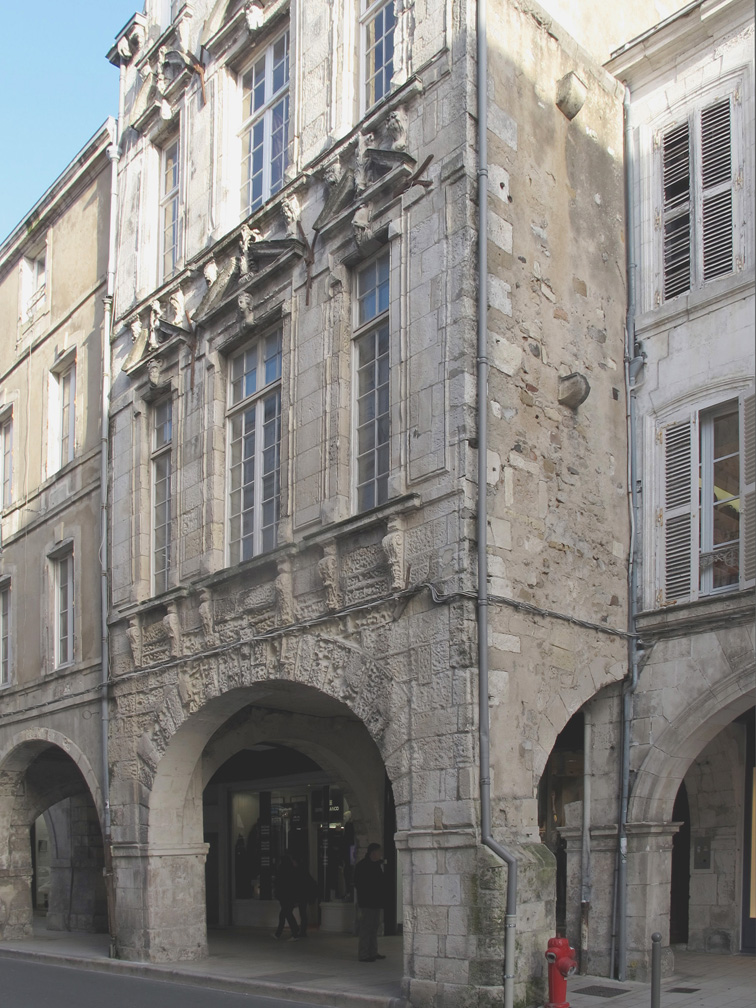
Maisons à arcades dans le centre historique.

L’urbanisme de La Rochelle est particulier dans le sens où il a toujours été décidé de conjuguer avec sa riche histoire sans pour autant renoncer à développer la ville. L’un des points les plus remarquables de son urbanisme réside dans ses arcades, âgées de plus de 400 ans, et qui l’ont rendue célèbre. Depuis le 1er juin 2004, dans le cadre du Plan de développement urbain signé par la ville, le plan de circulation provisoire de la ville a été entièrement revu afin de permettre de désengorger le centre-ville en dissuadant les automobilistes de s’y rendre, et les zones 30 et zones piétonnes se sont multipliées un peu partout dans l’agglomération.

### Quartiers

Carte des différents quartiers de La Rochelle.

La Rochelle est composée de quartiers, dont la plupart sont représentés par un « comité de quartier », ce qui en fait un tissu micro-local très vivant. Un comité de quartier est une association d’habitants qui joue un rôle vis-à-vis des institutions publiques, et qui permet un échange d’informations entre les habitants et les services municipaux. Par ce biais, les habitants peuvent participer à l’orientation des projets d’évolution de leur quartier selon leurs aspirations.

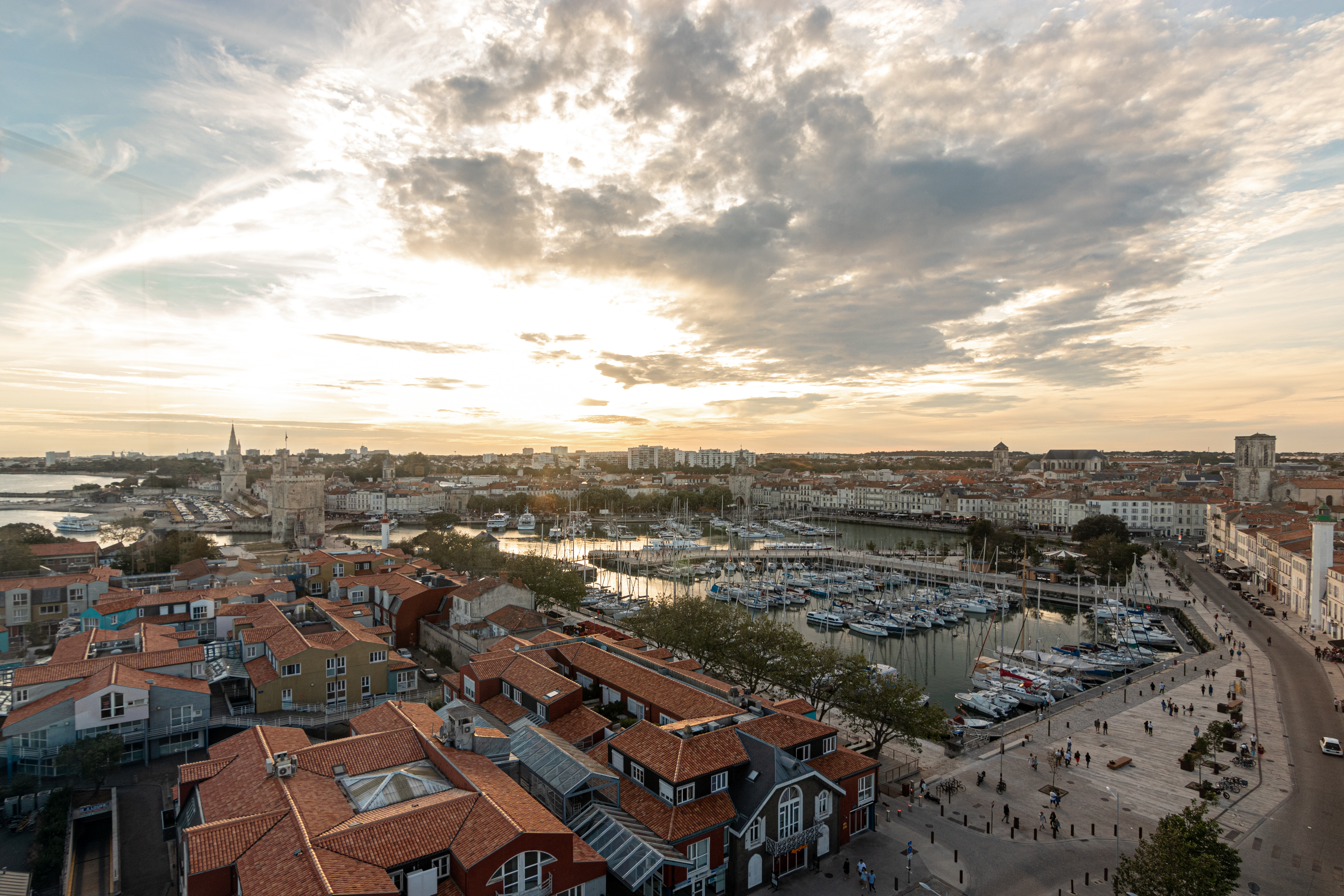
Vue sur le Port de La Rochelle.

Le premier comité de quartier a été créé à Tasdon en 1903, juste après que la loi de 1901 sur la liberté d'association a été promulguée. Puis La Pallice, Bongraine, le centre-ville, Mireuil, le Petit-Marseille, Villeneuve-les-Salines ont suivi. La ville de La Rochelle considère les comités de quartier comme des interlocuteurs privilégiés, et leur fournit des moyens logistiques (salle de réunion, etc.), mais ne leur verse aucune subvention. Ces derniers sont apolitiques et indépendants. Le 27 février 2002, une loi relative à la démocratie de proximité, et censée renforcer la démocratie participative en complétant la démocratie représentative, a été votée et a posé un problème d’adaptation à la municipalité. En effet, cette nouvelle loi impose aux municipalités de créer des instances locales consultatives, les « conseils de quartier ». L’inconvénient étant que la stricte application de la loi aurait entraîné une perte d’indépendance et d’influence par rapport à ce dont disposent déjà les comités de quartier.
| Quartier                                         | Population | Commerces | Industries | Associations |
| Centre-ville                                     | 10 827     | 1 400     | 88         | 137          |
| Fetilly - Bel air - La Trompette                 | 5 354      | 71        | 15         | 35           |
| La Genette                                       | 4 341      | 244       | 20         | 17           |
| Lafond - Prieuré - Beauregard                    | 6 131      | 59        | 10         | 26           |
| Laleu - La Pallice - La Rossignolette - Vaugouin | 6 942      | 254       | 95         | 31           |
| Les Minimes                                      | 6 137      | 275       | 59         | 23           |
| Mireuil - Saint-Maurice                          | 15 091     | 111       | 9          | 50           |
| Port-Neuf                                        | 5 290      | 40        | 4          | 25           |
| Saint-Éloi                                       | 4 772      | 121       | 37         | 20           |
| Tasdon - Bongraine                               | 5 684      | 59        | 14         | 18           |
| Villeneuve-les-Salines - Petit Marseille         | 9 486      | 64        | 12         | 38           |
| Total                                            | 80 055     | 2 698     | 363        | 420          |

### Habitat et logement
En 2019, le nombre total de logements dans la commune était de 53 376, alors qu'il était de 49 356 en 2014 et de 47 601 en 2009.
Parmi ces logements, 81,2 % étaient des résidences principales, 12,1 % des résidences secondaires et 6,7 % des logements vacants. Ces logements étaient pour 31,6 % d'entre eux des maisons individuelles et pour 67,3 % des appartements.
La Rochelle respecte les dispositions de l'article 55 de la loi SRU de 2000, qui lui imposent un pourcentage minimum de logements sociaux, avec environ 34 % en 2011,.
Le tableau ci-dessous présente la typologie des logements à la La Rochelle en 2019 en comparaison avec celle de la Charente-Maritime et de la France entière. Une caractéristique marquante du parc de logements est ainsi une proportion de résidences secondaires et logements occasionnels (12,1 %) inférieure à celle du département (22,1 %) mais supérieure à celle de la France entière (9,7 %). Concernant le statut d'occupation de ces logements, 36,9 % des habitants de la commune sont propriétaires de leur logement (37,1 % en 2014), contre 65,2 % pour la Charente-Maritime et 57,5 pour la France entière.
| Typologie                                               | La Rochelle | Charente-Maritime | France entière |
| ------------------------------------------------------- | ----------- | ----------------- | -------------- |
| Résidences principales (en %)                           | 81,2        | 70,7              | 82,1           |
| Résidences secondaires et logements occasionnels (en %) | 12,1        | 22,1              | 9,7            |
| Logements vacants (en %)                                | 6,7         | 7,2               | 8,2            |

### Voies de communication et transports
Si le transport routier est le mode de transport dominant dans l'agglomération rochelaise, il est néanmoins soumis à de grandes restructurations, notamment en ce qui concerne les transports urbains et les pistes cyclables. Mais La Rochelle dispose également d'une gare ferroviaire importante et d'un aéroport de dimension régionale ainsi que d'un port de commerce figurant dans la liste des ports autonomes de France.

#### Desserte routière et urbaine

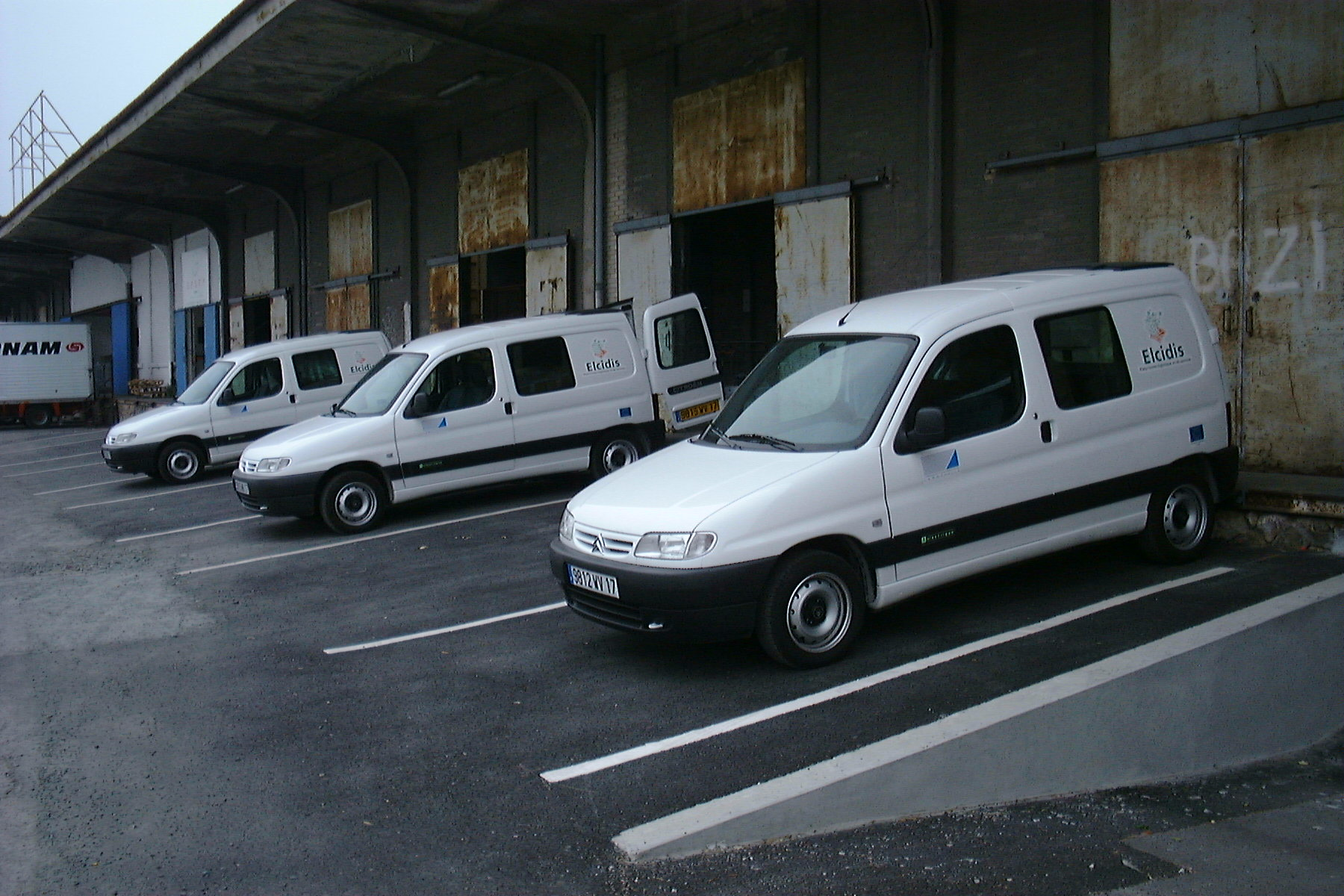
Véhicules électriques de la plate-forme de livraison Elcidis.

La voirie de La Rochelle est composée de plus de 1 250 rues. En 2001, le réseau urbain de la ville représentait 193 km de routes et 89 000 véhicules y étaient recensés. Le trafic automobile augmentant, et la ville ne pouvant être contournée en raison de la mer, le plan de déplacements urbains prévoit une large place à la sécurité routière. La vitesse maximale autorisée sur la ceinture périphérique a été abaissée à 90 km/h et des radars automatiques ont été placés sur la rocade. Dans l’agglomération, les zones 30 ont été étendues, les boulevards ont été sécurisés, et de nombreux ronds-points ont été construits pour fluidifier le trafic.
Une voie spéciale desservant le port de La Pallice a été mise en place pour les poids-lourds, de manière à optimiser les trafics internationaux. En parallèle, la ville a mis en place Elcidis, une plate-forme de livraison de marchandises en centre-ville par des véhicules électriques, ce qui est une première en France. Toutefois, selon la Chambre régionale des comptes, le cumul de plusieurs innovations (plateforme de livraison et recours à des véhicules électriques) a compliqué la mise en service du projet Elcidis et surtout son évaluation[réf. à confirmer].

#### Desserte ferroviaire
| Ligne | Caractéristiques                            | Caractéristiques                            | Caractéristiques                            | Caractéristiques                            | Caractéristiques                            | Caractéristiques                            | Caractéristiques                            | Caractéristiques                            | Caractéristiques                            |
| ----- | ------------------------------------------- | ------------------------------------------- | ------------------------------------------- | ------------------------------------------- | ------------------------------------------- | ------------------------------------------- | ------------------------------------------- | ------------------------------------------- | ------------------------------------------- |
| L14   | POITIERS ↔ Niort ↔ LA ROCHELLE              | POITIERS ↔ Niort ↔ LA ROCHELLE              | POITIERS ↔ Niort ↔ LA ROCHELLE              | POITIERS ↔ Niort ↔ LA ROCHELLE              | POITIERS ↔ Niort ↔ LA ROCHELLE              | POITIERS ↔ Niort ↔ LA ROCHELLE              | POITIERS ↔ Niort ↔ LA ROCHELLE              | POITIERS ↔ Niort ↔ LA ROCHELLE              | POITIERS ↔ Niort ↔ LA ROCHELLE              |
| D14   | POITIERS ↔ Niort ↔ LA ROCHELLE              | POITIERS ↔ Niort ↔ LA ROCHELLE              | POITIERS ↔ Niort ↔ LA ROCHELLE              | POITIERS ↔ Niort ↔ LA ROCHELLE              | POITIERS ↔ Niort ↔ LA ROCHELLE              | POITIERS ↔ Niort ↔ LA ROCHELLE              | POITIERS ↔ Niort ↔ LA ROCHELLE              | POITIERS ↔ Niort ↔ LA ROCHELLE              | POITIERS ↔ Niort ↔ LA ROCHELLE              |
|       | Longueur 144,9 km                           | Durée 1 h 40                                | Nb. arrêts 15                               | Soirée / Dimanche - Férié · Non /           | Horaires 6 h 00 - 19 h 36                   | Réseau TER Nouvelle-Aquitaine               |                                             |                                             |                                             |
| L15   | BORDEAUX SAINT-JEAN ↔ Saintes ↔ LA ROCHELLE | BORDEAUX SAINT-JEAN ↔ Saintes ↔ LA ROCHELLE | BORDEAUX SAINT-JEAN ↔ Saintes ↔ LA ROCHELLE | BORDEAUX SAINT-JEAN ↔ Saintes ↔ LA ROCHELLE | BORDEAUX SAINT-JEAN ↔ Saintes ↔ LA ROCHELLE | BORDEAUX SAINT-JEAN ↔ Saintes ↔ LA ROCHELLE | BORDEAUX SAINT-JEAN ↔ Saintes ↔ LA ROCHELLE | BORDEAUX SAINT-JEAN ↔ Saintes ↔ LA ROCHELLE | BORDEAUX SAINT-JEAN ↔ Saintes ↔ LA ROCHELLE |
| D15   | BORDEAUX SAINT-JEAN ↔ Saintes ↔ LA ROCHELLE | BORDEAUX SAINT-JEAN ↔ Saintes ↔ LA ROCHELLE | BORDEAUX SAINT-JEAN ↔ Saintes ↔ LA ROCHELLE | BORDEAUX SAINT-JEAN ↔ Saintes ↔ LA ROCHELLE | BORDEAUX SAINT-JEAN ↔ Saintes ↔ LA ROCHELLE | BORDEAUX SAINT-JEAN ↔ Saintes ↔ LA ROCHELLE | BORDEAUX SAINT-JEAN ↔ Saintes ↔ LA ROCHELLE | BORDEAUX SAINT-JEAN ↔ Saintes ↔ LA ROCHELLE | BORDEAUX SAINT-JEAN ↔ Saintes ↔ LA ROCHELLE |
|       | Longueur 168,7 km                           | Durée 2 h 18                                | Nb. arrêts 18                               | Soirée / Dimanche - Férié · /               | Horaires 5 h 54 - 20 h 40                   | Réseau TER Nouvelle-Aquitaine               |                                             |                                             |                                             |
| F15U  | ROCHEFORT ↔ LA ROCHELLE PORTE DAUPHINE      | ROCHEFORT ↔ LA ROCHELLE PORTE DAUPHINE      | ROCHEFORT ↔ LA ROCHELLE PORTE DAUPHINE      | ROCHEFORT ↔ LA ROCHELLE PORTE DAUPHINE      | ROCHEFORT ↔ LA ROCHELLE PORTE DAUPHINE      | ROCHEFORT ↔ LA ROCHELLE PORTE DAUPHINE      | ROCHEFORT ↔ LA ROCHELLE PORTE DAUPHINE      | ROCHEFORT ↔ LA ROCHELLE PORTE DAUPHINE      | ROCHEFORT ↔ LA ROCHELLE PORTE DAUPHINE      |
|       | Longueur 31,65 km                           | Durée 0 h 36                                | Nb. arrêts 7                                | Soirée / Dimanche - Férié · /               | Horaires 5 h 44 - 20 h 43                   | Réseau TER Nouvelle-Aquitaine               |                                             |                                             |                                             |

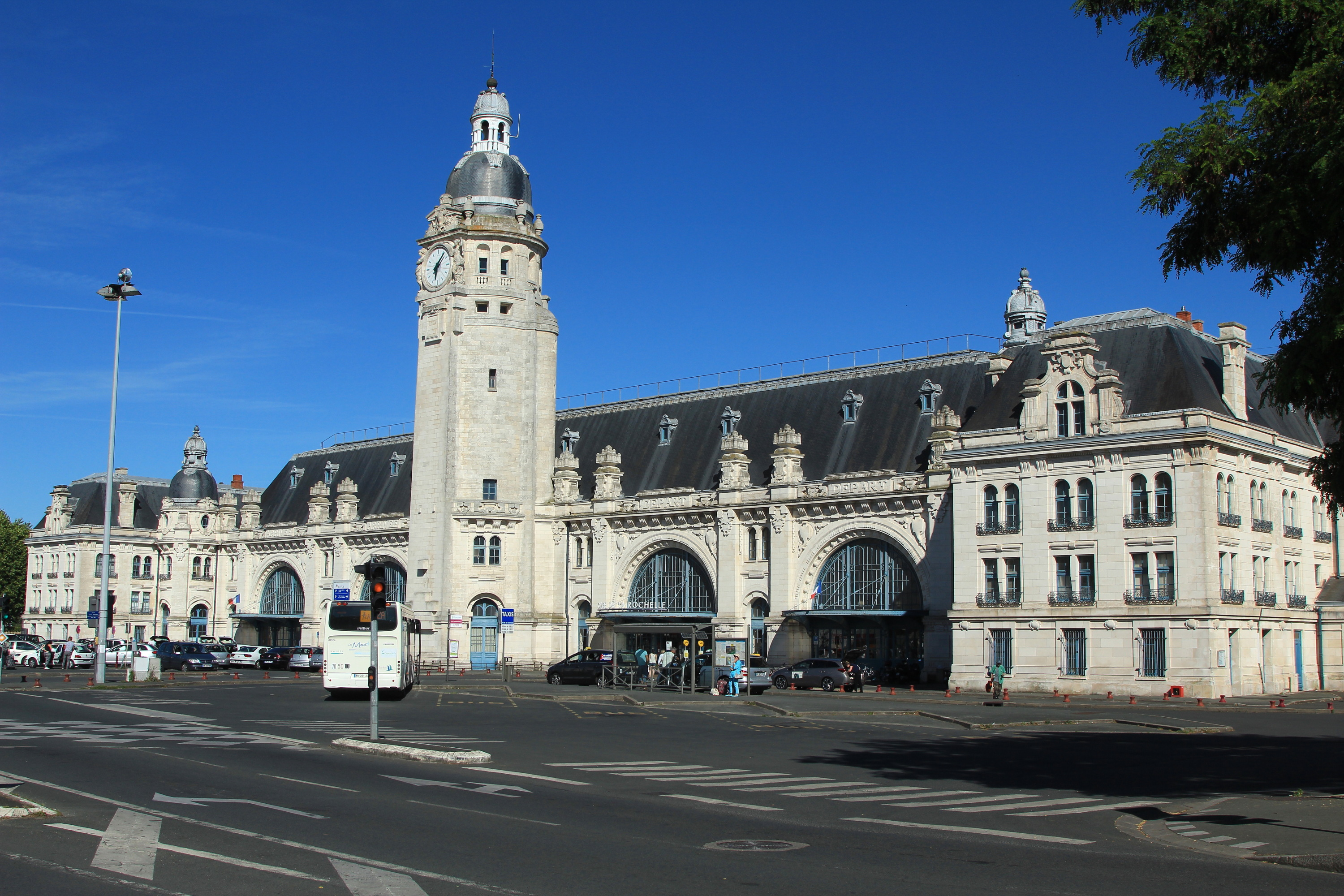
Gare de La Rochelle-Ville.

En raison de l’augmentation de trafic du port de la Pallice, un raccordement ferroviaire est mis en place entre ce dernier et la gare de La Rochelle-Ville en 1891, permettant ainsi l’acheminement de marchandises et de voyageurs, notamment en correspondance avec les liaisons maritimes vers l’Angleterre et l’Amérique du Sud. Des lignes directes spéciales, reliant Paris à La Rochelle et au port de La Pallice, sont mises en place lors des escales de paquebots, et seront exploitées jusqu’en 1962. Un important réseau ferroviaire se développe alors et permet la desserte de l’ensemble des infrastructures portuaires, et ce jusqu’au môle d’escale érigé en pleine mer.
À partir de la fin des années 1980, la concurrence routière va entraîner une diminution des activités portuaires, et donc du trafic ferroviaire. Dépendant entièrement de l’activité du port de La Pallice, avec ses importations d’hydrocarbures et ses exportations de céréales, le trafic fret de la ligne Poitiers - La Rochelle est très modéré, avec une dizaine de trains quotidiens à l’expédition, et autant à la réception, dont notamment :
- 3 paires de trains de desserte de et vers Saint-Pierre-des-Corps, du lundi au vendredi ;
- 3 à 4 trains complets de céréales des silos de Poitou, Centre-Val de Loire et Berry par semaine ;
- 2 trains d’engrais par semaine, en provenance d’Allemagne et à destination des entreprises de conditionnement locales ;
- 4 trains complets de pâte à papier par semaine, en provenance d’Amérique latine et à destination de Condat-sur-Vézère et de la gare de Sibelin, près de Lyon ;
- 1 train de produits pétroliers par semaine, à destination de La Souterraine ;
- Trafic diffus de grumes de bois en provenance d’Amérique latine, de produits chimiques en provenance de la région Rhône-Alpes et à destination de l’industrie Rhodia, divers chargements liés aux activités d’Alstom, notamment les tronçons de TGV terminés, et de véhicules et matériels militaires dans le cadre des missions de l’Armée française à l’étranger.

Le trafic de la ligne Poitiers-Niort-La Rochelle reste essentiellement voyageurs, surtout depuis son électrification en courant 25 kV en 1993, ayant débouché sur l’inauguration d’une relation TGV par mise en place de 5 aller-retours TGV quotidiens entre Paris Montparnasse et La Rochelle.
La gare de La Rochelle-Ville permet aujourd’hui des liaisons TGV quotidiennes vers Paris, Tours et Saint-Pierre-des-Corps (en 2 h), Poitiers (en 1 h 20) et Niort (en 40 min) ; ainsi que des liaisons Intercités vers Bordeaux, Nantes, et Limoges par Saintes et Angoulême.
Il existe également une seconde gare de voyageurs plus petite appelée la gare de La Rochelle-Porte-Dauphine desservie par les TER à destination de Saintes et de Rochefort.
Le port de la Pallice dispose également d'une gare destinée uniquement au transport de marchandises.

#### Transports urbains

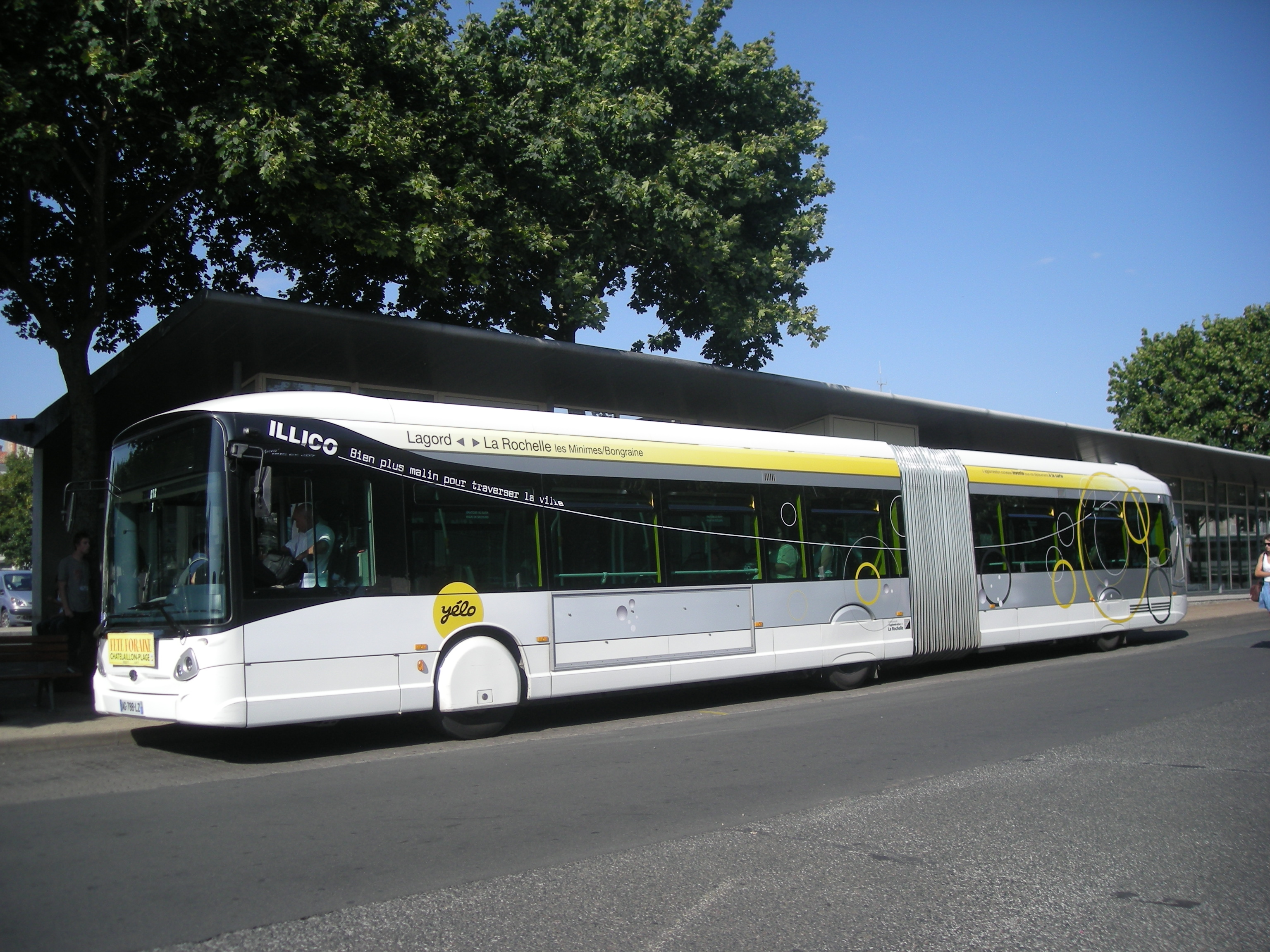
Les bus de la ligne ILLICO sillonnent l'agglomération rochelaise.

En 2009, les transports collectifs urbains de La Rochelle ont transporté 5 854 000 voyageurs. L'action en matière de transports publics de l'agglomération rochelaise repose d'une part sur la RTCR, qui gère l'offre de transport public dite réseau Yélo - anciennement Autoplus - (près de 11 millions de voyages par an) et d'autre part sur la communauté d'agglomération de La Rochelle elle-même au travers d'expérimentations et d'actions pérennes prévues par le plan de déplacement urbain. Il convient en outre de prendre en compte les services interurbains et scolaires gérés directement par le service transports de la CDA (par le recours à des sociétés privées), qui représentent environ 700 000 km/an et 780 000 voyages.
Le nouveau réseau Yélo, mis en place en février 2010, comprend le libre-service vélo et les bus dont les quatre principales lignes structurantes sont les suivantes : La Pallice Magasins Généraux - Aytré Plage ; Mireuil Guiardes - Villeneuve Fabre d'Eglantine ; Lagord P+R Les Greffières - I1 Les Minimes Plage - I2 Bongraine Normandin ; La Rochelle Place de Verdun - Beaulieu Espace Commercial.
La ligne 3, dite Illico, est exploitée partiellement depuis janvier 2010 par un BHNS (Bus à Haut Niveau de Service), bus articulé en site propre construit dans l'usine HeuliezBus des Deux-Sèvres. Depuis la restructuration du réseau au début de l'année 2010, la RTCR gère 19 lignes desservant La Rochelle et la première couronne en semaine, 7 lignes pour les dimanches et jours fériés, et la société Ocecars (Veolia Transport) gère les 11 lignes qui desservent la seconde couronne.
Exploité par la RTCR (pour les communes de l'ancien SIVOM) et Ocecars (Veolia Transport) (pour les autres communes de la Communauté d'Agglomération), Yélo regroupe le réseau de transports de la communauté rochelaise et les services de location de vélos et de voitures électriques à la carte (journée ou à la demi-journée), au départ de la place de Verdun. Liselec, le service précurseur de location de voitures électriques de La Rochelle mis en service en 1999, a été intégré au réseau Yélo en 2010. Idem pour Passeur, service de transport par bateau navette du vieux port aux Minimes.

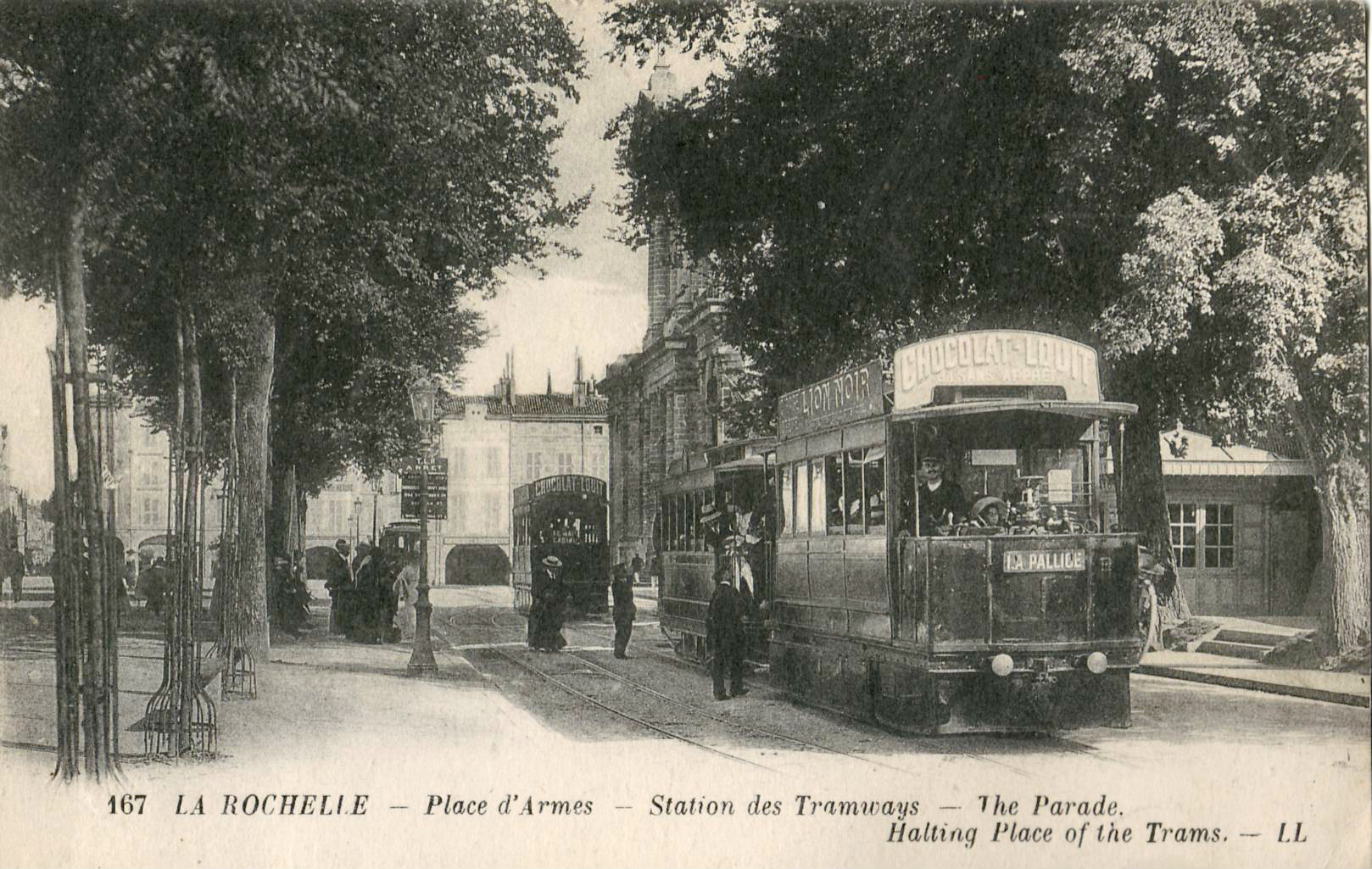
La ville desservie par un tramway à air comprimé, système Mékarski, de 1901 à 1927.

La Rochelle envisageait de mettre en place un tramway léger sans caténaire avec la société Alstom (dont une usine se trouve à Aytré), pour un prix de 8 millions d’euros du km contre près de 20 millions pour un tramway traditionnel. Une ligne expérimentale de 1,6 km avait déjà été construite. Depuis le rejet de la candidature de Paris à l’organisation des Jeux olympiques de 2012, à laquelle participait La Rochelle pour l’organisation des épreuves de voile, le projet a été arrêté et remplacé par une ligne de BHNS.
Selon la Chambre régionale des comptes,, la politique de transports publics formalisée au sein du Plan de déplacements urbains (PDU) adopté en 2000 est volontariste. Cependant, l'imprécision du document, tant en termes d'objectifs assignés (chiffrages partiels ou absents, absence d'échéancier) que de moyens alloués (financiers notamment), en diminue d'autant la portée comme outil de politique publique. Dans le même temps, la juridiction estime que la collectivité n'a pas toujours employé tous les moyens qui étaient à sa disposition pour agir : absence d'orientations stratégiques formulées à la RTCR, politique tarifaire inemployée, retards dans la réalisation de certains sites propres réservés aux autobus. En conclusion, la Chambre des comptes a relevé que si les efforts déployés par l'agglomération en matière d'expérimentations sont réels, leur succès est limité ; le choix de cumuler les innovations (véhicules électriques, en libre service et véhicules de transport de messagerie) rend d'autant plus délicate l'analyse des causes des difficultés rencontrées, et donc de la pertinence des projets eux-mêmes par rapport aux objectifs du PDU.

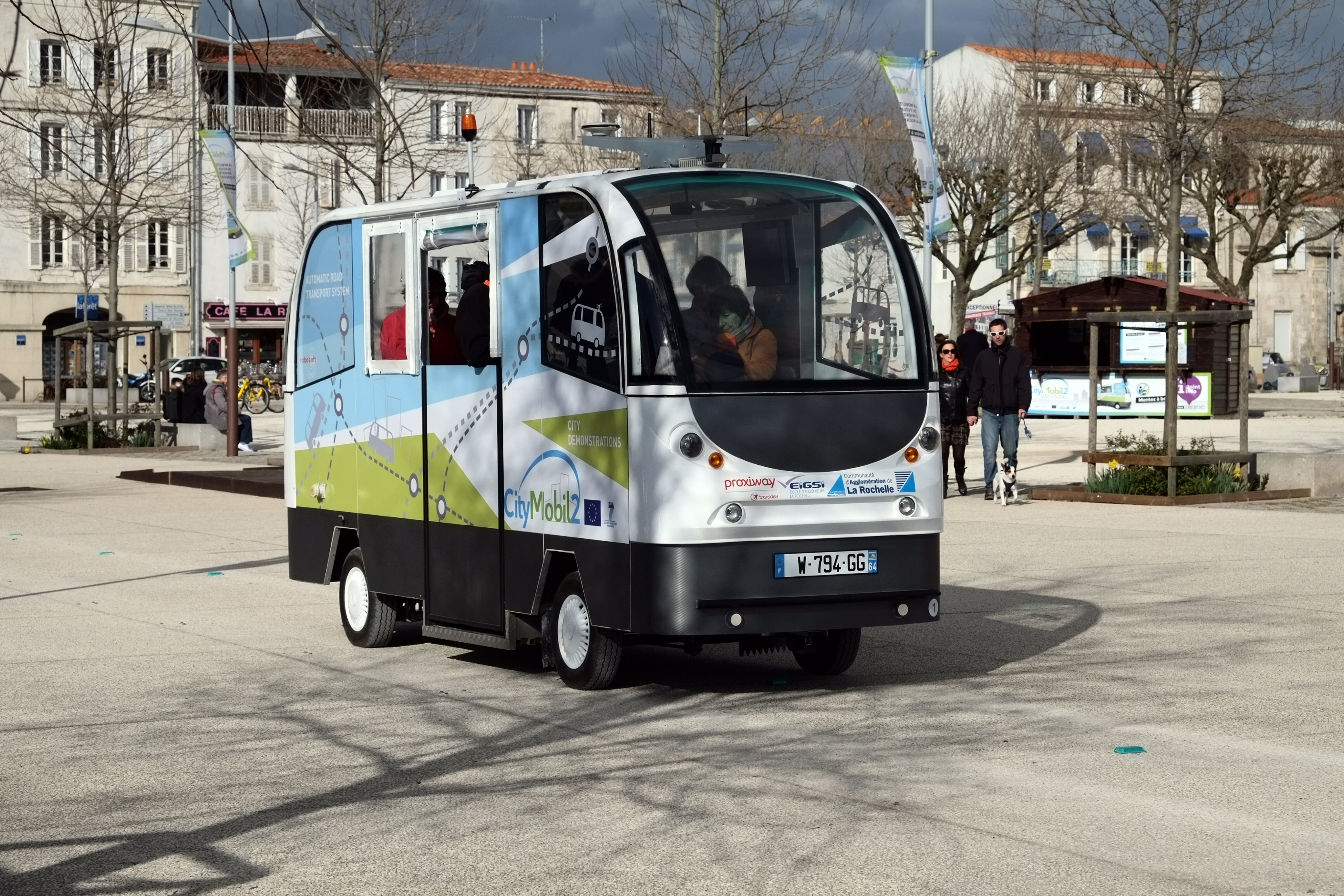
CityMobil2 véhicule expérimental sans chauffeur en test place du Cdt-de-la-Motte-Rouge.

La Rochelle fait partie des sites d'expérimentation du projet européen Citymobil visant à développer des systèmes de transport totalement automatisés et autonomes. En 2008, la ville, pionnière en matière de véhicules propres, avait été choisie pour faire à petite échelle et en circuit fermé, la démonstration d'un petit bus électrique sans pilote. Une expérimentation en grandeur réelle (Citymobil1) fut réalisée durant l'été 2011. Cette première mondiale consistait à tester des véhicules électriques sans chauffeur, guidés par GPS, au milieu des piétons et des cyclistes sur un petit trajet. Dans le cadre du projet européen CityMobil2 la ville de La Rochelle et la Communauté d'Agglomération ont été retenues parmi douze sites européens pour mener une démonstration de véhicules automatisés. Il s'agit de la première démonstration de cette ampleur en Europe.
La région Nouvelle-Aquitaine propose également de nombreuses lignes régionales à destination de l'île de Ré, de l'île d'Oléron, de Marans ou encore de Rochefort et Saintes

#### Pistes cyclables

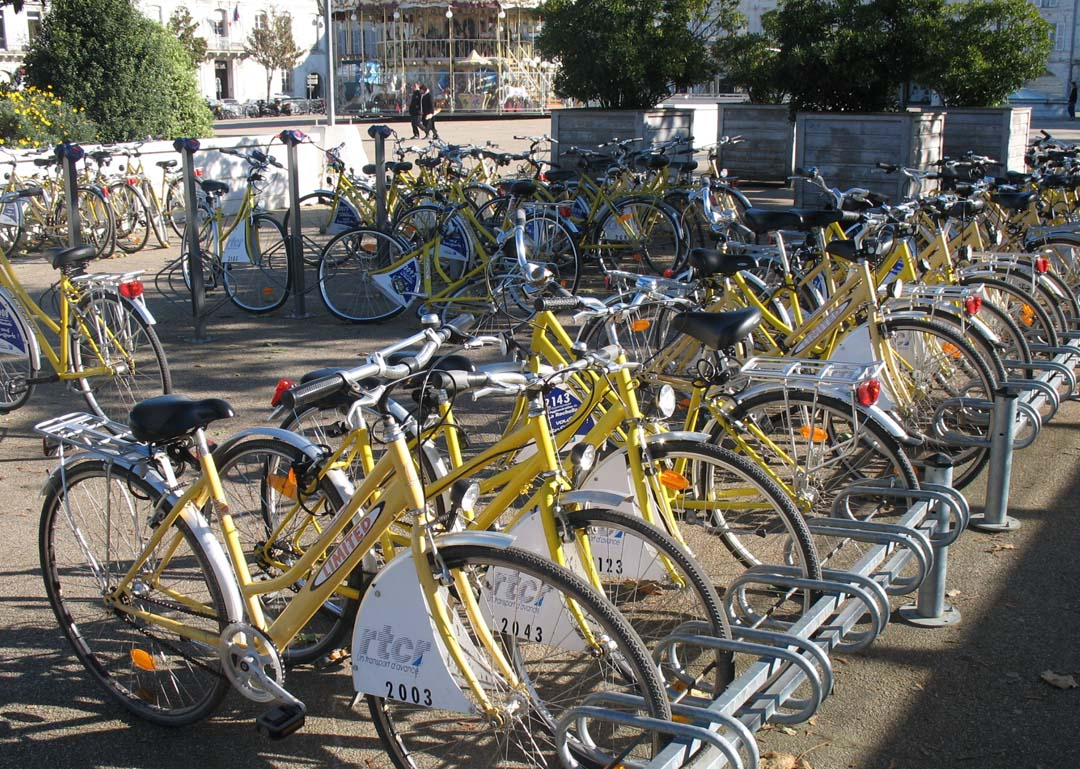
Vélos jaunes.

La Rochelle s’est engagée pour le vélo dès 1976, en inaugurant, sous l'impulsion de Michel Crépeau, pour la première fois en France, un service gratuit de mise à disposition du public de vélos en libre-service : les fameux vélos jaunes, qui, début 2023, sont au nombre de 700. En 2014, l’agglomération rochelaise dispose de plus de 230 km d’aménagements cyclables(dont 93,5 km d’aménagements cyclables intra-muros), dont des itinéraires sécurisés et fléchés (par exemple l’itinéraire de 38 km entre La Rochelle et Rochefort), et 1 700 arceaux (soit 3 400 places) sont installés dans le centre-ville.
En 2022, La Rochelle se voit décerner le titre de première ville cyclable dans la catégorie villes moyennes, pour la deuxième fois consécutive, devant Bourg-en-Bresse et Chambéry. Le vélo représente 10% des déplacements dans la ville, et l'agglomération souhaite doubler l'utilisation du vélo d'ici 2030 grâce à de nouvelles voies sécurisées qui relient notamment les quartiers de la ville et l'agglomération. Par ailleurs, l'utilisation des vélos en libre-service a augmenté de 83% en un an dans l'agglomération rochelaise, avec 625 000 locations, dans les 105 stations disséminées sur le territoire.
Les transports en commun intègrent également cette dimension et sont adaptés au vélo. Il est ainsi possible de prendre le passeur électrique ou le bus pour l’île de Ré avec son vélo.

#### Desserte aérienne
L’aéroport de La Rochelle-Île de Ré a transporté 233 001 passagers en 2019. C’est l’aéroport le plus important entre Loire et Gironde, devançant nettement celui de Poitiers.
L’aéroport accueille les compagnies comme: EasyJet, EasyJet Switzerland, Air France Hop et Ryanair.
Il propose des lignes quotidiennes et saisonnières à destination de Charleroi, Dublin, Genève, Londres Gatwick, Londres Stansted, Lyon, Poitiers, Manchester et Porto des liaisons hebdomadaires ou ponctuelles.

#### Transports maritimes
La Rochelle est un port de voyageurs assurant autant l'escale des grands paquebots maritimes dans la belle saison que le transport saisonnier et régulier de voyageurs.
Depuis juin 2010, La Rochelle assure une liaison directe et quotidienne avec l'île d'Oléron, plus précisément avec Boyardville, site portuaire dépendant de la commune de Saint-Georges-d'Oléron. Cette liaison maritime est assurée par un bateau, le Saint-Vincent-de-Paul, pouvant transporter jusqu'à 150 passagers. Les autres liaisons régulières et quotidiennes sont intra-urbaines. Elles sont assurées par la RTCR qui, par le moyen de petits bateaux électriques, assure d'une part la liaison maritime quotidienne entre la vieille ville et les Minimes, et d'autre part, entre la vieille ville et l'autre rive débouchant sur la Ville-en-Bois - desserte de la Médiathèque et du quartier universitaire. Des liaisons saisonnières, qui ont lieu habituellement d'avril à octobre de chaque année, permettent de relier La Rochelle avec les îles de Ré, d'Aix et d'Oléron et sont fréquentées par pas moins de 200 000 touristes annuellement. Enfin, La Rochelle dispose grâce à son port de La Pallice, d'une escale maritime pour l'accueil des grands paquebots de croisière au nombre d'une vingtaine en moyenne annuelle, renouant ainsi avec son ancienne tradition de port d'escale du début du XXe siècle.

#### Grand port maritime
Le Grand port maritime de La Rochelle, capable d'accueillir des navires de type Post-Panamax, a été désigné, avec Nantes, comme maillon essentiel de l’autoroute de la mer atlantique[réf. à confirmer], projet de liaison maritime à haute fréquence entre la France et l’Espagne, et destiné à remplacer la circulation de 100 000 à 150 000 poids lourds par an à l'horizon 2007, dans un double objectif de développement durable et de viabilité économique. Finalement le projet, après avoir tardé, ne s'est pas concrétisé pour La Rochelle : une seule ligne sur l'Atlantique (Nantes - Gijón) a vu le jour en 2010 à la suite du Grenelle de la mer.

### Risques naturels et technologiques
Le territoire de la commune de La Rochelle est vulnérable à différents aléas naturels : météorologiques (tempête, orage, neige, grand froid, canicule ou sécheresse), inondations, mouvements de terrains et séisme (sismicité modérée). Il est également exposé à un risque technologique, le transport de matières dangereuses. Un site publié par le BRGM permet d'évaluer simplement et rapidement les risques d'un bien localisé soit par son adresse soit par le numéro de sa parcelle.

#### Risques naturels
La commune fait partie du territoire à risques importants d'inondation (TRI) de La Rochelle-Île de Ré, regroupant 21 communes concernées par un risque de submersion marine de la zone côtière, un des 21 TRI qui ont été arrêtés fin 2012 sur le bassin Loire-Bretagne et confirmé en 2018 lors du second cycle de la Directive inondation. Les submersions marines les plus marquantes des XXe et XXIe siècles antérieures à 2019 sont celles liées à la tempête du 9 février 1924, à la tempête du 15 février 1957, aux tempêtes Lothar et Martin des 26 et 27 décembre 1999 et à la tempête Xynthia des 27 et 28 février 2010. Cette tempête a eu pour conséquence l’instauration de zones de solidarité, où les parcelles considérées comme trop dangereuses pour y maintenir des maisons pouvaient à terme être expropriées (Loix, La Flotte, Nieul-sur-Mer, La Rochelle…). Des cartes des surfaces inondables ont été établies pour trois scénarios : fréquent (crue de temps de retour de 10 ans à 30 ans), moyen (temps de retour de 100 ans à 300 ans) et extrême (temps de retour de l'ordre de 1 000 ans, qui met en défaut tout système de protection),. La commune a été reconnue en état de catastrophe naturelle au titre des dommages causés par les inondations et coulées de boue survenues en 1982, 1987, 1999, 2001 et 2010,.

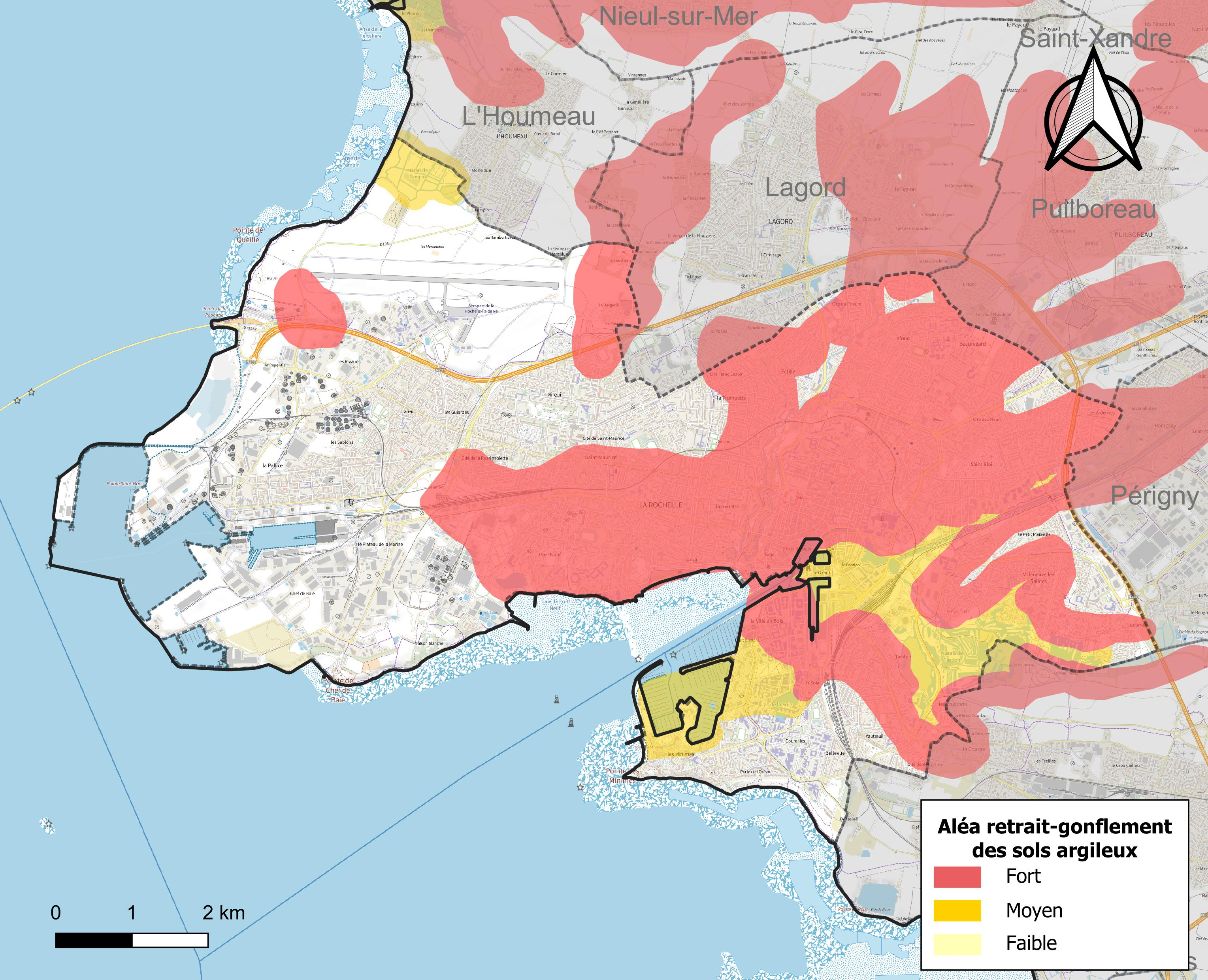
Carte des zones d'aléa retrait-gonflement des sols argileux de La Rochelle.

Les mouvements de terrains susceptibles de se produire sur la commune sont des tassements différentiels.
Le retrait-gonflement des sols argileux est susceptible d'engendrer des dommages importants aux bâtiments en cas d’alternance de périodes de sécheresse et de pluie. 50,7 % de la superficie communale est en aléa moyen ou fort (54,2 % au niveau départemental et 48,5 % au niveau national). Sur les 16 619 bâtiments dénombrés sur la commune en 2019, 11 698 sont en aléa moyen ou fort, soit 70 %, à comparer aux 57 % au niveau départemental et 54 % au niveau national. Une cartographie de l'exposition du territoire national au retrait gonflement des sols argileux est disponible sur le site du BRGM,.
Par ailleurs, afin de mieux appréhender le risque d’affaissement de terrain, l'inventaire national des cavités souterraines permet de localiser celles situées sur la commune.
Concernant les mouvements de terrains, la commune a été reconnue en état de catastrophe naturelle au titre des dommages causés par la sécheresse en 1989, 1990, 1991, 2003, 2005, 2011, 2017 et 2018 et par des mouvements de terrain en 1999 et 2010.

#### Risques technologiques
Le risque de transport de matières dangereuses sur la commune est lié à sa traversée par une ou des infrastructures routières ou ferroviaires importantes ou la présence d'une canalisation de transport d'hydrocarbures. Un accident se produisant sur de telles infrastructures est susceptible d’avoir des effets graves sur les biens, les personnes ou l'environnement, selon la nature du matériau transporté. Des dispositions d’urbanisme peuvent être préconisées en conséquence.

### Qualité de l'environnement

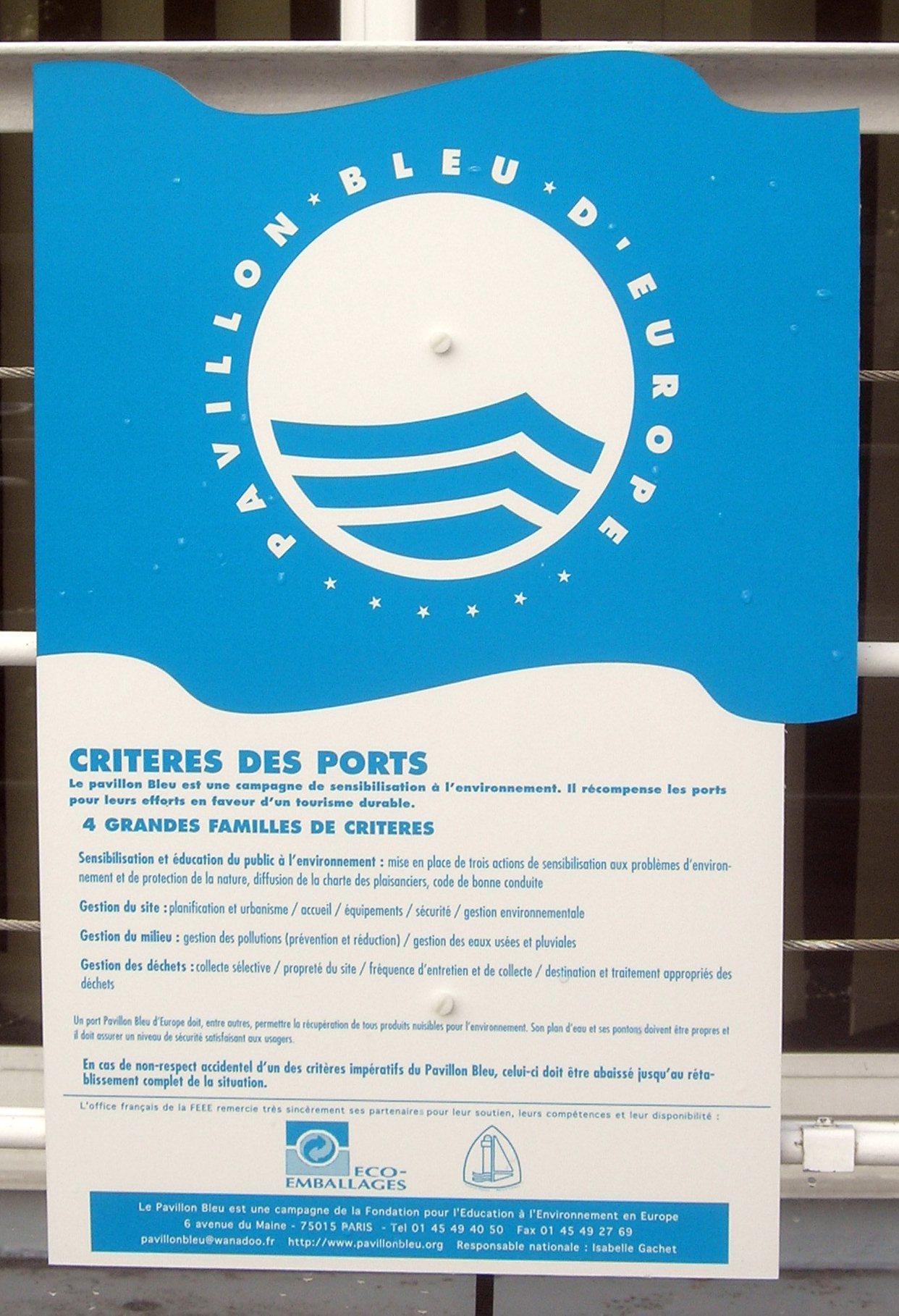
Pavillon Bleu d'Europe.

Selon une étude réalisée est 2005, La Rochelle se classait en 34e position des villes où il faisait le plus bon vivre. Une étude plus récente publiée en 2013 par le journal l'Express donne toujours La Rochelle en 34e position. L’agglomération rochelaise, réputée pour sa « qualité de vie », s’est depuis longtemps engagée dans une politique de protection de l’environnement et de développement raisonné, notamment en signant et en respectant une charte environnementale. La baie de La Rochelle est classée en zone conchylicole et appartient au Réseau Natura 2000.
La Rochelle a été une ville pionnière en matière d’écologie urbaine. Elle est ainsi l’initiatrice du premier secteur piétonnier de France en 1970, la première ville à signer un document de « périmètre sauvegardé » pour protéger l’architecture de son centre-ville en 1971, des premiers vélos en libre-service en 1974, de la première Journée sans voiture le 9 septembre 1997, des premières voitures électriques (Citroën Saxo et Peugeot 106) en libre-service en 1999 et des transports en commun qui intègrent les modes de déplacement alternatifs (vélo, bateaux, voitures électriques, etc.). Avec la mise en service d'Elcidis, c’est la première ville française à disposer d’une plate-forme de livraison de marchandises en centre-ville en véhicules utilitaires électriques. Depuis 1985, le port de plaisance des Minimes est récompensé de ses actions en faveur de l’environnement par l’attribution du pavillon bleu.
Les bus de l’agglomération roulent majoritairement au diester, et les nouvelles commandes de bus depuis 2008 se concentrent sur des véhicules répondant à la norme EEV (Enhanced Environmentally friendly Vehicle), la plus sévère à ce jour[Quand ?] concernant les rejets de polluants dans l'air, pourtant non obligatoire à ce jour[Quand ?]. Le réseau de transport est également équipé de 3 minibus électriques desservant le parking-relais Vieux-Port, et quatre bateaux électriques (deux passeurs depuis 1999 et 2003, et deux bus de mer depuis 2008, ces derniers ayant été les premiers navires électriques au monde homologués pour naviguer en pleine mer). Les campings sont équipés de chauffe-eau solaires, et la qualité de l’air est analysée et surveillée en plusieurs points de la ville depuis une trentaine d’années, ce qui a notamment permis de constater une diminution de moitié des niveaux de dioxyde d'azote et de dioxyde de soufre lors de la Journée sans voiture.
| Année 2000                | CO      | NO    | NO2  | NH3  | CH4   | SO2   | COVNM   |
| Secteur résidentiel       | 369,8   | 52,1  | 3,3  | -    | 27,2  | 21,4  | 212,9   |
| Secteur tertiaire         | 40,3    | 46,3  | 2,7  | -    | 7,0   | 30,7  | 27,0    |
| Secteur industriel        | 25,6    | 107,9 | 0,6  | 0,0  | 4,1   | 442,3 | 785,6   |
| Traitement des déchets    | 41,9    | 107,9 | 4,3  | 54,6 | 720,3 | 24,1  | 1,2     |
| Distribution de l’énergie | -       | -     | -    | -    | -     | -     | 42,1    |
| Transports routiers       | 1 903,4 | 606,2 | 11,5 | 9,1  | 23,8  | 18,4  | 542,9   |
| Autres transports         | 0,7     | 2,6   | 0,1  | 0,0  | 0,0   | 0,0   | 0,3     |
| Total                     | 2 381,7 | 923,1 | 22,4 | 63,8 | 782,3 | 537,1 | 1 611,9 |

## Toponymie

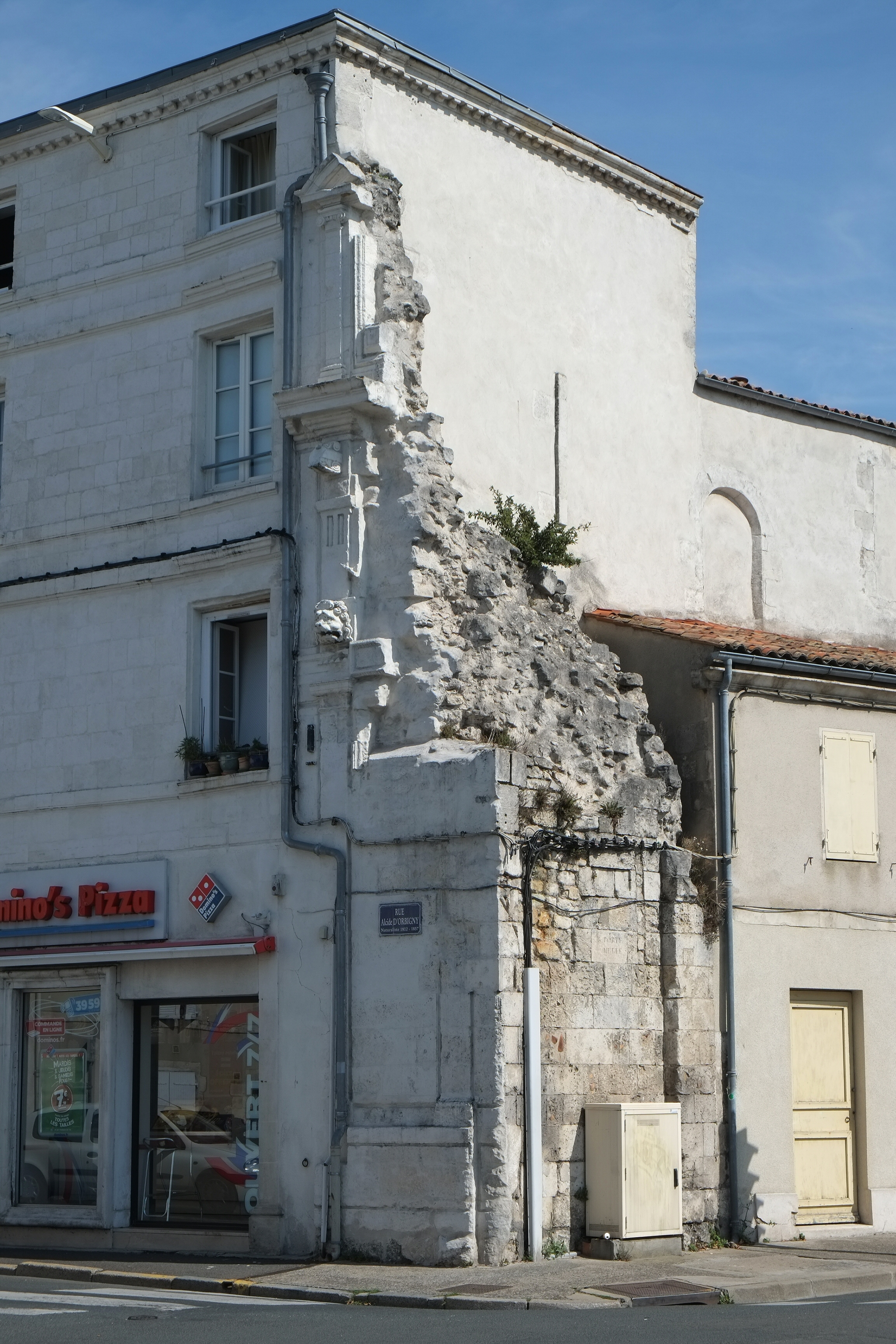
Vestiges de la porte de Cougnes de l'enceinte dite « protestante » réalisée en 1613.

Le hameau le plus ancien connu s’appelait Cougnes. Ce quartier se trouve aujourd’hui dans l’angle nord-est de l’actuelle vieille ville. Ce village a d’ailleurs donné son nom à l'église Notre-Dame-de-Cougnes, ainsi qu’au faubourg de Cognehors (littéralement Cougnes hors les murs). Par la suite, s’est établi un village de pêcheurs, sur un promontoire rocheux au milieu des marais, auquel Guillaume d’Aquitaine fait référence sous le nom Rupella dans une charte octroyée à la ville en 961, ensuite on trouve les attestations Rocella en 1023, Roscella et Rochella, puis Reditum Rochellae en 1152. Lorsqu’en 1199 Aliénor d'Aquitaine octroie une charte de commune à la ville, il y est fait mention du nom La Rochelle.
Rupella est le diminutif en latin médiéval du latin classique rupes qui signifie roche ; il s'agit d'une traduction (adaptation) en latin du terme d’oïl rochelle, dérivé de roche avec le suffixe -elle, mot d'ancien français attesté par la toponymie et qui signifie « éclat de roche, roche, château fort »,. En effet dès le VIe siècle le bas latin rocca avait le sens de « forteresse »texte. Ainsi tout au long du Moyen Âge la traduction du mot roche hésite entre le latin rupes ou la latinisation en roca, rocha, rocca. Ce terme est généralement considéré comme un prélatin *rocca par les spécialistes. Le terme est absent des dictionnaires de gaulois et les langues celtiques contemporaines ne connaissent pas non plus cette racine, le breton roc'h étant un emprunt au français. Il s'agit donc plus précisément d'un mot préceltique. Ce terme n'a pas non plus de cognats dans les langues germaniques, le mot anglais rock étant issu de la variante ro(c)que du français roche, c'est-à-dire du normand ro(c)que, correspondant normanno-picard du français roche. Le néerlandais rots est lui aussi un emprunt au français.
Les étrangers, et plus particulièrement les Anglais qui ont longtemps gouverné la ville, l’avaient surnommée la Ville blanche, en référence au fait que vue de la mer, la ville était d’une blancheur éclatante,. Le nom d'Antioche donné au pertuis qui porte son nom est rapporté habituellement à un épisode inconnu des premières croisades.
Lors de la guerre de Vendée, La Rochelle est surnommée le « boulevard de la République » par les républicains pour sa résistance acharnée contre les forces vendéennes.

## Histoire
Une occupation (au sens archéologique du terme) gallo-romaine est attestée par des vestiges d'importants marais salants et de villas, puis des Alains venus de l’Est, enfin un village de pêcheurs au milieu de marécages, aboutissent au Xe à la fondation de la future capitale de l'Aunis. Le château fort au début du XIIe siècle par les seigneurs de Mauléon et de Rochefort. Guillaume X, duc d’Aquitaine, devient par fait d'armes seigneur de La Rochelle en 1130 ; il a fait de La Rochelle un port libre.
L'ouverture du marché anglais à la suite des secondes noces d’Aliénor d'Aquitaine en 1152, la présence des Templiers et des Hospitaliers de l'ordre de Saint-Jean de Jérusalem, fait rapidement de cette petite ville le plus grand port sur l'Atlantique.

### Moyen Âge
La charte communale est accordée par Henri II d'Angleterre en 1175 et en 1199, La Rochelle élit son premier maire, Guillaume de Montmirail. 
La ville passe successivement du domaine du Roi de France, Louis VII, au Roi d’Angleterre, Henri II Plantagenêt. En 1224, Louis VIII assiège et rattache La Rochelle au domaine royal. En 1360, par le traité de Brétigny, la ville bascule dans le royaume d'Angleterre. En 1371, les Rochelais boutent les Anglais hors du château royal, mais n'ouvrent les portes à du Guesclin qu'après confirmation par Charles V des privilèges de leur ville — s'assurant ainsi une remarquable liberté vis-à-vis du pouvoir royal. 
Ce privilège lui est retiré par Louis XIII le 28 octobre 1628, à la suite de la révolte et de la capitulation de la ville après le Grand Siège, mené par le cardinal de Richelieu. Ce n’est que le 5 février 1718 que Louis XV rend de nouveau élective la mairie de La Rochelle, et la compose d’un maire, de quatre échevins, de dix conseillers et d’un procureur syndic. leurs successeurs y gagnent aussitôt un droit de noblesse héréditaire et perpétuel. Dès lors la ville restera française. Le XIVe siècle amène une grande prospérité, dominée par le commerce des vins et eaux-de-vie d'Aunis et de Saintonge.

### Temps modernes
Au XVIe siècle, la doctrine de Calvin investit La Rochelle qui devient l'un des principaux foyers du protestantisme. Des sièges mémorables s'ensuivent : celui de 1573 par le frère du roi Charles IX, aboutit à un compromis ; celui de 1628, conduit par Richelieu en personne et au cours duquel le maire Jean Guiton immortalise la résistance héroïque de la cité, amène la construction d'une digue de 1 500 mètres pour isoler la ville de la mer et donc de ses alliés les Anglais, et s'achève avec sa reddition à Louis XIII.
La dynamique de prospérité continue cependant tout aussi forte jusqu'à la perte du Canada et de la Louisiane, deux destinations majeures de l'export rochelais, lors du traité de Paris de 1763.

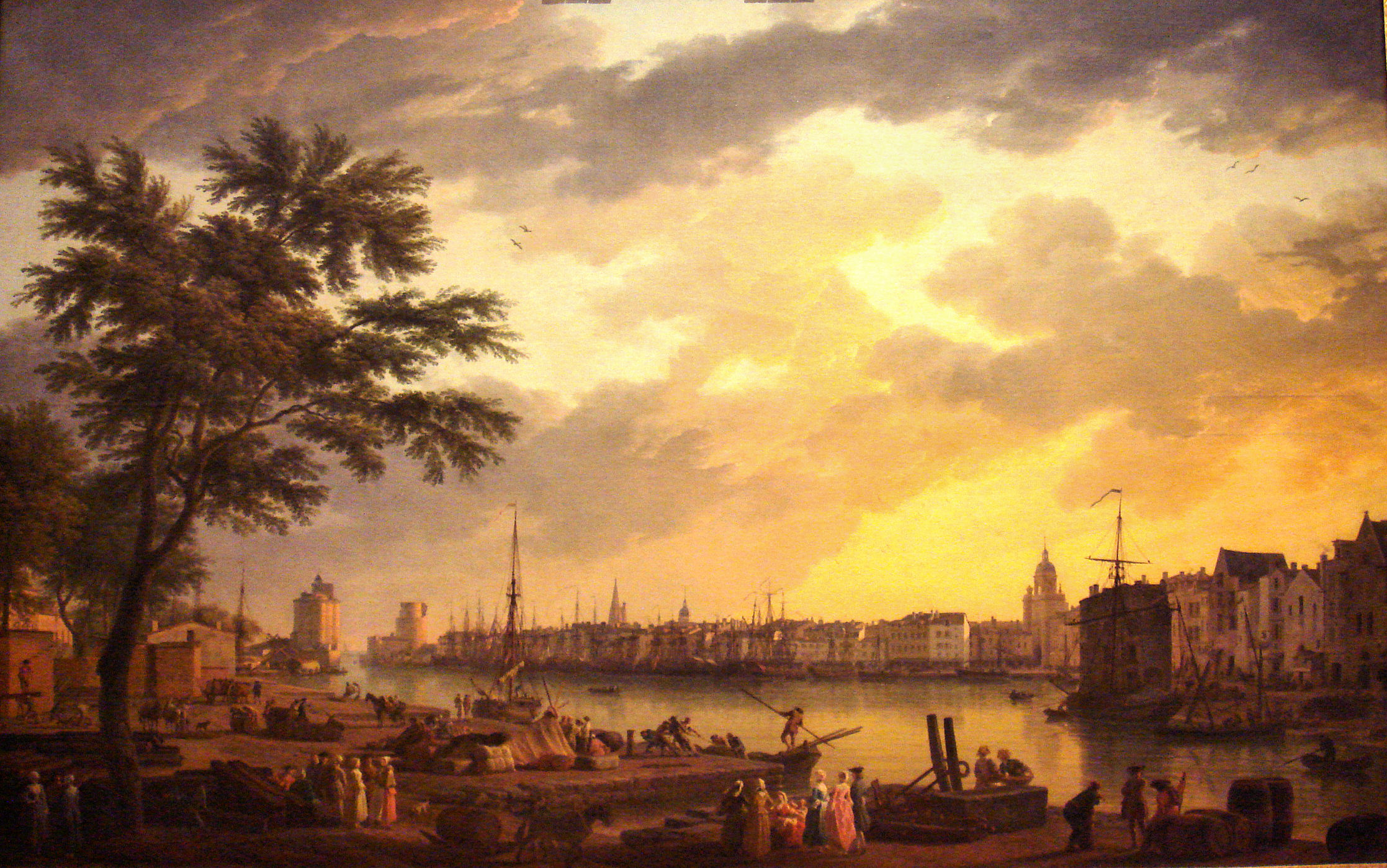
Joseph Vernet, Vue du port, 1762.

La ville connait aussi une importante activité négrière. Dès la fin du XVIe siècle, des mentions datant de 1594-1595 nous informent du départ du navire l'Espérance, de La Rochelle à destination du Brésil. Elle est dès lors l'un des principaux ports négriers de France. En tête des expéditions françaises de traite aux XVI e et XVIIe siècles, le port est dépassé par Nantes, puis Bordeaux durant le XVIIIe siècle. D'après l’historien Jean-Michel Deveau, auteur de La Traite Rochelaise, « près de quatre cent vingt-sept navires négriers sont partis de La Rochelle au XVIIIe siècle. Ils ont chargé environ cent trente mille captifs en Afrique, à destination des colonies de l'Amérique et principalement de Saint-Domingue ». Le 26 avril 1792, le Saint-Jacques est le dernier navire négrier à quitter le port de La Rochelle au XVIIIe siècle.

### Révolution française et Empire
À la veille de 1789, La Rochelle traverse déjà un ralentissement commercial : la fin prématurée de la traite négrière rochelaise (dernier départ 1792) et la concurrence des ports de Nantes ou Bordeaux annoncent un déclin.  
La création du département de la Charente‑Inférieure en 1790 installe le chef‑lieu à **Saintes**, décision mal vécue localement. Malgré cela, la ferveur révolutionnaire s’exprime publiquement : **un arbre de la liberté est planté place d’Armes le 10 juin 1792**.
En 1793, la ville devient arrière‑base logistique de l’**Armée des côtes de La Rochelle**, chargée de contenir l’insurrection vendéenne ; ses hôpitaux militaires reçoivent des centaines de blessés jusqu’en 1796. La même année, la Convention relance **la guerre de course** ; de **1796 à 1802**, une douzaine de corsaires rochelais – dont *L’Actif* armé par les frères Chegaray – capturent marchandises et navires ennemis.
Sous le **Premier Empire**, la situation se dégrade : la suprématie navale britannique et surtout le **Blocus continental** (décret de Berlin, 21 novembre 1806) tarissent le commerce atlantique, entraînant faillites d’armateurs et chômage des ouvriers du port. Conscient des difficultés, **Napoléon Iᵉʳ visite La Rochelle le 6 août 1808** ; salué par des salves d’artillerie, il promet un soutien administratif. Promesse tenue : le **décret impérial du 19 mai 1810** transfère définitivement la préfecture de Saintes à La Rochelle (exécution au 1ᵉʳ juillet), apportant emplois et fonctionnaires qui atténuent partiellement la crise.
Malgré ces mesures, la ville reste pénalisée par la fermeture des marchés coloniaux et la raréfaction des matières premières ; il faudra attendre le percement du bassin à flot (achevé en 1808) puis, plus encore, les grands travaux du XIXᵉ siècle pour relancer durablement l’économie portuaire.

### Époque contemporaine
Actuellement, la création du port de la Pallice avec sa base sous-marine et son port d'escale en eau profonde, base de nombreuses lignes maritimes, et le développement de la pêche maritime, ont donné un nouvel essor à la cité. Le port de la Pallice a reçu le statut de grand port maritime en 2008.

## Politique et administration
La commune de La Rochelle, instituée par la Révolution française, absorbe en 1858 une partie de celle de Saint-Maurice, puis, en 1880, Laleu (Charente-Maritime).

### Rattachements administratifs et électoraux

#### Rattachements administratifs
À la suite de la réforme administrative de 2014 ramenant le nombre de régions de France métropolitaine de 22 à 13, la commune appartient depuis le 1er janvier 2016 à la région Nouvelle-Aquitaine, dont le chef-lieu est Bordeaux. De 1972 au 31 décembre 2015, elle a appartenu à la région Poitou-Charentes, dont le chef-lieu était Poitiers.
La ville est la préfecture de la Charente-Maritime et est donc le chef-lieu de l'arrondissement de la Rochelle.
Elle était divisée de 1801 à 1973 entre les cantons de La Rochelle-Est et de La Rochelle-Ouest. En 1973, un premier redécoupage intervient, et les deux anciens cantons sont remplacés par les cantons de La Rochelle-1, La Rochelle-2, La Rochelle-4. Ce découpage est ramanié à plusieurs reprises, afin de permettre la création en 1982 des cantons de La Rochelle-5 et La Rochelle-6, puis, en 1985, de ceux de La Rochelle-7, La Rochelle-8 et La Rochelle-9. Dans le cadre du redécoupage cantonal de 2014 en France, cette circonscription administrative territoriale a disparu, et le canton n'est plus qu'une circonscription électorale.

#### Rattachements électoraux
Pour les élections départementales, la commune est depuis 2014 le bureau centralisateur de trois nouveaux cantons (composés autrement que les anciens cantons qui portaient le même nom) :
- le canton de La Rochelle-1, constitué de la partie de la commune située à l'ouest d'une ligne définie par l'axe des voies et limites suivantes : depuis le littoral, chemin de la digue de Richelieu, rue Philippe-Vincent, boulevard Winston-Churchill, avenue du Maréchal-Juin, avenue Jean-Guiton, avenue Pierre-Loti, ligne de chemin de fer, avenue de la Porte-Dauphine, avenue de Fétilly, place du Champ-de-Mars, avenue du 11-Novembre-1918, jusqu'à la limite territoriale de la commune de Lagord ;
- le canton de La Rochelle-2, constitué de la partie de la commune située au sud d'une ligne définie par l'axe des voies et limites suivantes : depuis le littoral, chemin de la digue de Richelieu, rue Philippe-Vincent, boulevard Winston-Churchill, avenue du Maréchal-Juin, avenue Jean-Guiton, avenue Pierre-Loti, ligne de chemin de fer, jusqu'à la limite territoriale de la commune d'Aytré ;
- le canton de La Rochelle-3, constitué du reste de la ville.

Pour l'élection des députés, elle fait partie de la première circonscription de la Charente-Maritime.

### Intercommunalité
La Rochelle est le siège de Communauté d'agglomération de La Rochelle, ou CDA (créée sous le statut de communauté de villes en 1992), un établissement public de coopération intercommunale (EPCI) à fiscalité propre et auquel la commune a transféré un certain nombre de ses compétences, dans les conditions déterminées par le code général des collectivités territoriales. Celle-ci succédait au SIVOM de La Rochelle (syndicat intercommunal à vocation multiple), qui avait été créé en 1964] et regroupait alors 9 communes : La Rochelle, Aytré, Périgny, Saint-Rogatien, Puilboreau, Lagord, Châtelaillon-Plage, Angoulins et L'Houmeau. Ses responsabilités regroupaient les transports, la gestion des déchets, le traitement des eaux usées et la production d'eau potable.
À l'occasion de sa transformation en communauté de villes, le 31 décembre 1992, les 9 communes d'origine ont été rejointes en décembre 1993 par Nieul-sur-Mer, Saint-Xandre, La Jarne, Dompierre-sur-Mer, Salles-sur-Mer et Saint-Vivien, puis en décembre 1997 par Esnandes, Marsilly et Sainte-Soulle.
La loi du 16 décembre 2010 de réforme des collectivités territoriales pousse à une réflexion sur l'élargissement de la Communauté d'agglomération. La CdA propose un schéma comprenant douze nouvelles communes (Charron, Villedoux, Vérines, Saint-Médard-d'Aunis, Bourgneuf, Montroy, Clavette,La Jarrie, Saint-Christophe, Croix-Chapeau, Thairé et Yves).
Au 1er janvier 2014, 10 nouvelles communes intégrèrent ainsi la communauté d'agglomération de La Rochelle. Il s'agit des 12 communes préalablement citées moins les communes de Charron et Villedoux intégrées dans la communauté de communes Aunis Atlantique.

### Tendances politiques et résultats électoraux
La Rochelle est une ville ancrée à gauche, comme le montrent les résultats électoraux récents
| Élections présidentielles, résultats des deuxièmes tours. | Élections présidentielles, résultats des deuxièmes tours. | Élections présidentielles, résultats des deuxièmes tours. | Élections présidentielles, résultats des deuxièmes tours. | Élections présidentielles, résultats des deuxièmes tours. | Élections présidentielles, résultats des deuxièmes tours. | Élections présidentielles, résultats des deuxièmes tours. | Élections présidentielles, résultats des deuxièmes tours. |
| Année | Élu                                                       | Élu                                                       | Élu                                                       | Battu                                                     | Battu                                                     | Battu                                                     | Participation                                             |
| --- | --------------------------------------------------------- | --------------------------------------------------------- | --------------------------------------------------------- | --------------------------------------------------------- | --------------------------------------------------------- | --------------------------------------------------------- | --------------------------------------------------------- |
| 2002 | 88,77 %                                                   | Jacques Chirac                                            | RPR                                                       | 11,23 %                                                   | Jean-Marie Le Pen                                         | FN                                                        | 78,83 %                                                   |
| 2007 | 42,84 %                                                   | Nicolas Sarkozy                                           | UMP                                                       | 57,16 %                                                   | Ségolène Royal                                            | PS                                                        | 83,19 %                                                   |
| 2012 | 62,07 %                                                   | François Hollande                                         | PS                                                        | 37,93 %                                                   | Nicolas Sarkozy                                           | UMP                                                       | 78,53 %                                                   |
| 2017 | 79,75 %                                                   | Emmanuel Macron                                           | EM                                                        | 20,25 %                                                   | Marine Le Pen                                             | FN                                                        | 72,14 %                                                   |
| 2022 | 72,88 %                                                   | Emmanuel Macron                                           | LREM                                                      | 27,12 %                                                   | Marine Le Pen                                             | RN                                                        | 69,34 %                                                   |
| Élections législatives, résultats des deux meilleurs scores du dernier tour de scrutin. |                                                           |                                                           |                                                           |                                                           |                                                           |                                                           |                                                           |
| Année | Élu                                                       | Élu                                                       | Élu                                                       | Battu                                                     | Battu                                                     | Battu                                                     | Participation                                             |
| La Rochelle est répartie sur plusieurs circonscriptions, cf. les résultats des . |                                                           |                                                           |                                                           |                                                           |                                                           |                                                           |                                                           |
| Avant 2010, La Rochelle est répartie sur plusieurs circonscriptions, cf. les résultats des . |                                                           |                                                           |                                                           |                                                           |                                                           |                                                           |                                                           |
| 2002 | 57,74 %                                                   | Maxime Bono                                               | PS                                                        | 42,26 %                                                   | Catherine Normandin                                       | UMP                                                       | 61,06 %                                                   |
| 2007 | 60,69 %                                                   | Maxime Bono                                               | PS                                                        | 39,31 %                                                   | Dominique Morvant                                         | UMP                                                       | 62,87 %                                                   |
| Après 2010, La Rochelle est répartie sur plusieurs circonscriptions, cf. les résultats de . |                                                           |                                                           |                                                           |                                                           |                                                           |                                                           |                                                           |
| 2012 | 58,73 %                                                   | Olivier Falorni                                           | DVG                                                       | 41,27 %                                                   | Ségolène Royal                                            | PS                                                        | 61,25 %                                                   |
| 2017 | 66,98 %                                                   | Olivier Falorni                                           | DVG                                                       | 33,02 %                                                   | Otilia Ferreira                                           | MoDem                                                     | 40,46 %                                                   |
| 2022 | 58,62 %                                                   | Olivier Falorni                                           | PRG                                                       | 41,38 %                                                   | Jean-Marc Soubeste                                        | EÉLV (NUPES)                                              | 47,11 %                                                   |
| 2024 | %                                                         |                                                           |                                                           | %                                                         |                                                           |                                                           | %                                                         |
| Élections européennes, résultats des deux meilleurs scores. |                                                           |                                                           |                                                           |                                                           |                                                           |                                                           |                                                           |
| Année | Liste 1re                                                 | Liste 1re                                                 | Liste 1re                                                 | Liste 2e                                                  | Liste 2e                                                  | Liste 2e                                                  | Participation                                             |
| 2004 | 34,94 %                                                   | Bernard Poignant                                          | PS                                                        | 14,66 %                                                   | Roselyne Bachelot                                         | UMP                                                       | 43,67 %                                                   |
| 2009 | 24,63 %                                                   | Christophe Béchu                                          | UMP                                                       | 19,10 %                                                   | Bernadette Vergnaud                                       | PS                                                        | 40,65 %                                                   |
| 2014 | 19,82 %                                                   | Isabelle Thomas                                           | Union de la gauche                                        | 18,42 %                                                   | Alain Cadec                                               | UMP                                                       | 40,60 %                                                   |
| 2019 | 27,13 %                                                   | Nathalie Loiseau                                          | LREM                                                      | 18,79 %                                                   | Yannick Jadot                                             | EÉLV                                                      | 51,11 %                                                   |
| 2024 | %                                                         |                                                           |                                                           | %                                                         |                                                           |                                                           | %                                                         |
| Élections régionales, résultats des deux meilleurs scores. |                                                           |                                                           |                                                           |                                                           |                                                           |                                                           |                                                           |
| Année | Liste 1re                                                 | Liste 1re                                                 | Liste 1re                                                 | Liste 2e                                                  | Liste 2e                                                  | Liste 2e                                                  | Participation                                             |
| 2004 | 61,44 %                                                   | Ségolène Royal                                            | PS                                                        | 31,63 %                                                   | Élisabeth Morin                                           | UMP                                                       | 63,11 %                                                   |
| 2010 | 65,43 %                                                   | Ségolène Royal                                            | PS                                                        | 34,57 %                                                   | Dominique Bussereau                                       | UMP                                                       | 47,10 %                                                   |
| 2015 | 52,38 %                                                   | Alain Rousset                                             | PS                                                        | 32,79 %                                                   | Virginie Calmels                                          | LR                                                        | 50,80 %                                                   |
| 2021 | %                                                         |                                                           |                                                           | %                                                         |                                                           |                                                           | %                                                         |
| Élections cantonales |                                                           |                                                           |                                                           |                                                           |                                                           |                                                           |                                                           |
| Année | Élu                                                       | Élu                                                       | Élu                                                       | Battu                                                     | Battu                                                     | Battu                                                     | Participation                                             |
| La Rochelle est répartie sur plusieurs cantons, cf. les résultats de ceux de La Rochelle-1, La Rochelle-2, La Rochelle-3, La Rochelle-4, La Rochelle-5, La Rochelle-6, La Rochelle-7, La Rochelle-8 et La Rochelle-9. |                                                           |                                                           |                                                           |                                                           |                                                           |                                                           |                                                           |
| 2001 | %                                                         |                                                           |                                                           | %                                                         |                                                           |                                                           | %                                                         |
| 2004 | %                                                         |                                                           |                                                           | %                                                         |                                                           |                                                           | %                                                         |
| 2008 | %                                                         |                                                           |                                                           | %                                                         |                                                           |                                                           | %                                                         |
| 2011 | %                                                         |                                                           |                                                           | %                                                         |                                                           |                                                           | %                                                         |
| Élections départementales |                                                           |                                                           |                                                           |                                                           |                                                           |                                                           |                                                           |
| Année | Élus                                                      | Élus                                                      | Élus                                                      | Battus                                                    | Battus                                                    | Battus                                                    | Participation                                             |
| La Rochelle est répartie sur plusieurs cantons, cf. les résultats de ceux de La Rochelle-1, La Rochelle-2 et La Rochelle-3.                                                                                           |                                                           |                                                           |                                                           |                                                           |                                                           |                                                           |                                                           |
| 2015 | %                                                         |                                                           |                                                           | %                                                         |                                                           |                                                           | %                                                         |
| 2021 | %                                                         |                                                           |                                                           | %                                                         |                                                           |                                                           | %                                                         |
| Référendums. |                                                           |                                                           |                                                           |                                                           |                                                           |                                                           |                                                           |
| Année | Oui (national)                                            | Oui (national)                                            | Oui (national)                                            | Non (national)                                            | Non (national)                                            | Non (national)                                            | Participation                                             |
| 1992 | 58,00 % (51,04 %)                                         | 58,00 % (51,04 %)                                         | 58,00 % (51,04 %)                                         | 42,00 % (48,96 %)                                         | 42,00 % (48,96 %)                                         | 42,00 % (48,96 %)                                         | 67,59 %                                                   |
| 2000 | 77,52 % (73,21 %)                                         | 77,52 % (73,21 %)                                         | 77,52 % (73,21 %)                                         | 22,48 % (26,79 %)                                         | 22,48 % (26,79 %)                                         | 22,48 % (26,79 %)                                         | 28,33 %                                                   |
| 2005 | 51,16 % (45,33 %)                                         | 51,16 % (45,33 %)                                         | 51,16 % (45,33 %)                                         | 48,84 % (54,67 %)                                         | 48,84 % (54,67 %)                                         | 48,84 % (54,67 %)                                         | 69,18 %                                                   |

### Liste des maires
| Période      | Période               | Identité                | Étiquette         | Qualité |
| ------------ | --------------------- | ----------------------- | ----------------- | --- |
| mai 1945     | octobre 1945          | Georges Bonneau         |                   | Ingénieur des Ponts et chaussées, ancien pasteur |
| octobre 1945 | octobre 1947          | Franck Lapeyre          | SFIO              | Inspecteur général des contributions indirectes |
| octobre 1947 | février 1951 (décès)  | Auguste Moinard         | CNIP              | Industriel, ancien juge au tribunal de commerce |
| février 1951 | juin 1958 (démission) | René de Saint-Affrique  | CNIP              | Ingénieur, ancien directeur de papeteries Conseiller général de La Rochelle-Ouest (1955 → 1961) |
| juin 1958    | mars 1959             | Édouard Mörch           | CNIP              | Armateur |
| mars 1959    | mars 1971             | André Salardaine,       | UNR puis UDR      | Officier de gendarmerie Député de la Charente-Maritime (1re circ) (1962 → 1968) Conseiller général de La Rochelle-Ouest (1961 → 1967) Officier de la Légion d'honneur, Croix de guerre 1939-1945 Croix de guerre des Théâtres d'opérations extérieurs (TOE)            |
| mars 1971    | mars 1999 (décès)     | Michel Crépeau,         | Rad. puis MRG/PRG | Avocat Député de la Charente-Maritime (1re circ) (1973 → 1981, 1986 → 1993 et 1997 → 1999) Conseiller général de La Rochelle-Ouest (1967 → 1973) Conseiller général de La Rochelle-1 (1973 → 1982) Candidat à l'élection présidentielle de 1981 Ministre (1981 → 1986) |
| avril 1999   | avril 2014            | Maxime Bono             | PS                | Inspecteur des impôts Député de la Charente-Maritime (1re circ) (1999 → 2012) Président de la CA de La Rochelle (2001 → 2014) Officier de la Légion d'honneur |
| avril 2014   | juin 2025 (démission) | Jean-François Fountaine | DVG               | Chef d'entreprise, ancien sportif de haut niveau Président de la CA de La Rochelle (2014 → ) Chevalier de la Légion d'honneur Réélu pour le mandat 2020-2026 |
| 16 juin 2025 | En cours              | Thibaut Guiraud         | DVG               | |

### Jumelage et coopération
Au lendemain de la Seconde Guerre mondiale, le jumelage de communes est apparu comme étant un moyen de tisser des liens et d'établir des relations socioculturelles étroites avec ses voisins après le conflit qui venait de déchirer le monde et l'Europe. Les jumelages concernent aujourd’hui plus de 15 000 collectivités locales européennes, dont 3 800 réparties sur toute la France, et aux traditionnels échanges culturels et d'amitié s'ajoutent des aspects d’échanges de savoir-faire, de partenariat économique, et de solidarité.
La ville de La Rochelle est jumelée avec :
- Essaouira  (Maroc) ;
- Lübeck  (Allemagne) ;
- New Rochelle  (États-Unis) ;
- Petrozavodsk  (Russie) ;
- Santiago de Figueiró (Portugal)[132] ;
- Akko (Israël).

Le 12 mai 2025, en raison de l'invasion de l'Ukraine par la Russie et de la guerre menée par Israël à Gaza, les élus rochelais ont voté en majorité pour la suspension de ses jumelages avec la ville russe de Petrozavodsk et la ville israélienne d'Akko.

### Parrainage
La Rochelle est depuis le 20 mai 1994, la ville marraine de la frégate Germinal.

## Équipements et services publics

### Enseignement et recherche
En 2017, la ville comptait près de 14 500 étudiants, dont 8 300 inscrits à l'université.

#### Enseignement secondaire
(Liste des établissements par ordre alphabétique)
- Collèges publics et privés :
  - Collège Samuel-de-Missy ;
  - Collège Eugène-Fromentin ;
  - Collège Jean-Guiton ;
  - Collège Fénelon-Notre-Dame ;
  - Collège Albert-Camus ;
  - Collège Beauregard ;
  - Collège Fabre-d'Églantine ;
  - Collège Pierre-Mendès-France.
- Lycées publics et privés :
  - Lycée Jean-Dautet, préparant aux baccalauréats de séries S, L, ES, STMG ;
  - Lycée régional Léonce-Vieljeux, préparant aux baccalauréats de séries ES, S (spécialité SI ou SVT), aux baccalauréat technologique STI2D et aux baccalauréats professionnels MVA et TISEC ainsi que le BTS AVA ;
  - Lycée Antoine-de-Saint-Exupéry, préparant aux baccalauréats de séries ES, L, S, STMG ;
  - Lycée Fénelon-Notre-Dame ;
  - Lycée René-Josué-Valin, préparant aux baccalauréats de séries ES, S, L et aux baccalauréats technologiques STL ;
  - Lycée hôtelier, préparant aux métiers de l’hôtellerie et de la restauration ;
  - Lycée Pierre-Doriole ;
  - Lycée Rompsay ;
  - Lycée régional d'enseignement maritime et aquacole.

#### Autres structures d'enseignement et de formation
- CFA de la Chambre de métiers de la Charente-Maritime ;
- École Française Coiffure & Esthétique (E.F.C.E.), établissement privé de formation professionnelle ;
- École Nationale des brigades des douanes, une des seules écoles françaises pour la formation des douaniers ;
- GRETA Aunis-Atlantique, formation continue pour adultes ;
- IAFSI (Instituts Associés de Formation en Soins Infirmiers, rattaché au Centre hospitalier de La Rochelle) ;
- IFSI (Institut de Formation en Soins Infirmiers rattaché au Centre hospitalier de La Rochelle).

#### Enseignement supérieur

##### Université de La Rochelle

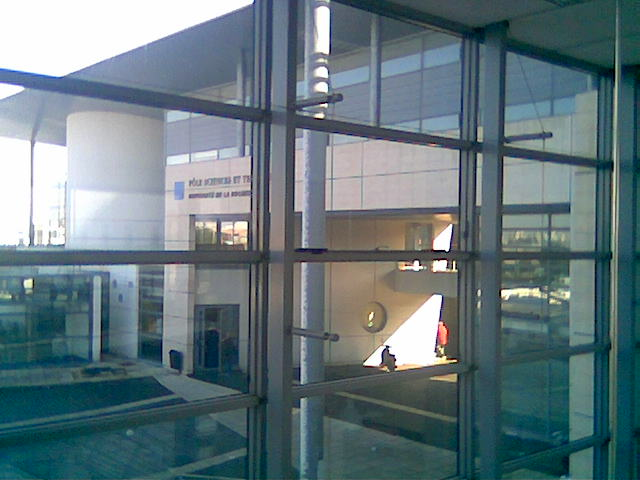
Université des sciences.

L'Université de La Rochelle, créée en 1993 dans le nouveau quartier des Minimes, offre des enseignements universitaires variés (lettres, langues, droit, sciences, géographie du littoral, gestion…) et accueille plus de 8 300 étudiants dont 1 100 à l'IUT (proposant des DUT en génie biologique, génie civil, informatique, réseaux & télécommunications, ou techniques de commercialisation).

##### Grandes écoles
- École d'ingénieurs en génie des systèmes industriels (EIGSI), école d’ingénieur généraliste (environ 1 250 étudiants) ;
- Excelia Group (plus de 2 000 étudiants) ;
- ESICS, formation des spécialistes en bureau d'études (environ 100 étudiants).

##### Autres formations supérieures
- Cipecma (formations à divers métiers de l'industrie et du tourisme sanctionnées par un B.T.S.) ;
- Institut d'Études Françaises (I.E.F.), structure dépendante de la Chambre de Commerce et d'Industrie de La Rochelle pour l'enseignement de la langue française aux étudiants étrangers ;
- Isfac, préparation à divers BTS en alternance ;
- INSPÉ, formation des professeurs des écoles.

##### Lycées avec formations supérieures
- Lycée privé Fénelon, préparation à divers BTS ;
- Lycée public Jean-Dautet, CPGE: PCSI, MPSI, MP, PC, PSI et préparation à divers BTS ;
- Lycée public Saint-Exupéry, préparation au BTS commerce international ;
- Lycée public René-Josué-Valin, CPGE et préparation à divers BTS ;
- Lycée public Léonce-Vieljeux, CPGE et préparation à divers BTS ;
- Lycée hôtelier de La Rochelle, préparation aux BTS Hôtellerie-Restauration, Tourisme et Responsable de l'hébergement à référentiel européen.

#### Recherches universitaires, scientifiques et techniques
Des passages de cette section sont obsolètes ou annoncent des événements désormais passés. Améliorez-la ou discutez-en.
Raison : De nombreux liens de référence vers les sites des instituts et laboratoires sont brisés.
- Soit la structure n'existe plus ou elle a été déplacée hors de La Rochelle (et dans ces deux cas, elle doit être supprimée de la section),
- soit l'url doit être corrigée et éventuellement le nom de la structure, adaptée.

Structures de recherche universitaire
- Institut du Littoral et de l’Environnement (ILE)[137] ;
- Laboratoires de recherche en lien avec l'Ifremer :
  - Laboratoire ressources halieutiques (LRH)[138] ;
  - Laboratoire environnement ressources (LER)[139] ;
  - Centre de recherche sur les écosystèmes littoraux anthropisés (CRELA), unité mixte tripartite Ifremer-CNRS-Université de La Rochelle[140] ;
- Laboratoires de recherche en milieux maritimes issus de l'Université de La Rochelle :
  - Centre littoral de géophysique (CLDG)[141] ;
  - Laboratoire de biologie et d'environnement marins (LBEM) ;
  - Laboratoire de biotechnologies et de chimie bio-organique (LBCB)[142] ;
  - Organisation des territoires et environnements dans les espaces littoraux et océaniques (OTELO)[143].
- Laboratoires de recherche technique issus de l'Université de La Rochelle :
  - Laboratoire des Sciences de l'Ingénieur pour l'Environnement (LaSIE)[Note 5],[144] ;
  - Laboratoire d’étude des phénomènes de transfert appliqués aux bâtiments (LEPTAB)[145] ;
  - Laboratoire de maîtrise des techniques agro-industrielles (LMTAI)[146] ;
  - Laboratoire de mathématiques, image et applications (MIA)[147] ;
  - Laboratoire informatique, image, interaction (L3i)[148] ;
- Autres centres de recherche issus de l'Université de La Rochelle
  - Centre commun d’analyses (CCA)[149] ;
  - Centre d’études internationales sur la romanité (CEIR) ;
  - Centre d’études juridiques de La Rochelle (CEJLR) ;
  - Centre de traitement de l’information géoréférencée (CTIG)[150] ;
  - Laboratoire de sociologie de l’action publique (LASAP) ;
  - Médiane Asie Pacifique Amériques (MAPA).

Établissements de recherche scientifique et maritime
- - C.N.R.S. (Centre National de la Recherche Scientifique) ;
  - C.R.E.M.A. (Centre de Recherche en Écologie Marine et Aquaculture) ;
  - Ifremer ;
  - Laboratoire d'Analyses Sèvres ATlantique (LASAT) : Hydrologie et environnement.

Établissements de recherche technique
- CRITT de recherche pour l’architecture et l’industrie nautique (CRAIN) ;
- CRITT des Industries agro-alimentaires.

## Population et société

### Démographie

#### Classement démographique
Selon les données de l’Insee, la population de la ville de La Rochelle s'élève à 78 535 habitants au recensement de 2021. Au 1er janvier 2008, la population était répartie en 40 504 ménages recensés. Avec une superficie communale de 2 843 hectares, la densité de population s'élève à 2 762 habitants par km2 (au recensement de 2021), ce qui en fait une des 60 villes les plus peuplées de France.
En 2015, l’unité urbaine de la Rochelle, qui s'étend sur dix communes, regroupe 126 725 habitants et se classe au 49e rang en France métropolitaine, et son aire urbaine, incluant les communes périurbaines situées dans la zone d’influence forte de la ville, rassemble 214 109 habitants, la classant au 47e rang national (c'est-à-dire France métropolitaine et Départements d'outre-mer). Ces différentes données font de La Rochelle non seulement la ville la plus peuplée de la Charente-Maritime, mais également la première agglomération urbaine du département. Il en est de même pour son aire urbaine où elle occupe de loin ce premier rang.
Jusqu'à la réforme territoriale de 2015 et la création de la région Nouvelle-Aquitaine, elle a occupé invariablement la deuxième place en Poitou-Charentes aussi bien au niveau de la ville intra-muros où elle se classait après Poitiers (87 697 habitants en 2010), qu'au plan de son unité urbaine où elle se situait après l'agglomération poitevine (127 845 habitants en 2010) ; elle a également occupé le deuxième rang des aires urbaines picto-charentaises, juste après celle de Poitiers (252 381 habitants en 2010).

#### Évolution démographique
L'évolution du nombre d'habitants est connue à travers les recensements de la population effectués dans la commune depuis 1793. Pour les communes de plus de 10 000 habitants les recensements ont lieu chaque année à la suite d'une enquête par sondage auprès d'un échantillon d'adresses représentant 8 % de leurs logements, contrairement aux autres communes qui ont un recensement réel tous les cinq ans,.

En 2022, la commune comptait 79 961 habitants, en évolution de +5,58 % par rapport à 2016 (Charente-Maritime : +4,04 %, France hors Mayotte : +2,11 %).
| 1793   | 1800   | 1806   | 1821   | 1831   | 1836   | 1841   | 1846   | 1851   |
| ------ | ------ | ------ | ------ | ------ | ------ | ------ | ------ | ------ |
| 22 000 | 17 512 | 18 346 | 12 327 | 14 629 | 14 857 | 16 720 | 17 358 | 16 505 |

| 1856   | 1861   | 1866   | 1872   | 1876   | 1881   | 1886   | 1891   | 1896   |
| ------ | ------ | ------ | ------ | ------ | ------ | ------ | ------ | ------ |
| 16 175 | 18 904 | 18 720 | 19 506 | 19 583 | 22 464 | 23 829 | 26 808 | 28 376 |

| 1901   | 1906   | 1911   | 1921   | 1926   | 1931   | 1936   | 1946   | 1954   |
| ------ | ------ | ------ | ------ | ------ | ------ | ------ | ------ | ------ |
| 31 559 | 33 858 | 36 371 | 39 770 | 41 521 | 45 043 | 47 737 | 48 923 | 58 799 |

| 1962   | 1968   | 1975   | 1982   | 1990   | 1999   | 2006   | 2011   | 2016   |
| ------ | ------ | ------ | ------ | ------ | ------ | ------ | ------ | ------ |
| 66 590 | 73 347 | 79 757 | 75 840 | 71 094 | 76 584 | 77 196 | 74 880 | 75 736 |

| 2021   | 2022   | - | - | - | - | - | - | - |
| ------ | ------ | - | - | - | - | - | - | - |
| 78 535 | 79 961 | - | - | - | - | - | - | - |

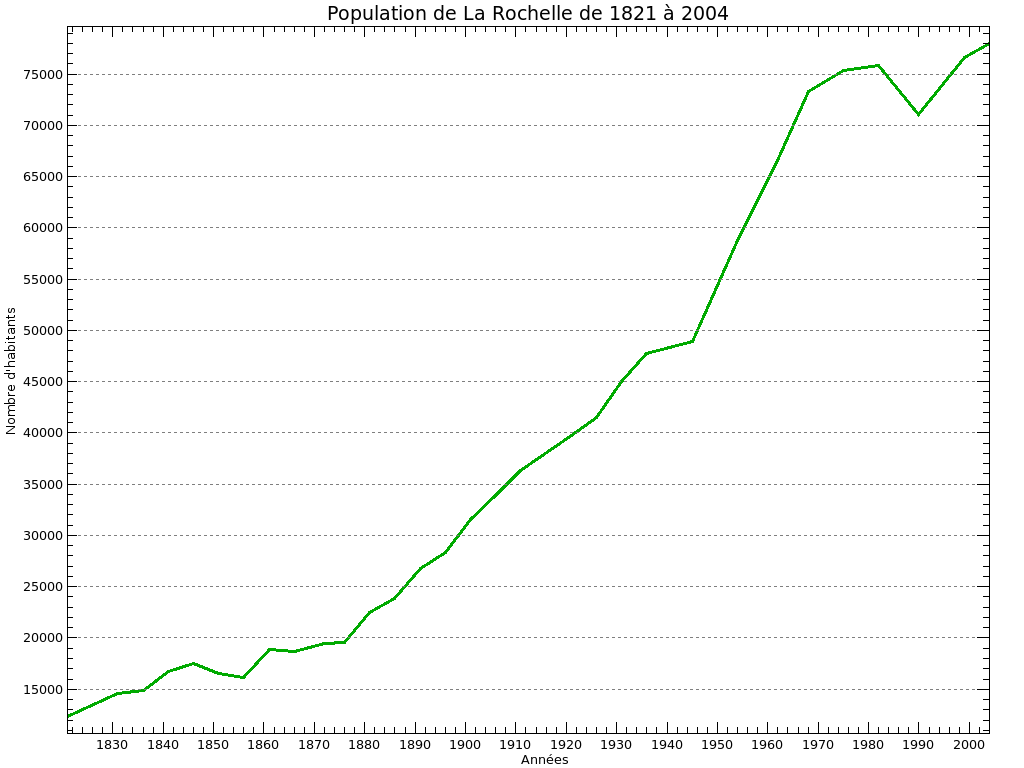
Population de La Rochelle de 1821 à 2004 (source Insee).

Le 21 mai 1858, Saint-Maurice et une partie de Cognehors sont rattachés à la Rochelle qui absorbe également une section de la commune d’Aytré et une de la commune de Périgny. De nouvelles limites sont alors fixées entre La Rochelle, Dompierre et Lagord. Le 27 décembre 1880, Laleu est également rattachée à la nouvelle entité.
Alors que le solde migratoire (3 567 habitants supplémentaires entre 1990 et 1999) et l'accroissement naturel (1 923 habitants supplémentaires sur la même période) étaient positifs, ce qui avait porté l'augmentation de la population à 5 617 habitants entre 1990 et 1999, soit un taux annuel moyen de variation de la population de + 0,8 %, la population de La Rochelle s'est stabilisée depuis 1999 (77 196 habitants en 2006 et 76 848 habitants en 2007) en raison d'un solde migratoire redevenu négatif (- 0,2 % par an de 1999 à 2007) et d'une baisse du taux d'accroissement naturel (+ 0,2 % par an de 1999 à 2007) liée au vieillissement de la population. L'essentiel de la croissance de la population s'effectue désormais dans la banlieue et surtout dans les communes de la couronne rurale périurbaine.

#### Pyramide des âges
La population de la commune est relativement jeune.
En 2018, le taux de personnes d'un âge inférieur à 30 ans s'élève à 36,7 %, soit au-dessus de la moyenne départementale (29 %). À l'inverse, le taux de personnes d'âge supérieur à 60 ans est de 29,9 % la même année, alors qu'il est de 34,9 % au niveau départemental.
En 2018, la commune comptait 35 130 hommes pour 40 984 femmes, soit un taux de 53,85 % de femmes, légèrement supérieur au taux départemental (52,15 %).
Les pyramides des âges de la commune et du département s'établissent comme suit.
| Hommes | Classe d’âge | Femmes |
| ------ | ------------ | ------ |
| 0,8    | 90 ou +      | 2,0    |
| 7,8    | 75-89 ans    | 12,2   |
| 16,2   | 60-74 ans    | 20,2   |
| 17,8   | 45-59 ans    | 17,3   |
| 16,8   | 30-44 ans    | 15,1   |
| 26,3   | 15-29 ans    | 21,4   |
| 14,3   | 0-14 ans     | 11,9   |

| Hommes | Classe d’âge | Femmes |
| ------ | ------------ | ------ |
| 1,1    | 90 ou +      | 2,6    |
| 10,1   | 75-89 ans    | 12,6   |
| 22     | 60-74 ans    | 23,2   |
| 20,1   | 45-59 ans    | 19,7   |
| 16,1   | 30-44 ans    | 15,6   |
| 15,2   | 15-29 ans    | 12,7   |
| 15,4   | 0-14 ans     | 13,6   |

#### Catégories socioprofessionnelles
| Catégorie                                         | 1999   | 1999     | 1999     | 2009   | 2009     | 2009     |
| ------------------------------------------------- | ------ | -------- | -------- | ------ | -------- | -------- |
| Agriculteurs exploitants                          | 0,1 %  | (2.6 %)  | (1.4 %)  | 0,1 %  | (1.7 %)  | (1.0 %)  |
| Artisans, commerçants, chefs d'entreprise         | 2,8 %  | (4.4 %)  | (3.5 %)  | 2,6 %  | (4.2 %)  | (3.3 %)  |
| Cadres et professions intellectuelles supérieures | 6,1 %  | (3.9 %)  | (6.6 %)  | 7,1 %  | (5.0 %)  | (8.6 %)  |
| Professions intermédiaires                        | 11,4 % | (9.6 %)  | (12.1 %) | 12,4 % | (11.3 %) | (13.8 %) |
| Employés                                          | 17,6 % | (16.3 %) | (16.6 %) | 15,9 % | (16.6 %) | (16.7 %) |
| Ouvriers                                          | 11,6 % | (13,4 %) | (14.9 %) | 10,9 % | (12,8 %) | (13.5 %) |
| Retraités                                         | 24,3 % | (28,2 %) | (22.2 %) | 29,0 % | (34,0 %) | (22.9 %) |
| Autres personnes sans activité professionnelle    | 26,1 % | (21.6 %) | (22.9 %) | 22,0 % | (14.4 %) | (17.2 %) |

#### Immigration
D’après le recensement de 2006, la population immigrée représentait 3 965 personnes en 2006 (soit 5,1 % de la population totale, c’est-à-dire 77 196 personnes). Le nombre des étrangers était, quant à lui, de 2 603 personnes, soit 3,4 % de la population totale.
Sur les 2 603 étrangers, 806 (31 %) sont des ressortissants d'un pays de l’Union européenne (principalement du Portugal, et dans une moindre mesure de l’Espagne), 750 (29 %) ont la nationalité d'un pays du Maghreb (essentiellement du Maroc et de l'Algérie), 278 (11 %) ont la nationalité d'un autre pays d'Afrique, 178 (7 %) sont ressortissants de Turquie. 1 978 personnes sont des Français par acquisition, c'est-à-dire des naturalisés.

### Manifestations culturelles et festivités
- Janvier :
  - Bal du 1er de l'an
- Mars :
  - Le Webprogram-Festival ;
  - Printemps des poètes ;
- Avril
  - Concours Eloquentia La Rochelle, Eloquentia permet aux jeunes de s'exprimer librement et de gagner confiance en eux à travers des formations et des concours de prise de parole
  - Carnaval
- Mai :
  - « Jazz around La Rochelle », qui depuis 2001 rassemble chaque année plusieurs orchestres de Jazz traditionnel, dans l’ambiance de la Nouvelle-Orléans ;
  - Sarabande des filles, créée en 2002, est une course féminine se déroulant chaque année au mois de mai
  - Trail du canal
  - CNAREP sur le pont
- Juin :
  - Cavalcade de la Rochelle défilé de chars en ville de jour et de nuit
  - Fête des 3 quartiers (Saint-Maurice, Mireuil et les Hauts de Bel-Air)
  - Semaine du nautisme
  - Fête du port de pêche, créée en 1997 est une grande fête populaire qui célèbre les produits et les métiers issus de la mer
  - Suny Side of the Doc et le PiXii Festival attire plus de 2 200 participants de plus de 60 pays[158]
- Juillet :
  - Festival La Rochelle Cinéma (FEMA), est un festival international du film qui a lieu chaque année depuis 1973, et est le deuxième de France en nombre de visiteurs[réf. nécessaire], après celui de Cannes ;
  - Francofolies, festival de musique créé en 1984 à l’initiative de Jean-Louis Foulquier, et qui a depuis lieu tous les ans et accueille plus de 122 000 spectateurs au cours de la semaine. En marge du festival se déroule le « Chantier des francos », destiné à faire découvrir de jeunes talents ;
  - Festival du Théâtre;
- Août :
  - Festival « Jazz in Août » créé en 2004 à l'initiative de musiciens de jazz amateurs de la Rochelle ;
- Septembre :
  - Festival de la Fiction TV créé en 1999 ;
  - Roscella Bay, créé en 2015, est un festival de musique dédié principalement aux jeunes étudiants se déroulant chaque année en septembre pour clore les festivités estivales
  - Grand Pavois se tient pendant une semaine sur le port des Minimes chaque année : il est le plus grand salon nautique international à flot, qui est à la plaisance ce que le Mondial de l’automobile est à l’auto. L'édition 2013 accueille 92 000 visiteurs[159] ;

- Octobre:
  - Festival de jazz, créé en 1998 ;
- Novembre :
  - Festival International du Film et du Livre d’Aventure (FIFAV) ;
  - Festival des Escales documentaires.
  - Marathon de La Rochelle
- Décembre :
  - Le salon du livre (les années paires) ;
- Autres événements :
  - InterVal[160], le festival du court métrage lycéen de Poitou-Charentes, qui rassemble chaque année plus de 600 spectateurs dans la grande salle du Méga CGR de la ville et qui s'est imposé, en à peine trois éditions, comme le premier festival du genre en France ;
  - Soirées Wake Up La Rochelle ;
  - L'Université d'été du Parti socialiste s'est déroulée tous les étés, à la fin du mois d'août, de 1993 à 2015[161].
- Fléchettes électroniques

La Rochelle accueille chaque année le Championnat de France de fléchettes électroniques, organisé par l'association France Darts. Outre la compétition nationale par équipe, en doublette ou individuelle, le championnat propose également des compétitions internationales[réf. nécessaire]. En 2008, le championnat s’est tenu au Parc des Expositions de la Rochelle du 8 juin 2008 au 15 juin 2008 et a accueilli près de 10 000 joueurs, qui ont joué plus de 26 000 matches sur 195 cibles.

### Sports et loisirs

#### Basket-ball
Le Stade rochelais basket (anciennement Rupella Basket 17 et Union Basket La Rochelle) est un club français de basket-ball évoluant en Championnat de France de basket-ball de proB. Créé en 1932 sous le nom « Rupella », le club a été renommé « La Rochelle Basket 17 » en 1996 et « Rupella Basket 17 » en 2000. Le club est resté 8 ans en ProB de 1988 à 1996, accueillant de nombreux anciens joueurs professionnels de NBA ou de ProA (Stan Mayhew, Don Collins, Freddy Hufnagel...). À la fin de la saison 2010/2011, les dirigeants des clubs Rupella Basket 17 et ASPTT La Rochelle unissent leurs moyens et créent Union Basket La Rochelle.
En 2018, le Rupella Basket 17 fusionne avec le Stade Rochelais et commence la saison 2018-2019 en NM1 sous le nom Stade Rochelais Basket.
La saison 2021/2022 est historique pour le club puisqu'elle signe le retour de celui-ci en Pro B.

#### Équitation
La Rochelle a accueilli le Championnat du monde universitaire d’équitation, organisé par la Société hippique d’Aunis, qui comportait des épreuves de dressage (individuel et par équipes), et de CSO (individuel et par équipes). La particularité de la compétition réside dans le fait que les chevaux sont fournis par l’organisateur, et tirés au sort à chaque tour. La 7e édition de ce championnat s’est tenue du 8 juin 2006 au 11 juin 2006 et a vu la participation de 17 pays. Lors de la cérémonie de clôture, la Garde républicaine a présenté sa fameuse reprise des douze.

#### Football
L'Entente sportive La Rochelle est un club français de football créé en 1904 évoluant aujourd'hui en Régional 1 après avoir connu la Division 2 entre 1971 et 1974. Leurs exploits se déroulent au stade François Le Parco et au stade André Bracq.

#### Golf
Créé en 1989 à l’initiative d’un groupe de golfeurs rochelais et avec l’aide des communes de La Rochelle, Marsilly où est situé le golf et Nieul-sur-Mer, le golf de La Prée La Rochelle est un terrain de golf au parcours sauvage de 5 931 mètres, situé face à l’île de Ré et à la réserve naturelle de la baie de l'Aiguillon. Composé de 18 trous, dont 5 en bord de mer, il combine les caractéristiques d’un links écossais à celles d’un golf de plaine. Il est affilié à la Fédération française de golf et accueille de nombreuses compétitions.

#### Marathon
Depuis sa première édition, le marathon de La Rochelle n’a cessé d’attirer davantage de monde chaque année. En 2006, plus de 8 000 coureurs de tous les pays ont participé à sa 16e édition. Il est de nouveau le 2e marathon de France (après le marathon de Paris) en termes de participants ; même si cependant, de l'édition 2011 à 2014, le Marathon des Alpes-Maritimes en attirait davantage. En 2018 le Marathon de La Rochelle a accueilli 6 500 finishers contre 5 300 pour le Marathon des Alpes-Maritimes.

#### Nautisme

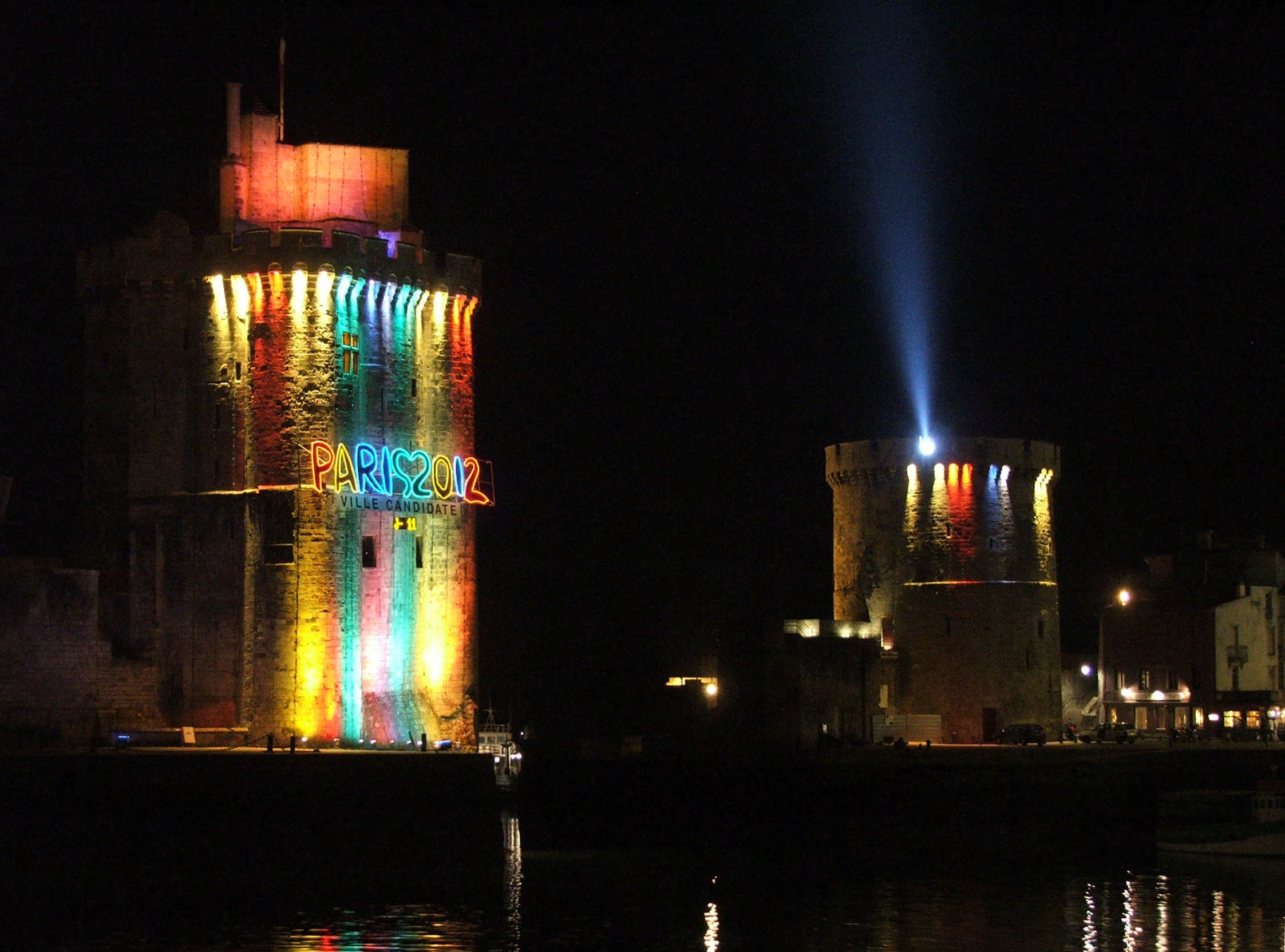
Tours décorées aux couleurs de Paris 2012.

En raison de ses atouts naturels et de sa tradition maritime historique, La Rochelle est une escale privilégiée des grandes compétitions internationales de voile, avec notamment :
- Course Croisière EDHEC. La dernière en date à La Rochelle était la 44e édition (du 13 au 21 avril 2012). Cette compétition, parmi les plus grandes manifestations sportives d’Europe, rassemble plus de 6 000 étudiants ;
- La Whitbread en 1998 ;
- La Volvo Ocean Race en 2002 ;
- Étape de la Solitaire du Figaro en 2003 et en 2005 ;
- Championnat d'Europe de Finn en 2004 ;
- La Mini Transat 6.50, dont le départ de l’édition 2005 a eu lieu à La Rochelle le 17 septembre 2005 ;
- La Course de l'Europe, dont La Rochelle a été la ville de départ de la 5e édition, en 1993 ;
- La Sywoc, du 23 octobre 2010 au 30 octobre 2010. Cette compétition rassemble les meilleurs équipages étudiants du monde entier pour la Coupe du Monde de Voile des Étudiants. Cette année sera la 30e édition ;
- Les championnats du monde de Tornado, catamaran olympique, organisés par la Société des régates rochelaises du 12 juin 2005 au 18 juin 2005 au port des Minimes. Candidate aux côtés de Paris pour les épreuves de voile des Jeux olympiques d'été de 2008 et des Jeux olympiques d'été de 2012, la ville a participé à la campagne Paris 2012, mais les deux candidatures ont échoué ;
- La Velux 5 Oceans Race est partie de La Rochelle le 17 octobre 2010 pour faire escale au Cap, Wellington, Salvador et Charleston avant de revenir à son point de départ.

Le skipper Maître Coq Yannick Bestaven, vainqueur notamment du Vendée Globe 2020-2021, est installé à La Rochelle depuis 1999 et place la ville sur la carte de la course au large en France et dans le monde.

#### Rallye d’Automne
Le Rallye d'Automne est une compétition automobile dont la première édition date de 1953, et qui se déroule chaque année à La Rochelle, pendant la période automnale. C’est un rallye sur asphalte, qui a la réputation d’être très rapide, long et éprouvant. Il fait partie de la Coupe de France des Rallyes.

#### Rugby
Le Stade rochelais est un club de rugby à XV français participant au Top 14. Il reçoit ses adversaires dans l'enceinte du stade Marcel-Deflandre. Il a vu passer des joueurs tels qu'Arnaud Elissalde, Dominique Bontemps, Henri Magois, Jean-Baptiste Elissalde, Laurent Bidart, Gérald Merceron et René Le Bourhis, et est un club emblématique du rugby français : quart de finaliste du Championnat de France en 1961, 1962 et 1969, demi-finaliste du top 14 et du challenge européen en 2017, vainqueur du Challenge de l'Espérance en 1994, vainqueur du Challenge Yves du Manoir en 2002 et en 2003 (Coupe de la Ligue). Il est également vainqueur de la Coupe d'Europe de rugby à XV/Champions Cup en 2022 et 2023.
Le Stade rochelais, fort d'un bon centre de formation, et de jeunes joueurs de qualités dont certains sont espoirs en équipes nationales, est resté plusieurs années en Groupe A1 puis en Top 16 dans les années 1990/2000. Après quelques années en Pro D2, il retrouvera le Top 14 au terme de la saison 2009/2010 après une finale gagnée à Brive contre le Lyon Olympique Universitaire. L’Atlantique stade rochelais (son nom de l'époque) n'y reste qu'une année et redescend en Pro D2, y jouant les premières places jusqu'à la saison 2013-2014. En effet, après une finale d'accession de Pro D2 remportée par les Rochelais contre le Sporting Union Agen Lot-et-Garonne, les Jaunes et Noirs retrouvent le Top 14 et le meilleur public du Top 14 en 2011. Le Stade rochelais est allé en demi-finale de Challenge européen (challenge cup) lors de la saison 2016/2017, mais s’incline contre le Gloucester Rugby. Et c’est lors de la saison 2018/2019 où le club bat en quart de finale les Bristol Bears et en demi-finale les Sale Sharks, et atteint la finale de la compétition contre ASM Clermont Auvergne pour une finale 100 % française.
Il y a aussi une deuxième équipe rochelaise de rugby celle de l'ovalie club villeneuvois la Rochelle évoluant en régional 2 situé dans le quartier populaire de Villeneuve les salines.

#### Students Challenge
Le départ du raid automobile majoritairement étudiant Students Challenge est organisé à La Rochelle depuis 2013. Pour sa 7e édition, le raid est parti de La Rochelle le 9 février 2014.

#### Tour de France

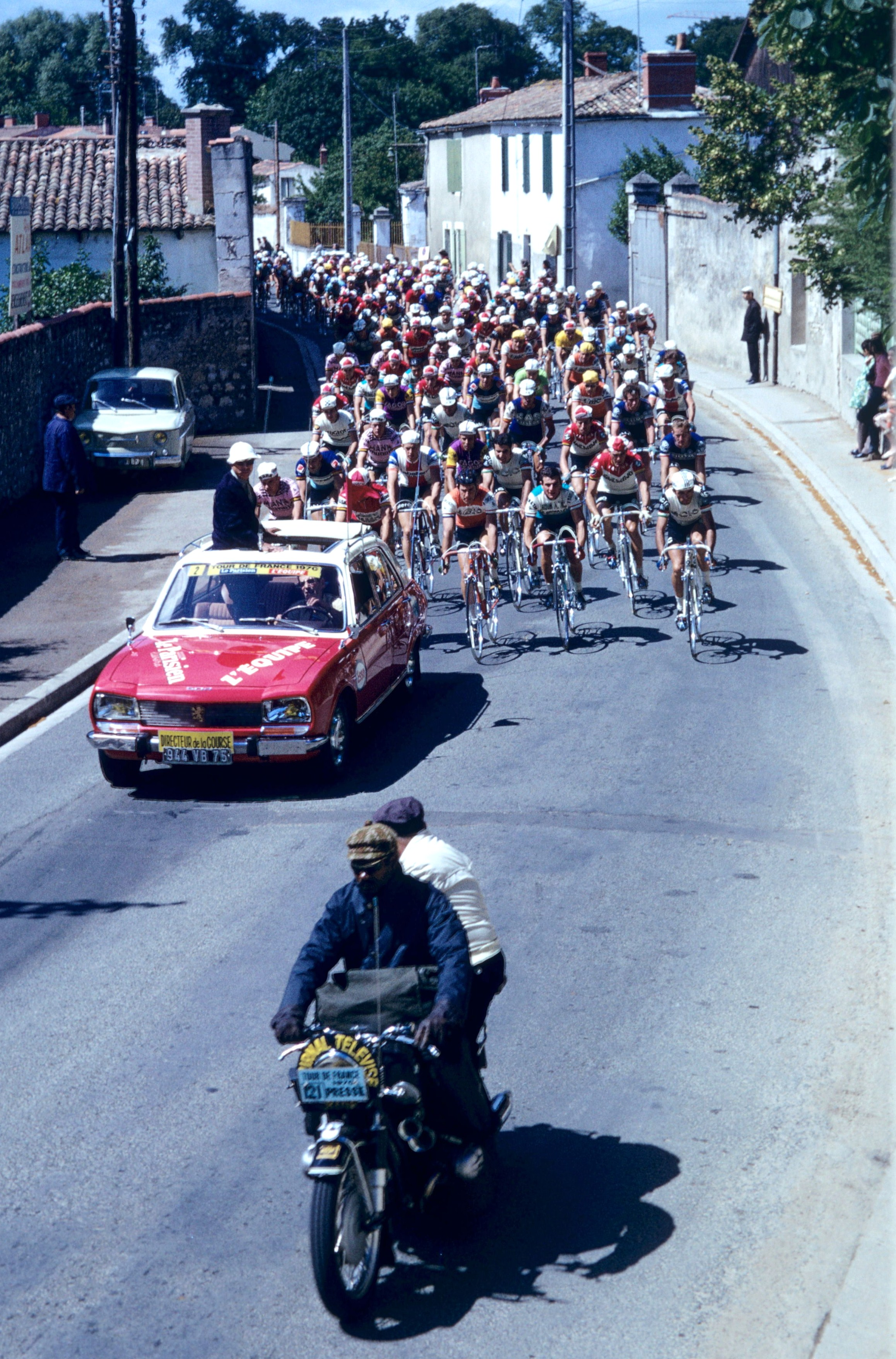
Le Tour de France à La Rochelle en 1970.

La Rochelle a été une étape de nombreuses éditions du Tour de France : 1905 (8e étape), 1910 (10e étape du Tour de France des Indépendants), 1911 (11e étape), 1912 (11e étape), 1913 (4e étape), 1914 (4e étape), 1933 (20e étape), 1934 (20e étape), 1935 (18e étape), 1936 (18e étape), 1937 (17e étape), 1938 (4e étape), 1939 (6e étape), 1948 (4e étape), 1949 (7e étape), 1956 (8e étape), 1959 (7e étape), 1962 (8e étape), 1965 (7e étape), 1970 (1re étape), 1983 (8e étape), 2020 (10e étape).

#### Poker
Créée en 2007, la Ligue Rochelaise de Poker (LRP) est un club associatif qui compte environ 200 joueurs.
En 2009, la LRP remporte le titre de Champion de France lors de la 1re finale du Championnat National par Équipes des Clubs (CNEC), organisée par le Club des Clubs en 2009 à Coudoux (13). La LRP remporte à nouveau ce titre deux ans plus tard, en février 2011 à Lille, lors de sa seconde participation (le club ne s'étant pas qualifié en 2010). |L'Open Rochelais de Poker, organisé tous les ans au printemps, est le plus grand tournoi amateur organisé par un club associatif en France et rassemble près de 600 joueurs.

### Cultes

#### Judaïsme
- Centre communautaire juif, cours des Dames

#### Catholicisme

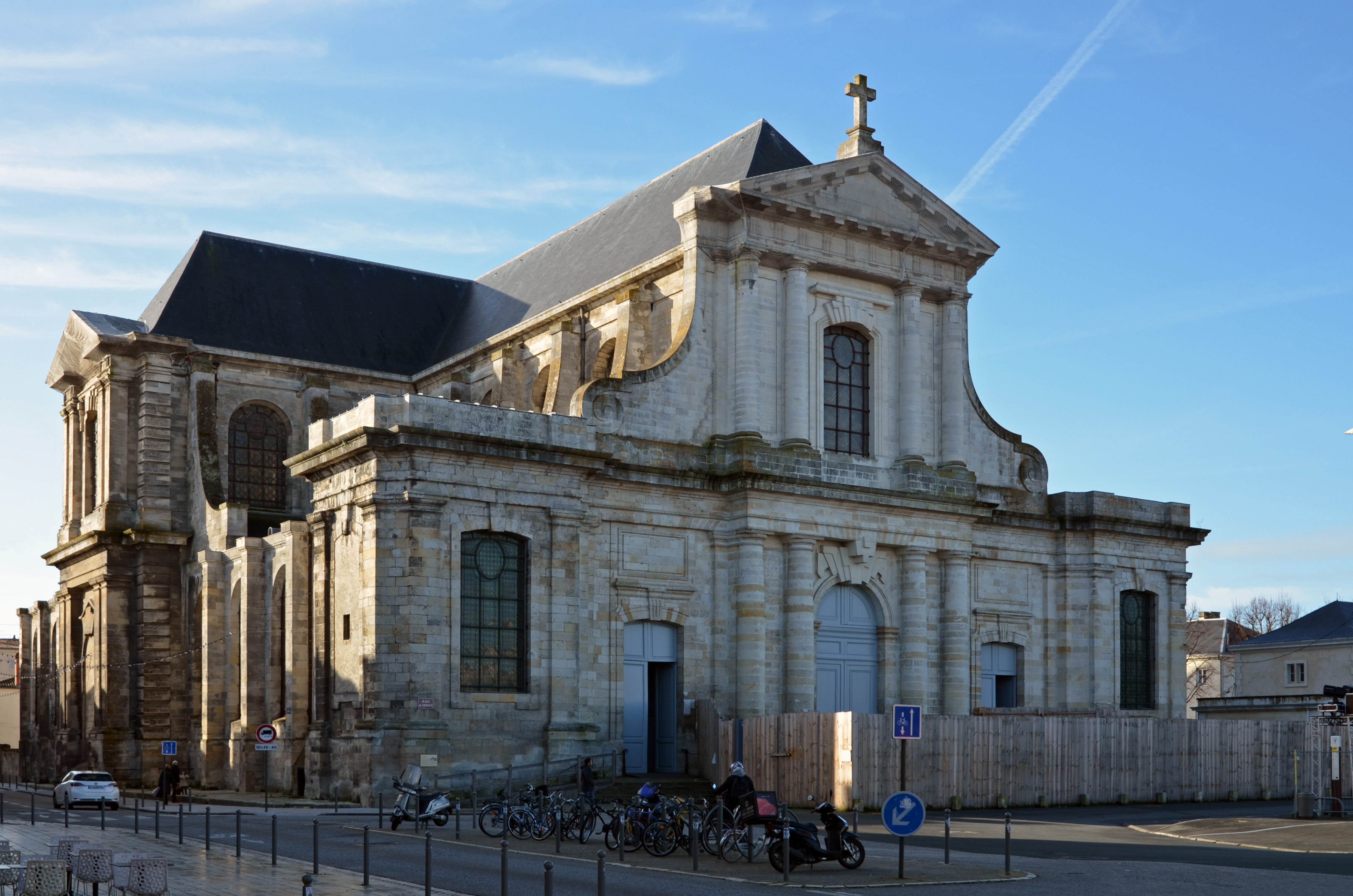
Cathédrale Saint-Louis de La Rochelle.

Les lieux de culte catholiques sont les suivants :
- Cathédrale Saint-Louis, place de Verdun ;
- Église Notre-Dame-de-Cougnes, place des Cordeliers ;
- Église du Sacré-cœur de la Genette, place de la Genette ;
- Église Saint-Sauveur, rue Saint-Sauveur ;
- Église Saint-André-et-Sainte-Jeanne-d'Arc de Fétilly, rue du Faisan ;
- Église Saint-Paul de Mireuil, avenue des Grandes Varennes ;
- Église Saint-Pierre de Laleu, rue Jacques Henry ;
- Église Saint-Joseph de Port-Neuf, avenue de Bourgogne ;
- Église Saint-Jean-Baptiste de Villeneuve-les-Salines, rue du 14 juillet ;
- Église Saint-François-d'Assise de la Pallice, rue Nicolas Denys ;
- Église Saint-Nicolas de Tasdon, rue Émile Normandin ;
- Église Saint-Jean-du-Perrot ;
- Chapelle Notre-Dame de l'Espérance, rue des Augustins ; (FSSPX).

La Rochelle est aussi le lieu d'implantation de communautés catholiques spécifiques telles que les Filles de la Sagesse, les Fils de la charité, les Petites Sœurs de l'Assomption, la société de l'Oratoire de Jésus et de Marie, les Ursulines de Jésus de Chavagnes et les Xavières (de spiritualité ignatienne).
Se trouvent également à La Rochelle les chapelles suivantes :
- La chapelle du centre Jean-Baptiste Souzy, boulevard de la République aux Minimes ;
- La chapelle des Dames-Blanches, quai Maubec ;
- La chapelle Fromentin, rue du Collège (centre chorégraphique) ;
- La chapelle de l'hôpital Saint-Louis, rue Saint-Louis ;
- La chapelle de l'ancien monastère Sainte-Claire, rue du Gué ;
- La chapelle Sainte-Anne, rue Paul Verlaine ;
- La chapelle Sainte-Marguerite dite salle de l'Oratoire, rue du Collège ;
- La chapelle de la Sainte-Trinité, rue Saint-Dominique ;
- La chapelle Saint-Maurice, avenue Carnot ;
- La chapelle Sainte-Eustelle des Augustins, rue des Augustins ;
- La chapelle Saint-Vincent, rue Albert Ier ;
- La chapelle de la Providence, rue Albert Ier ;

Des églises catholiques n'existent plus :
- L'ancienne église des carmes, rue Saint-Jean du Pérot (marché aux poissons) ;
- L'ancienne église Saint-Pierre, rue Raymond Poincaré au cimetière de Laleu ;
- L'ancienne église Saint-Nicolas, place du Commandant de la Motte Rouge (hôtel) ;
- Le clocher de l'ancienne église Saint-Barthélemy, rue Aufredi ;
- Le clocher de l'ancienne église Saint-Jean du Pérot, place Foch.

#### Protestantisme

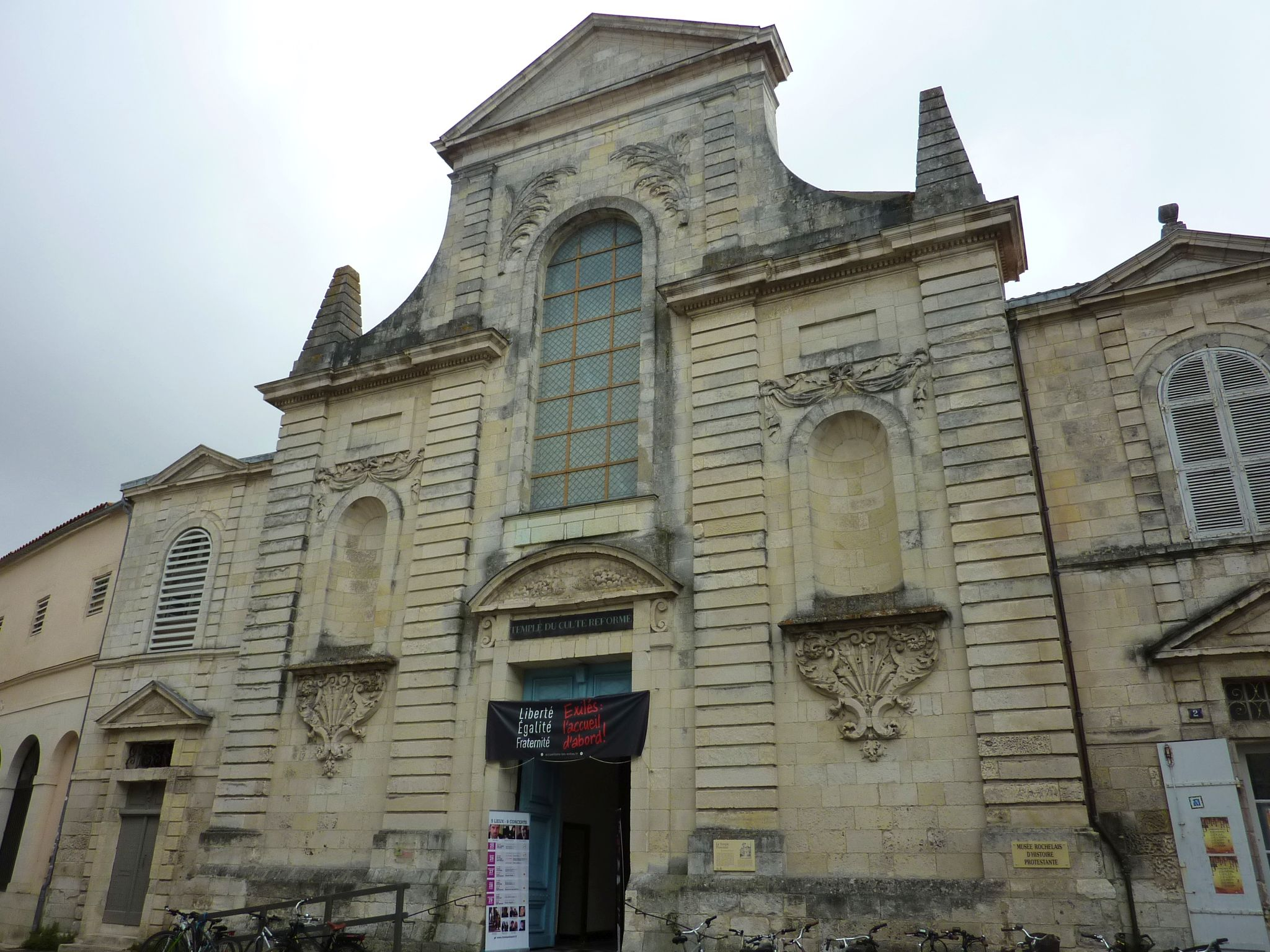
Temple protestant de La Rochelle.

- Temple protestant de La Rochelle, rue Saint-Michel ;
- Centre protestant, rue du Brave-Rondeau ;
- L'assemblée chrétienne, rue des fourneaux ;
- L'église évangélique, rue du Raisin ;
- L'église évangélique la Fraternité, rue Jacques Henry ;
- l'église Adventiste, rue de Quatrefages.

#### Autres lieux de cultes chrétiens
- L'église de Jésus-Christ des saints des derniers jours, avenue Jean Guiton ;
- La salle du royaume des témoins de Jéhovah, rue Regain.

#### Islam
- Grande mosquée de La Rochelle ;
- Mosquée du Clos-Margat.

L'apparition de l'islam à La Rochelle date essentiellement des années 1970-1980[réf. souhaitée], époque où les premiers travailleurs issus du Maghreb sont arrivés pour participer à la construction des quartiers de Mireuil et Villeneuve-Les-Salines. Comportant une importante communauté musulmane, la ville de La Rochelle octroie dans un premier temps aux musulmans une modeste salle de prière. En 1974, un ancien château d'eau est rénové et transformé en mosquée, afin de satisfaire aux besoins du culte. En 2002, une nouvelle mosquée voit le jour dans le quartier de Villeneuve-les-Salines (quartier comportant aussi une importante communauté musulmane). En 2006, l'édifice se voit doubler sa surface pour manque de place. En 2014, un important projet est en cours, il s'agira d'un centre islamique comportant grande mosquée, salle de conférence, bibliothèque.

### Médias

#### Télévision
- France 3 Atlantique, décrochage local de France 3 Poitou-Charentes consacré à l'actualité de l'agglomération rochelaise.

#### Radios locales
- Alouette (90.2 FM) : une des principales radios régionales du Grand Ouest.
- Forum (92.2 FM) : radio régionale appartenant au Groupe 1981 et émettant depuis Orléans.
- RCF Accords Charente-Maritime (95.5 FM) : radio locale du diocèse de La Rochelle et Saintes. Elle appartient au réseau RCF.
- Radio Collège (95.9 FM) : Radio associative du collège de l'Atlantique à Aytré, près de la Rochelle.
- Ici La Rochelle ou France Bleu La Rochelle (98.2 FM) : radio régionale publique de la Charente-Maritime et de la Charente.
- Nostalgie Charente-Maritime (98.7 FM) : station locale du réseau Nostalgie à la Rochelle. Elle émet son programme local à Saintes (88.7 FM), Rochefort (96.8 FM) et sur l'Île d'Oléron (98.6 FM).
- NRJ La Rochelle (100.2 FM) : déclinaison locale de NRJ à La Rochelle. Elle partage ses locaux avec Nostalgie La Rochelle, puisque cette dernière appartient au même groupe que NRJ.
- Europe 2 Charentes (106.6 FM) : déclinaison locale d'Europe 2 réalisée depuis La Rochelle à destination de la Charente et de la Charente-Maritime.
- One Station (92.6 FM) : radio locale. Les locaux se situent à La Rochelle.
- OpenSkyRadio (Digitale) siège local de la radio à cible nationale (le siège social est à Sacy-le-Grand dans l'Oise)[169].
- Les fréquences radio sur La Rochelle : 25 radios sont disponibles[170].

#### Presse régionale
Pour la presse écrite, on trouve une édition départementale de Sud Ouest (le siège social est à Bordeaux).

#### Presse locale
- La Rochelle le journal, journal d’informations bimestriel de la Ville de La Rochelle, tiré à 50 170 exemplaires cinq fois par an et distribué gratuitement[171] ;
- Point commun, magazine bimestriel de la Communauté d'agglomération de La Rochelle ;
- La Tribune rochelaise, journal tiré à 30 000 exemplaires deux fois par an et distribué gratuitement, c'est le principal organe d'information de l'opposition politique rochelaise, de droite.

## Économie
La Rochelle est le siège de la Chambre de commerce et d’industrie, qui gère le port de plaisance des Minimes, le port de pêche de Chef de Baie et l’aéroport de La Rochelle-Île de Ré. Les axes de développement privilégient désormais l’international, et la ville étudie quelles solutions apporter au prix du foncier, véritable problème pour les travailleurs désirant se loger.
Le bassin d'emploi de La Rochelle, qui représentait plus de 66 000 emplois en 1999, affiche depuis les années 1990 un dynamisme élevé (+13 % entre 1990 et 1999), avec une croissance de l’emploi comparable à celle de la population active, et supérieure à celles de communes comparables. La croissance de l’emploi n’est cependant pas suffisante pour résorber un chômage structurel important dont l’origine remonte aux crises des chantiers navals et du secteur automobile des années 1980.

## Culture locale et patrimoine

### Lieux et monuments

#### Monuments historiques

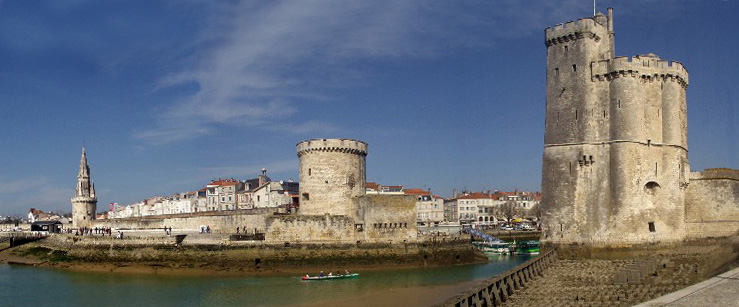
De gauche à droite : la Tour de la Lanterne, la tour de la Chaîne et la tour Saint-Nicolas.

La Rochelle, ville fortifiée sur la mer et sur la terre, compte de nombreux monuments de défense. Les tours médiévales du Vieux-Port, qui en gardaient l’entrée, notamment par une chaîne tendue entre deux d'entre elles à travers l'eau, ont rendu le paysage de la ville mondialement célèbre.
La tour Saint-Nicolas, la tour de la Chaîne et la tour de la Lanterne sont les vestiges de l'enceinte médiévale du XIVe siècle, rasée par Richelieu en 1628 lors du siège de la ville.

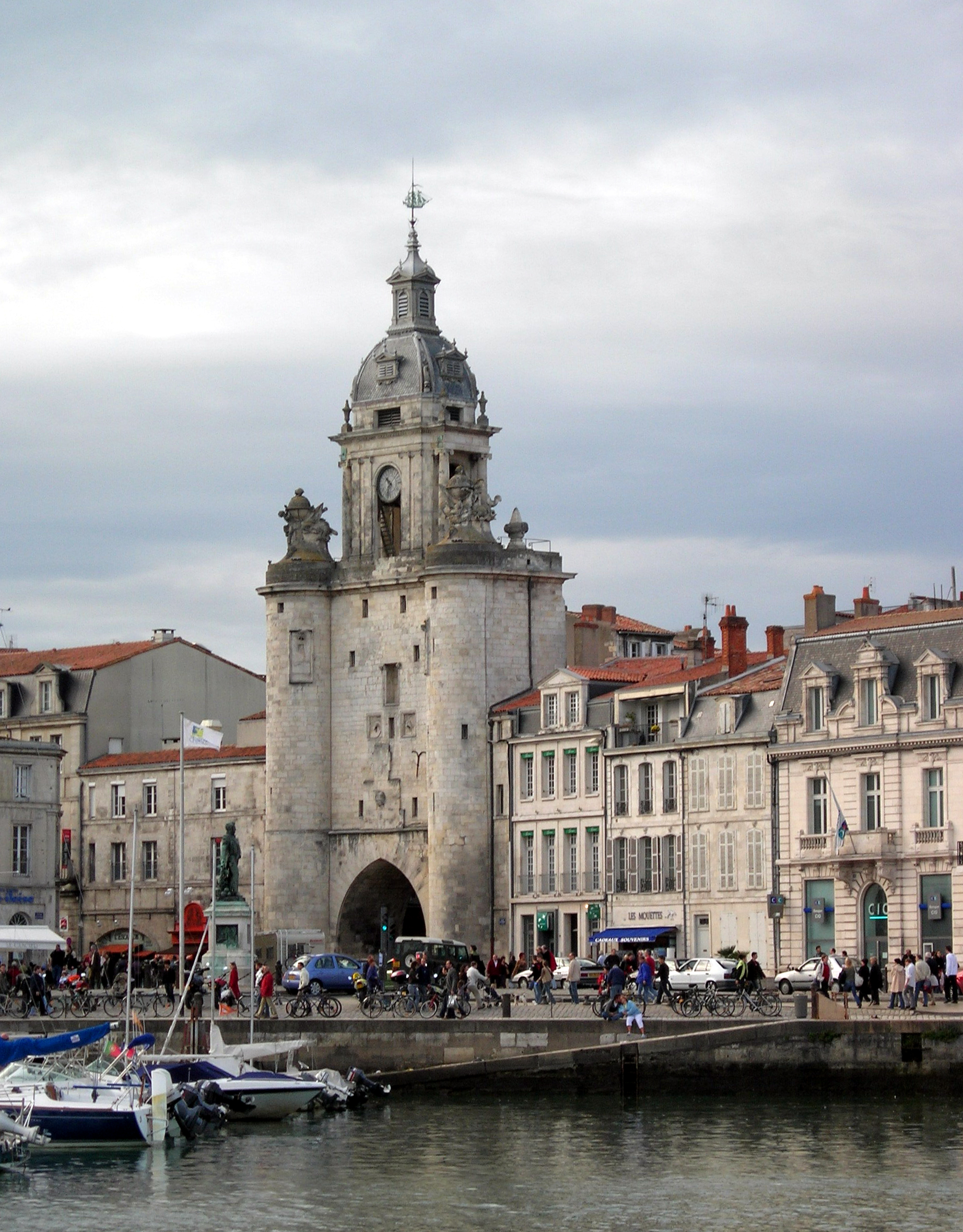
La porte de la Grosse Horloge.

La porte de la Grosse Horloge, autre vestige de ces remparts médiévaux, qui gardait l'entrée de la cité marchande depuis le vieux-port, fait également partie du patrimoine historique de la ville.
Dans les siècles suivants, la ville s'est enrichie de remarquables monuments, parmi lesquels le célèbre hôtel de ville de style Renaissance et d'autres édifices de l'époque classique édifiés au XVIIe et XVIIIe siècles, comme la chambre de commerce, ancien hôtel de la Bourse.
En raison de la richesse exceptionnelle de son patrimoine historique, architectural et urbain, La Rochelle a demandé le classement du Vieux-Port et des tours sur la liste du patrimoine mondial de l'UNESCO. Celles-ci, gérées par le Centre des monuments nationaux, ont accueilli près de 100 000 visiteurs en 2007.
La ville compte de nombreux ouvrages d'eau, dont les bassins du vieux-port, édifiés à l'époque napoléonienne et achevés durant le Second Empire, ou encore le canal de Marans à la Rochelle, également appelé canal de Rompsay.

### Parcs et jardins publics

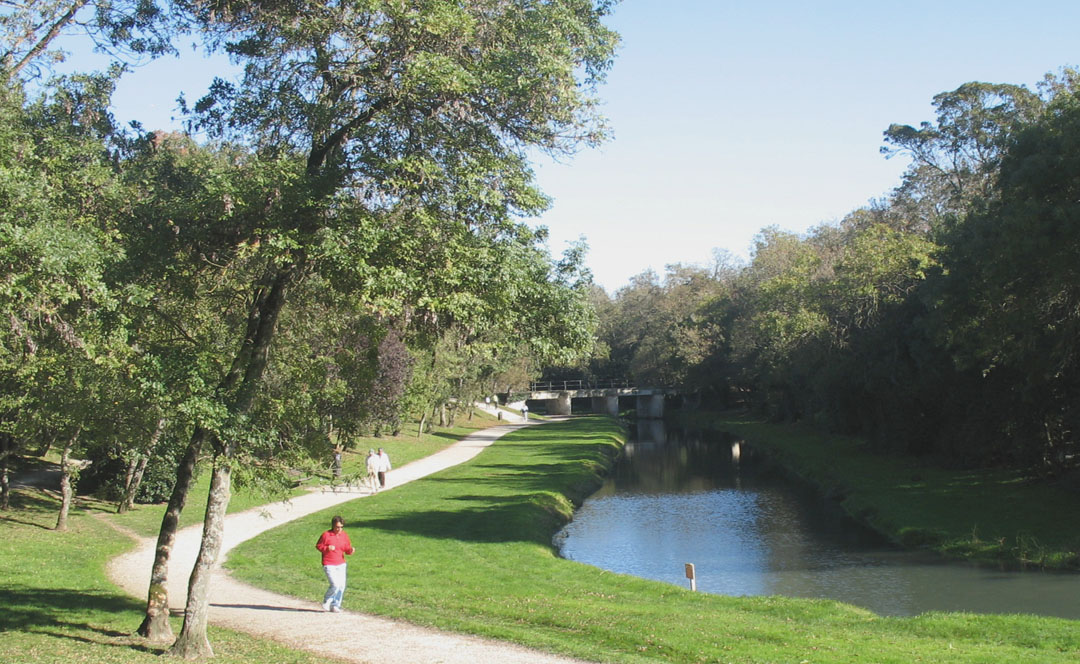
Parc Charruyer.

#### Parc Franck-Delmas
Le parc Franck-Delmas, du nom d'un membre de la famille Delmas fusillé pour acte de résistance pendant la Seconde Guerre mondiale, est situé au sommet de l'allée du Mail. Anciennement parc d'une propriété privée, la villa Fort-Louis, toujours au centre du parc, c'est un jardin public de sept hectares au riche patrimoine botanique. Réhabilité à la suite de la tempête Martin de 1999, c'est également un lieu d'expérimentation de la résistance des végétaux aux contraintes climatiques. Le parc Franck-Delmas est un site inscrit par arrêté du 30 mai 1979,.

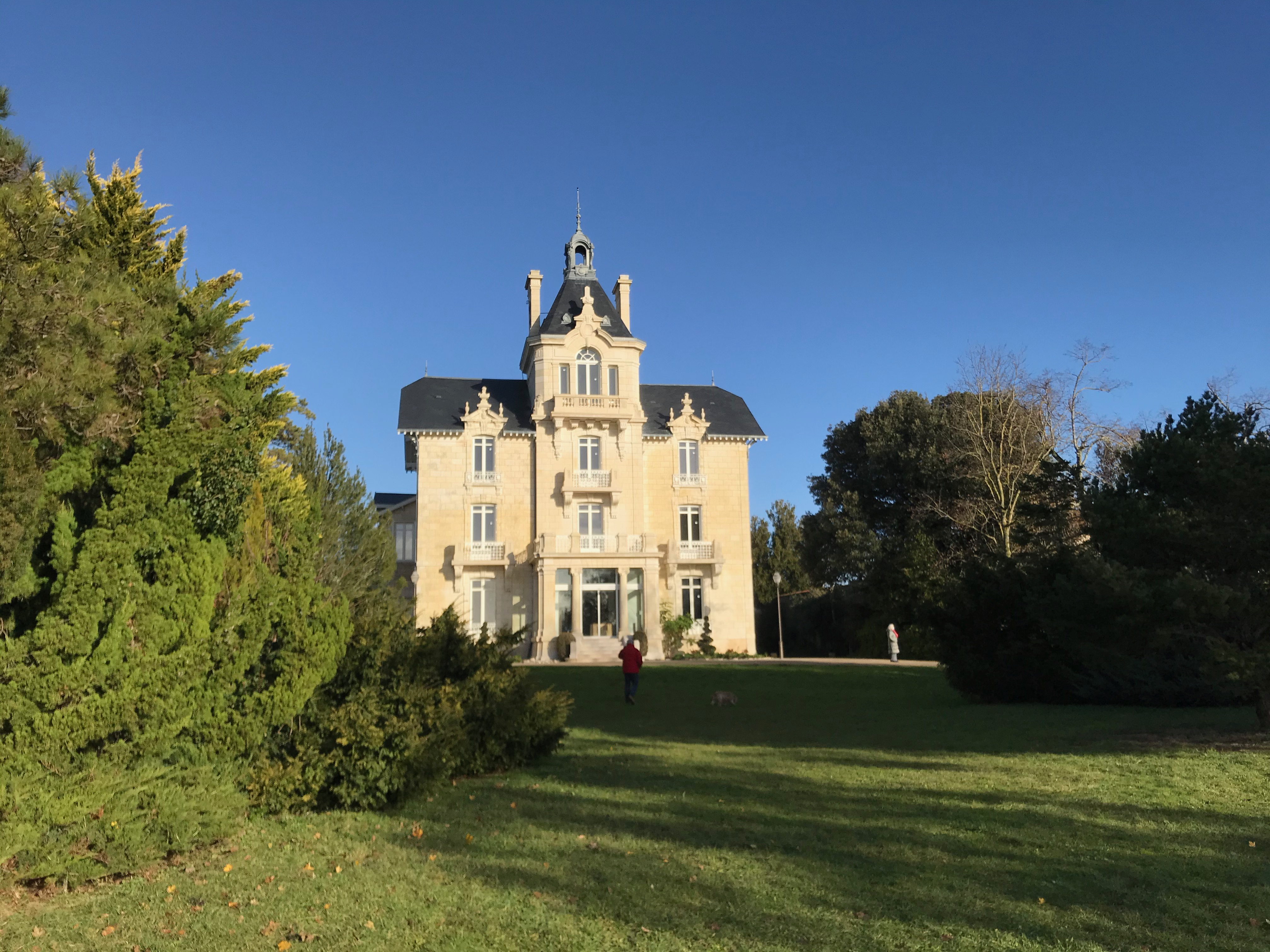
Villa Fort Louis au parc Franck-Delmas.

Les parcs Charruyer et Franck-Delmas sont reliés par les allées du Mail (appelées aussi l'allée du Mail ou le Mail), une promenade publique de six cents mètres de long, bordée de pins et située en bordure de mer. Au XVIe siècle, le Mail était un grand pré utilisé pour les fêtes populaires et les animaux de ferme. Puis au siècle suivant, il fut aménagé pour s’exercer au jeu de mail qui consistait, en une de ses façons de le pratiquer, à mettre avec un maillet à long manche flexible une balle en bois sous un arceau de paille et cela en le moins de coups possibles. Ce jeu a finalement donné son nom au lieu en question. C’est au début du XIXe siècle que l’aspect actuel des allées du Mail a été donné.

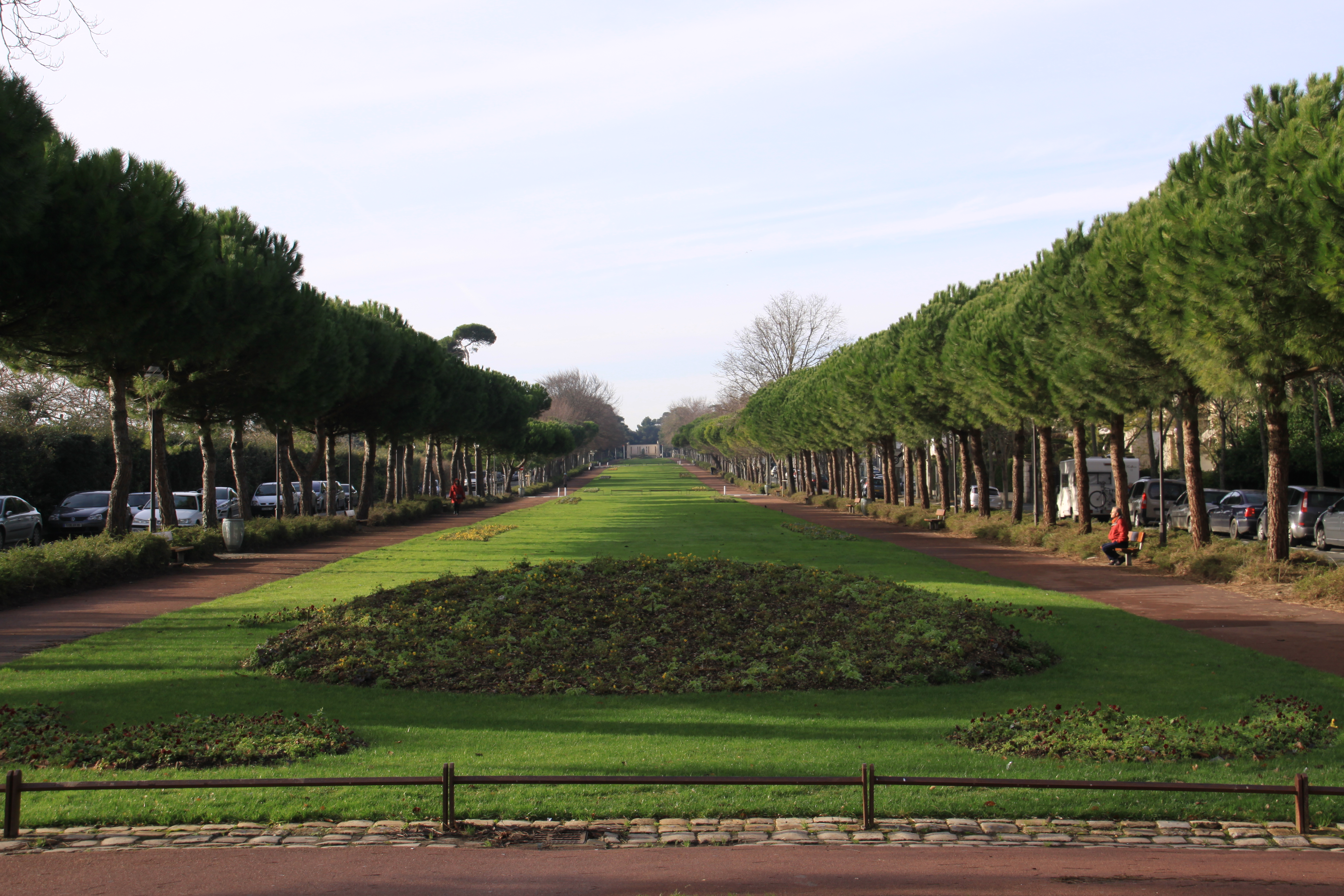
Les allées du Mail.

Les allées du Mail sont constituées d’une longue et large pelouse centrale agrémentée de parterres fleuris dont la composition est modifiée chaque année. De chaque côté de cette pelouse, il y a successivement une allée piétonne, puis une rangée d’arbres et de buissons, ensuite une voie destinée à la circulation des véhicules. Tout le long de la rue, du côté droit (en remontant le Mail), ont été construites des villas balnéaires et maisons d’habitation à demi dissimulées aux regards des passants par des grilles peintes en noir. Le Mail fait partie des beaux quartiers de La Rochelle. À l’extrémité des Allées de Mail qui communique avec le parc Franck Delmas un monument aux morts de la guerre 1914-1918 a été inauguré en 1922. La statue de bronze due au sculpteur Joachim Costa est familière des Rochelais sous l'appellation de « Poulu du Mail ».

#### Autres parcs et jardins
- Parc d'Orbigny
- Parc de la Porte Royale
- Parc de Laleu
- Parc des Minimes
- Parc des Pères
- Parc Kennedy
- Parc de la Gare
- Parc des 600
- Parc des 800
- Parc Lavoisier
- Parc de la Moulinette
- Parc de Brouage
- Parc de Coureilles
- Parc Simobert
- Parc Lac de Port-Neuf
- Parc Nelson-Mandela
- Parc des Sources
- Parc Nord Condorcet

## Urbanisme

### Typologie
Au 1er janvier 2024, La Rochelle est catégorisée grand centre urbain, selon la nouvelle grille communale de densité à 7 niveaux définie par l'Insee en 2022.
Elle appartient à l'unité urbaine de La Rochelle, une agglomération intra-départementale dont elle est ville-centre,. Par ailleurs la commune fait partie de l'aire d'attraction de La Rochelle, dont elle est la commune-centre,. Cette aire, qui regroupe 72 communes, est catégorisée dans les aires de 200 000 à moins de 700 000 habitants,.
La commune, bordée par l'océan Atlantique, est également une commune littorale au sens de la loi du 3 janvier 1986, dite loi littoral. Des dispositions spécifiques d’urbanisme s’y appliquent dès lors afin de préserver les espaces naturels, les sites, les paysages et l’équilibre écologique du littoral, tel le principe d'inconstructibilité, en dehors des espaces urbanisés, sur la bande littorale des 100 mètres, ou plus si le plan local d’urbanisme le prévoit.
- Quartier du Gabut. Ancien quartier de pêcheurs tombé en friche, le « Gabut » a fait place en 1989 à un ensemble de petits immeubles à deux étages ressemblant à des maisons en bois peintes de couleurs vives du nord de l’Europe, mêlant logement, bureaux et commerce, réalisé par l’architecte rochelais Alain Douguet avec l’investisseur danois Kurt Thorsen. Parfois improprement appelé « la Ville-en-Bois » (quartier situé plus au sud), ses façades sont visibles au sud du Vieux-Port, du côté de la tour Saint-Nicolas. L’image scandinave de l’architecture a été choisie pour rappeler que La Rochelle entretenait des relations commerciales avec la Hanse et la Scandinavie. La Hanse possédait d’ailleurs un comptoir à La Rochelle. La Rochelle entretient aujourd'hui son passé hanséatique en adhérant à la Ligue internationale de la Hanse, qui regroupe 176 villes. La Rochelle qui est jumelée avec la ville de Lübeck, capitale de la Hanse, est la seule ville française à en faire partie.

### Plages

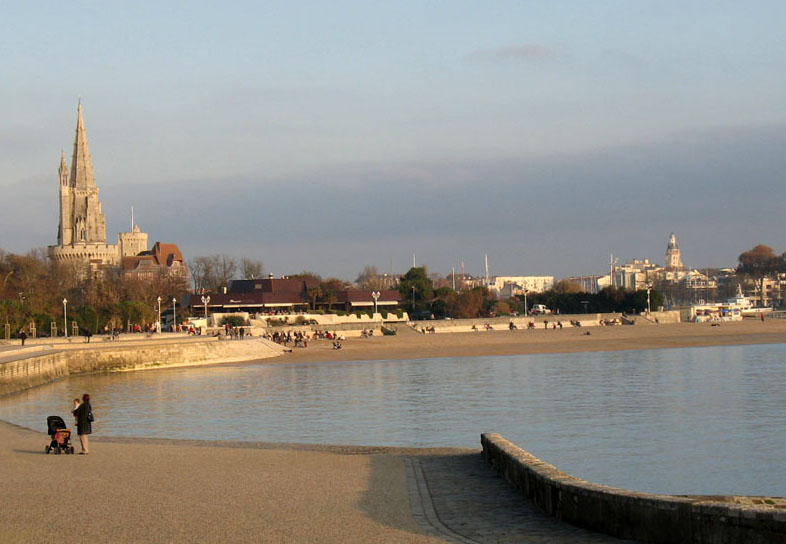
Plage de la Concurrence.

Réputée pour les piscines d'eau de mer de ses centres de thalassothérapie dès le XVIIIe siècle, c'est avec l'ouverture de la plage de la Concurrence que la ville devint vraiment une station balnéaire. Au début, la plage était sommairement aménagée et une palissade de bois la séparait en deux, la partie droite étant réservée aux militaires. Il fallut attendre le rachat du casino par la municipalité en 1901 et le déclassement des fortifications, puis le départ des militaires pour qu'une nouvelle plage, plus vaste et mieux équipée soit aménagée en 1907. L'important succès rencontré obligea la ville à déclarer d’utilité publique la construction d'une nouvelle gare ferroviaire. La plage de la Concurrence fut suivie par celle des Minimes en 1978, puis par celles de Chef de Baie et d'Aytré.

### Phare du Bout du Monde

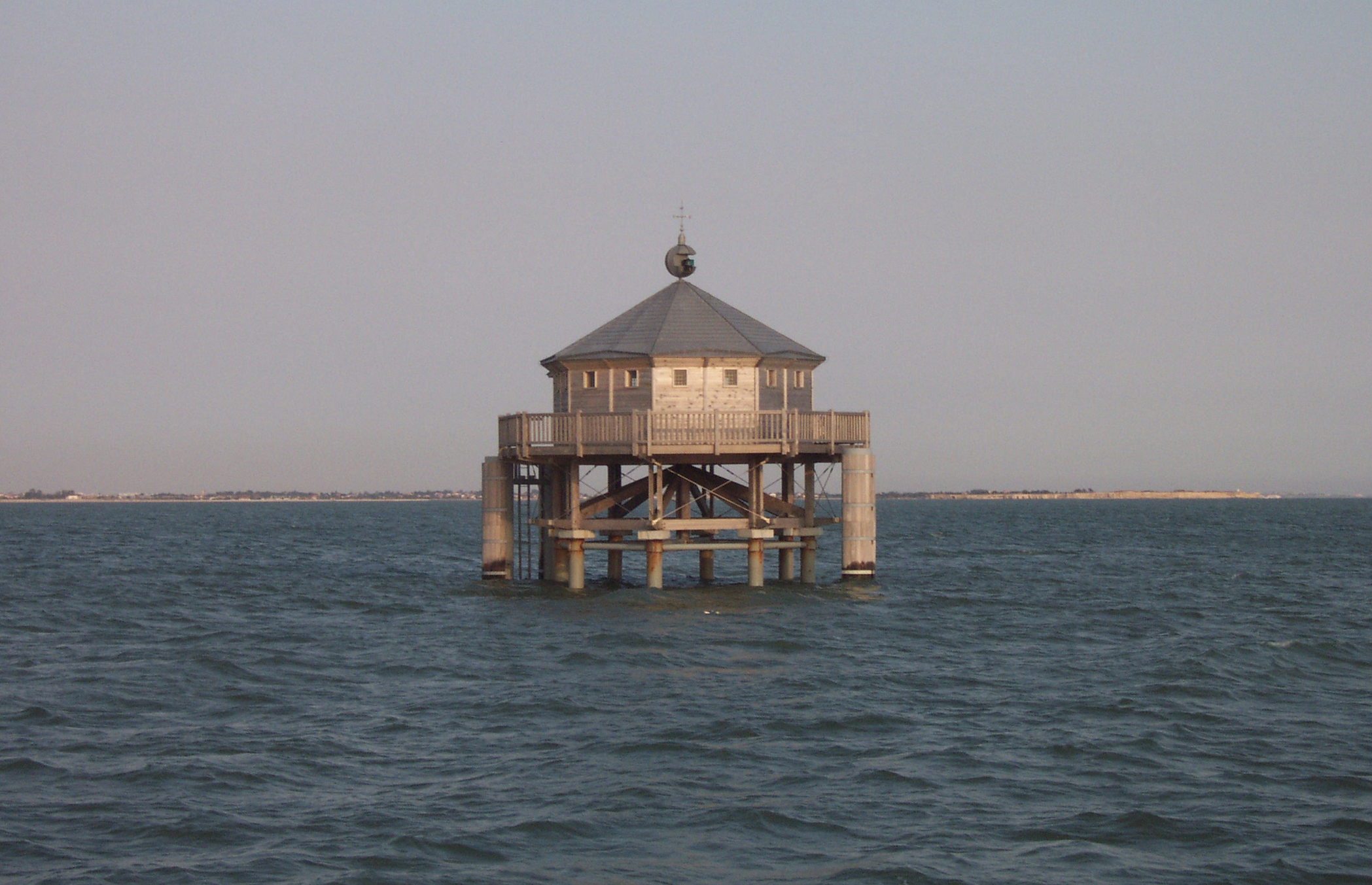
Phare du Bout du Monde, face à la baie de La Rochelle.

À la pointe des Minimes se trouve le Phare du Bout du Monde, réplique du célèbre phare du bout du monde érigé sur l’île des États au large du cap Horn en 1884, et qui inspira Jules Verne pour son roman Le Phare du bout du monde, édité en 1905, peu après sa mort. Il a été érigé par André Bonner, aventurier rochelais qui a également reconstruit l’original, et a été inauguré le 1er janvier 2000. C’est un phare en bois de forme octogonale et projetant la lumière produite par sept lampes fonctionnant à l’huile de colza. Le faisceau a une portée de 26 km sur un angle de 93°.

### Aquarium

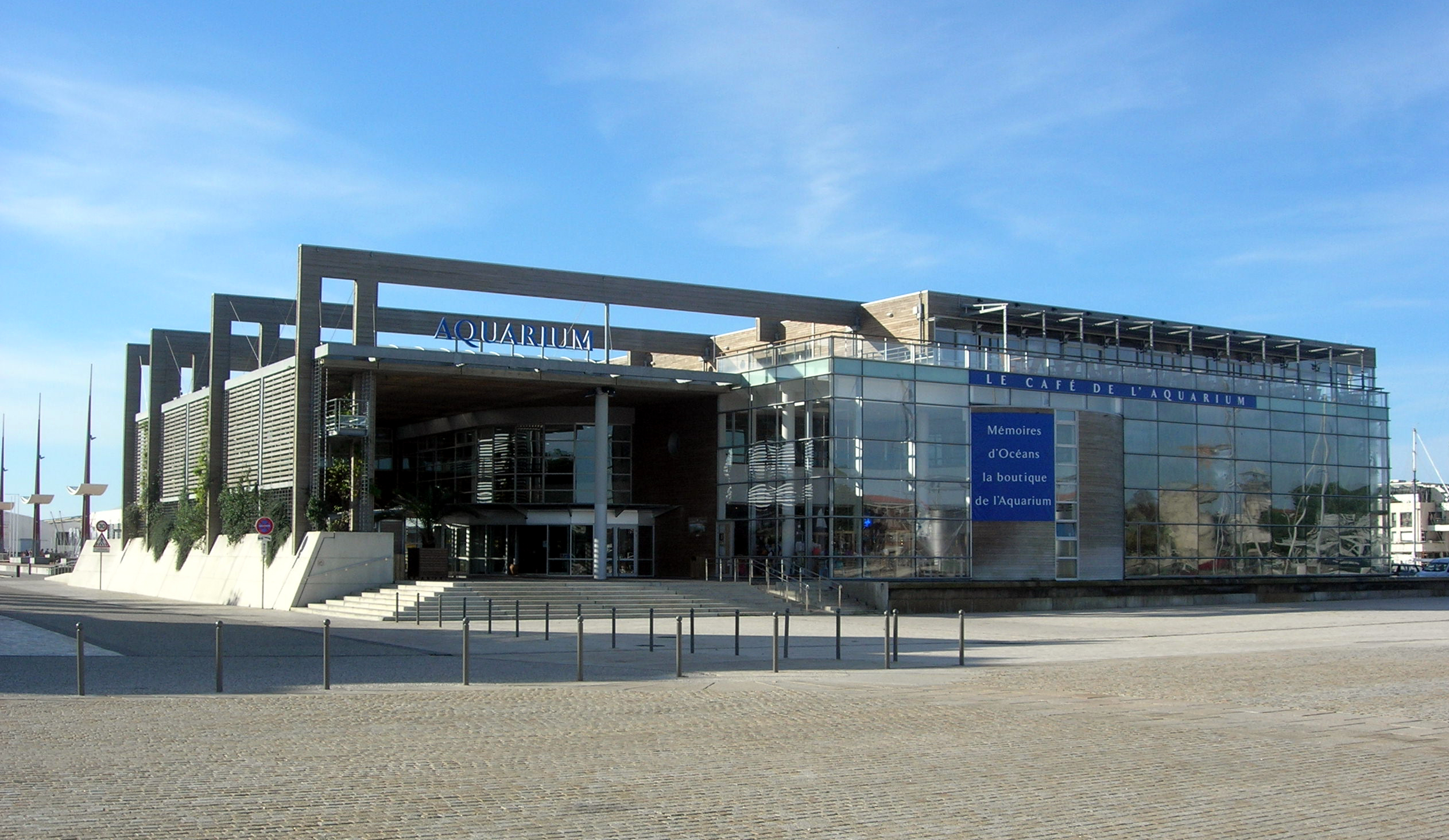
Aquarium La Rochelle.

Fondé en 1970, l'aquarium La Rochelle, initialement implanté dans le quartier de la « Ville-en-Bois », puis transféré sur le port des Minimes après l’incendie de 1986, est depuis 2001 situé au cœur de la ville, dans le quartier du Gabut. Il fait partie des plus grands aquariums européens. Quelque 12 000 animaux marins des quatre coins de la planète se partageant les 3 millions de litre d’eau de mer répartis sur 82 aquariums où sont recréés les milieux naturels d’espèces de tous les océans et des mers du monde.

### Musées
1. Musée du Bunker de La Rochelle, ouvert au public depuis 2013, ce musée situé dans un authentique bunker de 280 m2, retrace l'histoire de La Rochelle et des environs durant la Seconde Guerre mondiale.
2. Musée des Beaux-Arts de La Rochelle, fondé en 1844 par la Société des amis des arts, le musée des Beaux-Arts fut installé en 1845 au deuxième étage de l’ancien évêché, au centre-ville. On y retrouve entre autres des toiles de peintres rochelais, tels que Théodore Chassériau, Eugène Fromentin, et William Bouguereau.
3. Musée d'Orbigny-Bernon, installé depuis 1921 dans l’hôtel néo-renaissance édifié par Alcide Dessalines d'Orbigny, maire de la ville, et légué à la commune par son épouse. On y trouve une riche collection de porcelaines et faïences, l’apothicairerie de l’hôpital Aufredy, des plats de Bernard Palissy, et des souvenirs du « Grand Siège ». Le musée est fermé depuis septembre 2012.
4. Muséum d’histoire naturelle, qui s’est installé en 1831 dans l’hôtel du gouvernement, que Napoléon lui avait donné dans ce but en 1808. Sa pièce la plus remarquable est une girafe, don du vice-roi d’Égypte à Charles X.

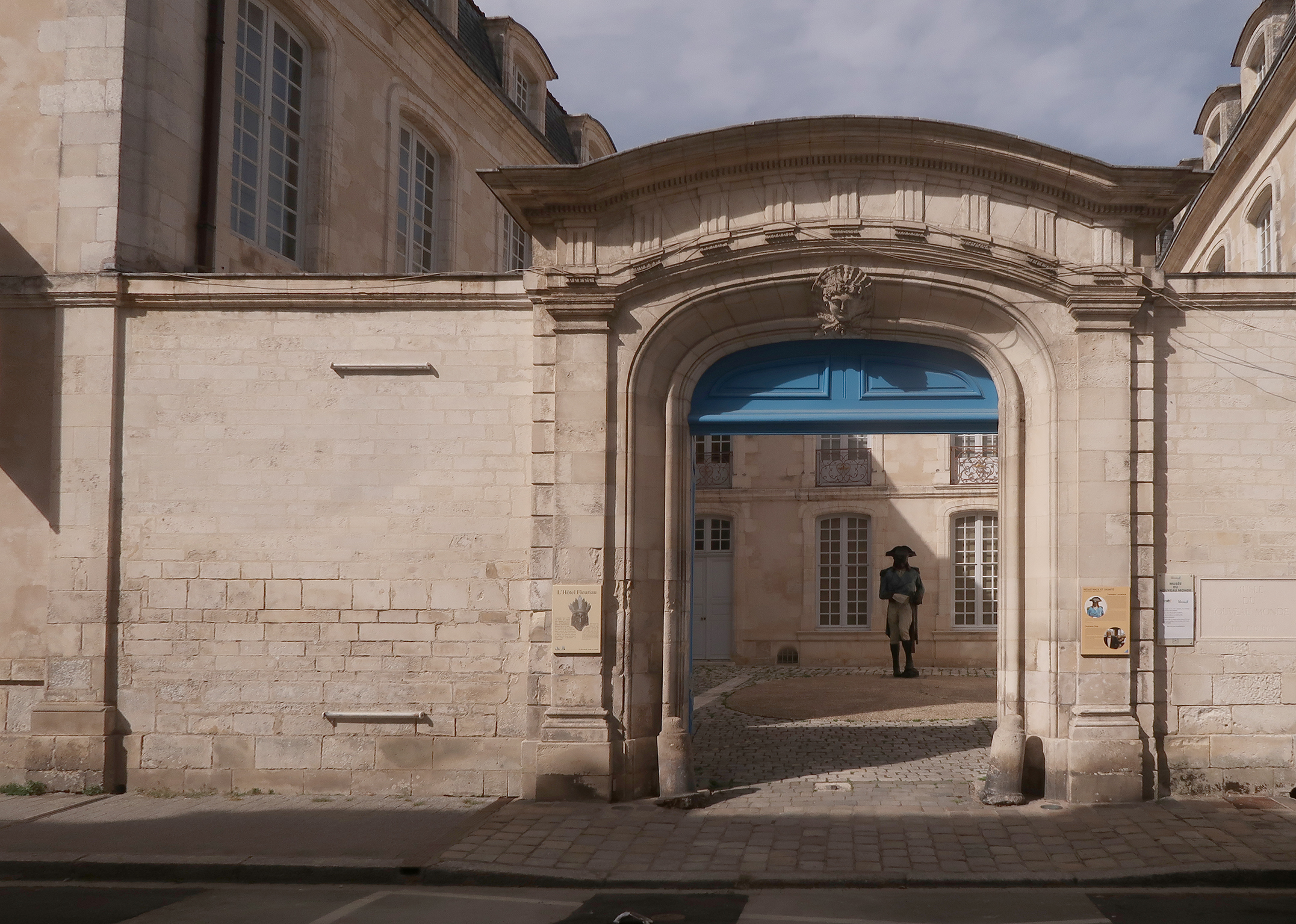
Musée du Nouveau Monde, situé dans l'hôtel Fleuriau.

1. Musée du Nouveau Monde, qui présente de nombreuses pièces retraçant l’histoire de la conquête du Nouveau Monde et de la traite négrière depuis le XVIe siècle et à partir de La Rochelle.
2. Musée maritime, musée à flot et à terre. La partie « à flot » est riche d'une flotte patrimoniale de 8 navires dont 6 navires classés, situés dans le bassin des chalutiers du Vieux-Port. Il ouvre à la visite deux navires : la frégate météorologique France 1 et le chalutier pêche arrière l'Angoumois. Depuis avril 2015 le musée est complété par une partie à « terre » installée derrière l'Espace Encan dans des petits pavillons couverts de « chips » faits de toiles colorées.
3. Musée rochelais d’histoire protestante, qui présente une collection d'objets de l'histoire protestante de la ville et de la région, y compris quelques œuvres de Jean Calvin.
4. Musée des automates, premier du genre en France, présente une vaste et prestigieuse collection d’automates et de scènes animés provenant de toute l’Europe et de toutes les époques.
5. Musée des modèles réduits.
6. Musée du flacon à parfum, plus de 1 000 flacons dont certains sont signés de grands noms.

### Culture

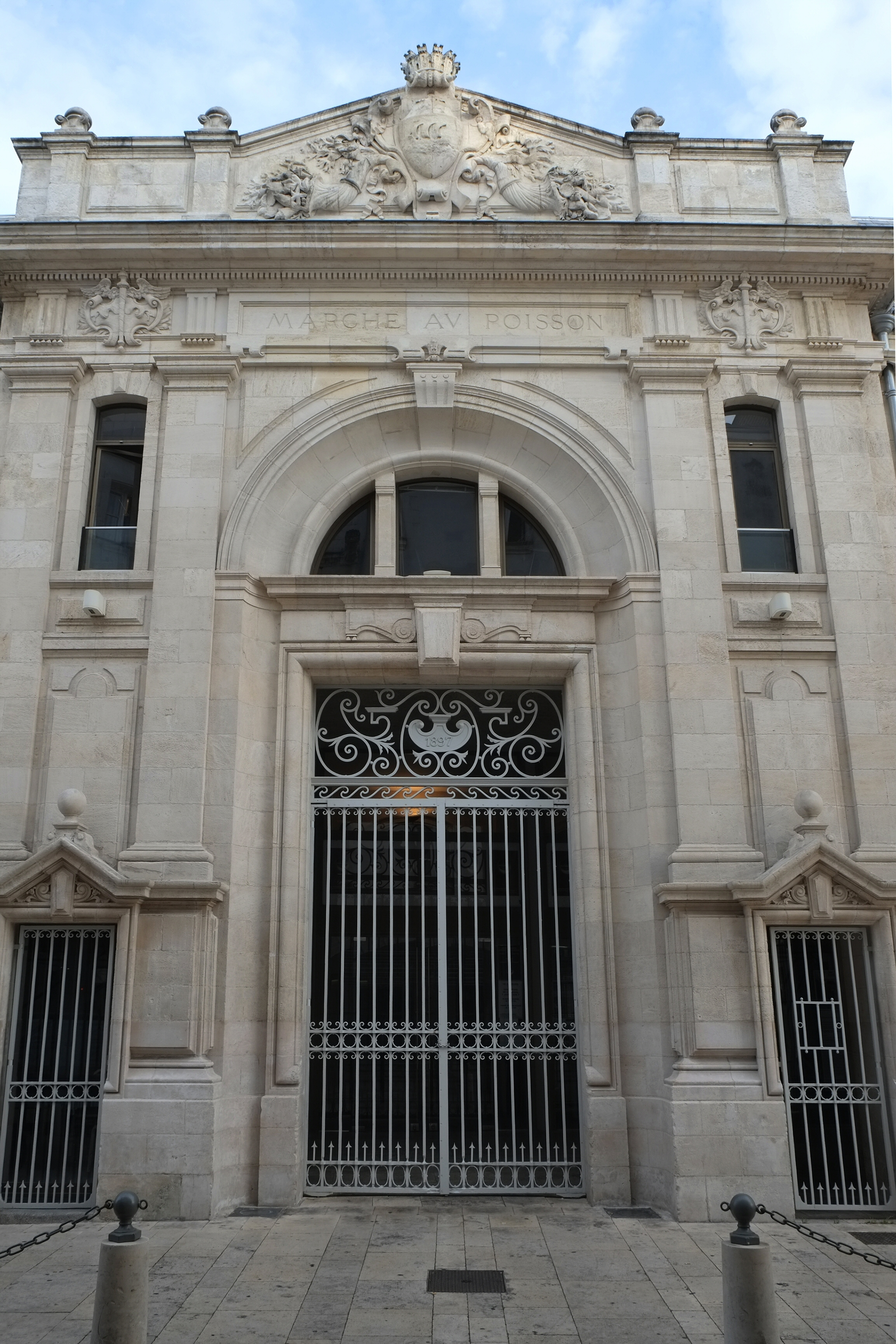
Entrée principale de la Coursive.

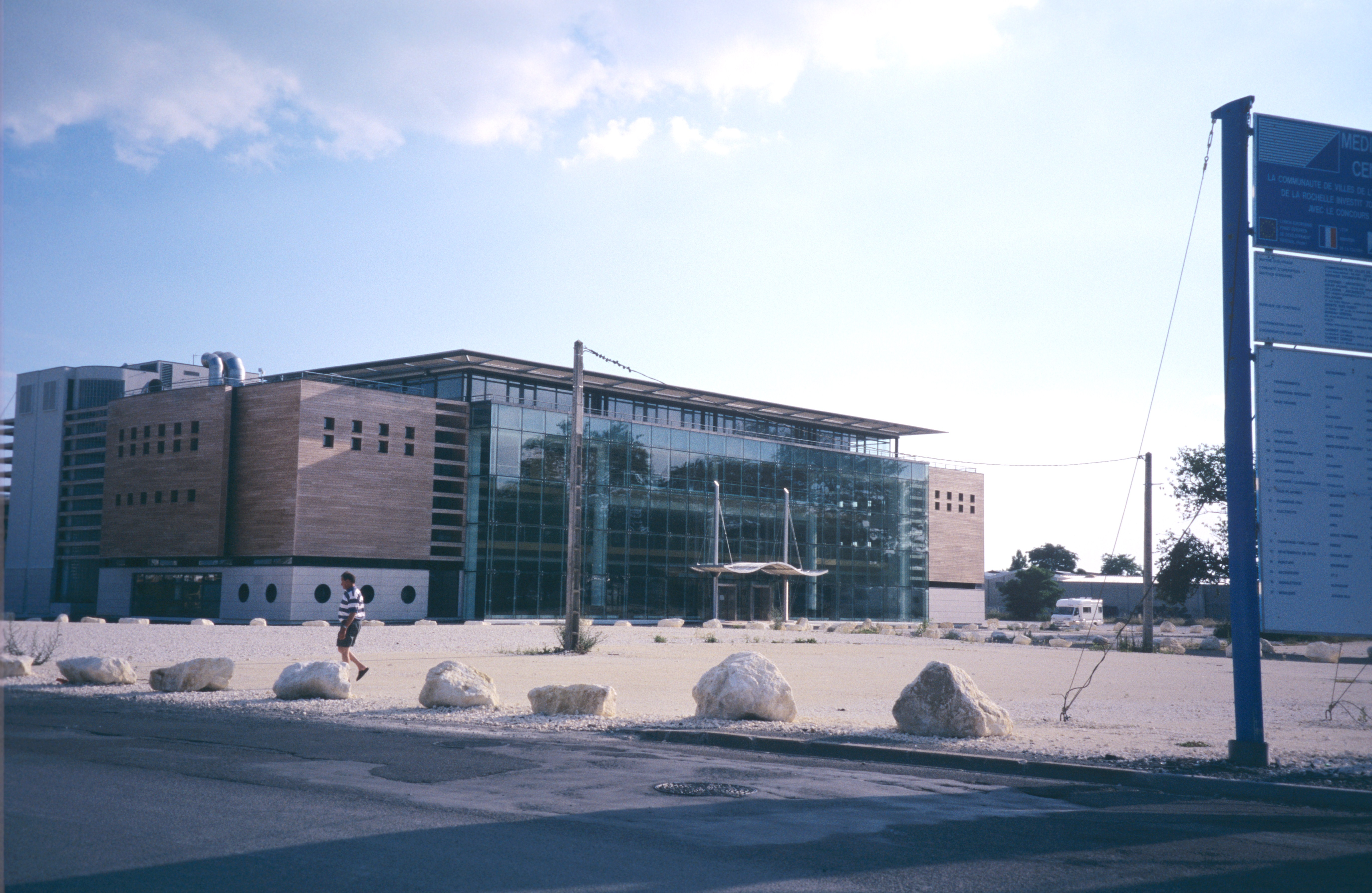
Médiathèque Michel-Crépeau.

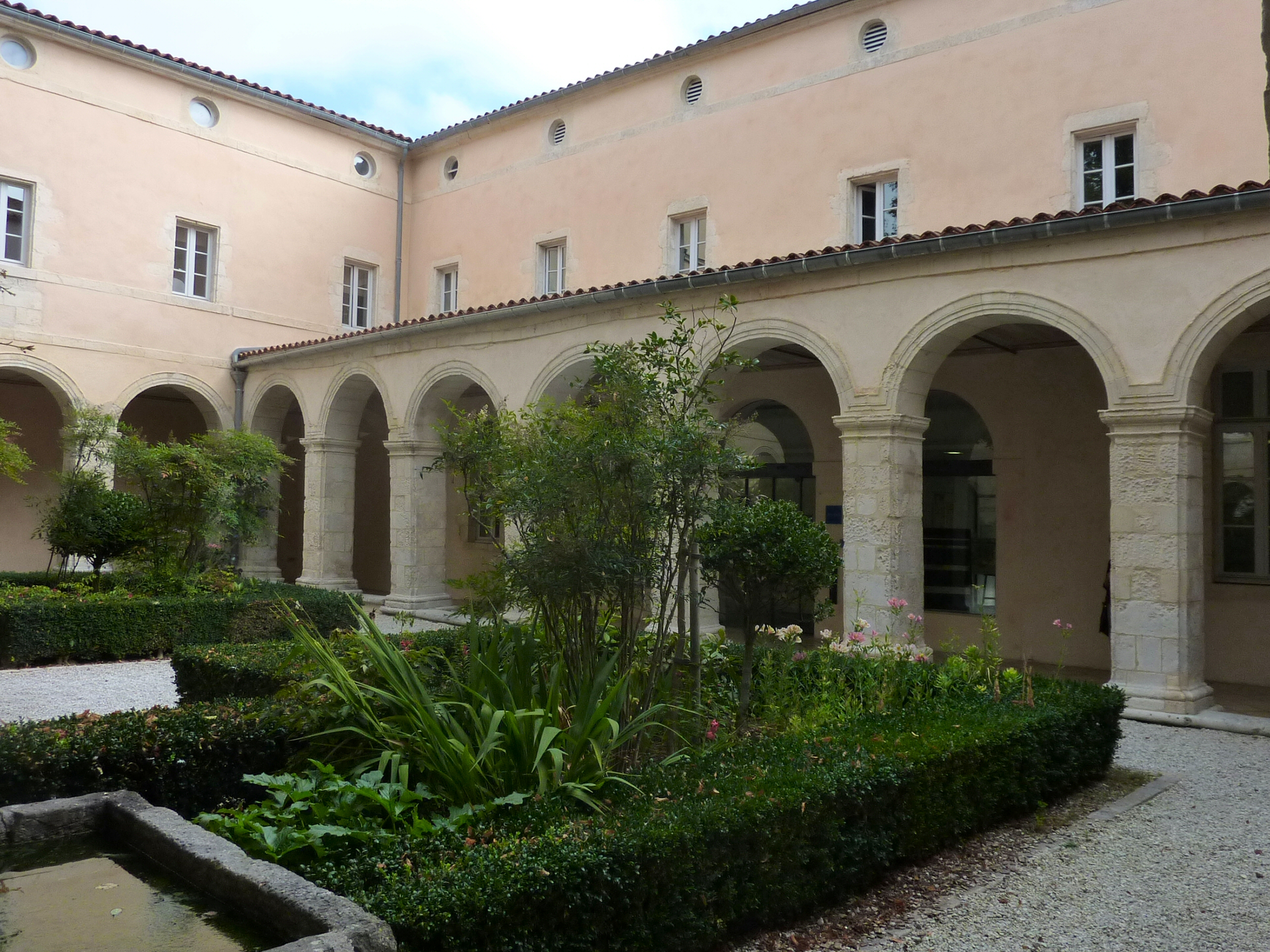
Cloître des Dames blanches.

- La Coursive est une scène nationale inaugurée en 1982 et consacrée au théâtre, à la musique, à la danse et au cinéma. Elle dispose de trois salles. C'est l'ancienne Maison de la culture de La Rochelle.
- La médiathèque Michel-Crépeau, inaugurée en 1998, est l'une des douze bibliothèques municipales à vocation régionale de France. Elle dispose d’un fonds encyclopédique de 150 000 ouvrages, 6 000 cassettes vidéo, 12 000 disques compacts et 1 000 estampes et photographies, dont la consultation est libre et gratuite. Trois ans après son ouverture, la fréquentation atteignait 350 000 visiteurs par an et en confirmait le succès.
- Le couvent des Dames blanches (cloître et chapelle des Dames blanches[178],[179]), qui abrite, depuis 1993, la communauté d’agglomération de La Rochelle, accueille, depuis sa restauration, des expositions temporaires (expositions monographiques d'artistes)[Note 9].
- Le centre Intermondes, installé dans la maison Henri II, rue des Augustins, reçoit, notamment, des artistes en résidence[180].
- L'espace d’art contemporain.
- Le théâtre Verdière, rattaché à La Coursive.
- Le centre chorégraphique national : La Rochelle accueille l’un des 19 centres nationaux, sous la direction de Kader Attou.
- Les cinémas d’art et d’essai : la ville de La Rochelle comporte trois cinémas classés Art et Essais : l’Olympia, La Coursive et le Dragon. L’Olympia, géré par le groupe CGR, dispose de trois salles. Le cinéma Dragon dispose d’une salle classée Art et Essais, sur six salles, proposant des films orientés plutôt grand public. Il est partenaire, comme la Coursive, du festival La Rochelle Cinéma. L'Olympia, et La Coursive permettent l'accès à des films peu distribués, en version originale. Ils constituent un bon complément au complexe Mega CGR.
- La Sirène consacré aux musiques actuelles[181].
- La porte Maubec, entièrement rénovée pour en faire un espace culturel, lieu d'exposition ou d'événement lié aux arts[182].

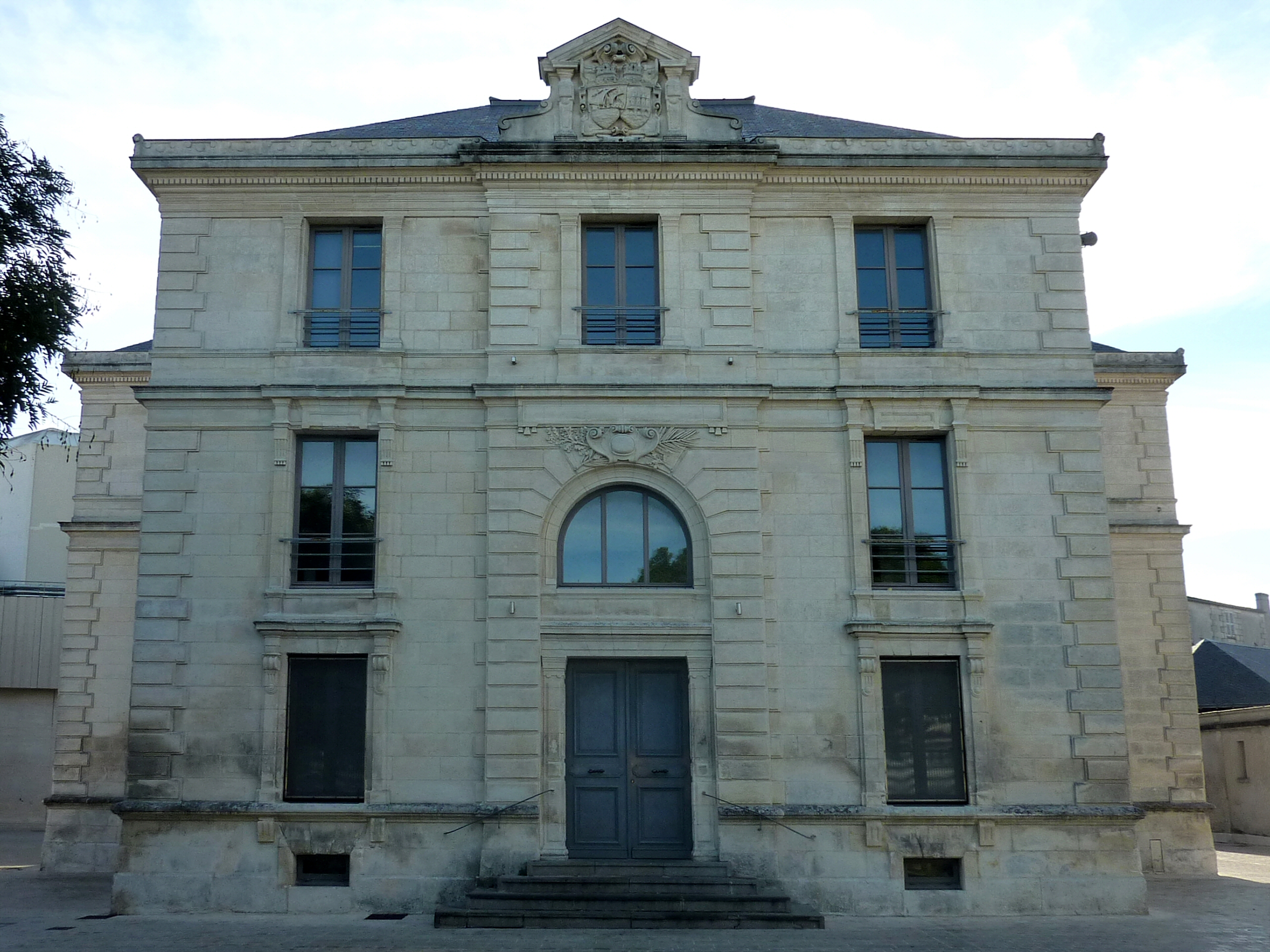
Théâtre Verdière, autrefois bâtiments des archives départementales.
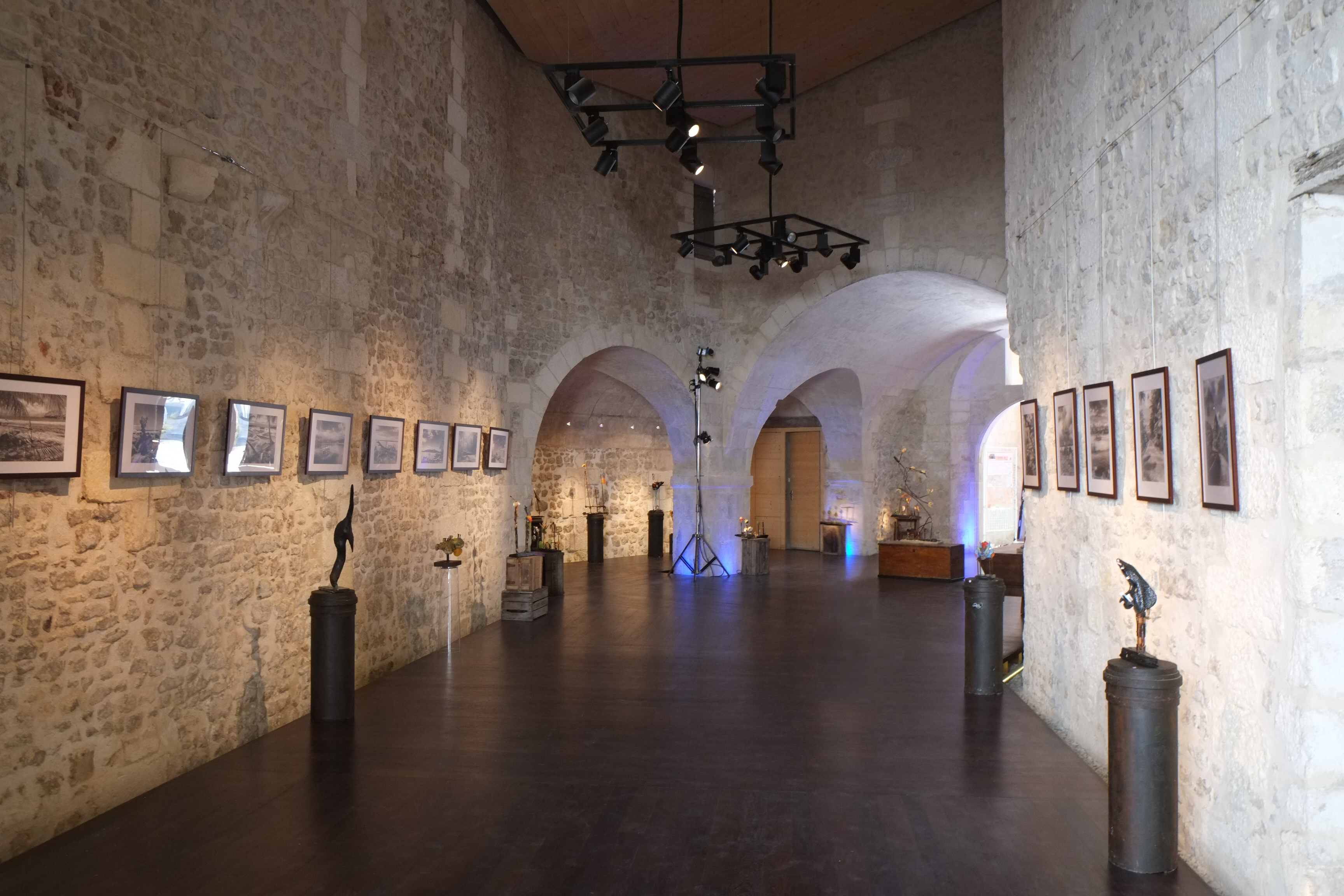
Porte Maubec, lieu d'exposition.

### Philatélie
En 1930, sort en France le 1er timbre intitulé : Port de la Rochelle d'une valeur de 10 f. Il est annoncé bleu. Toutefois, on connaît ce timbre chaudron clair, brun-noir et outremer vif. Ces variétés sont très recherchées. En 1942, les armoiries de la ville figurent sur un timbre bleu-vert de 60 centimes surtaxé de 70 centimes au profit du Secours national. En 1970, dans une série sur l'histoire de France, Richelieu est représenté devant le port.
En 2008, c'est un timbre de 55 centimes d'euro qui représente le Vieux-Port, les tours Saint-Nicolas et de la Chaîne,,.

### Héraldique, logotype

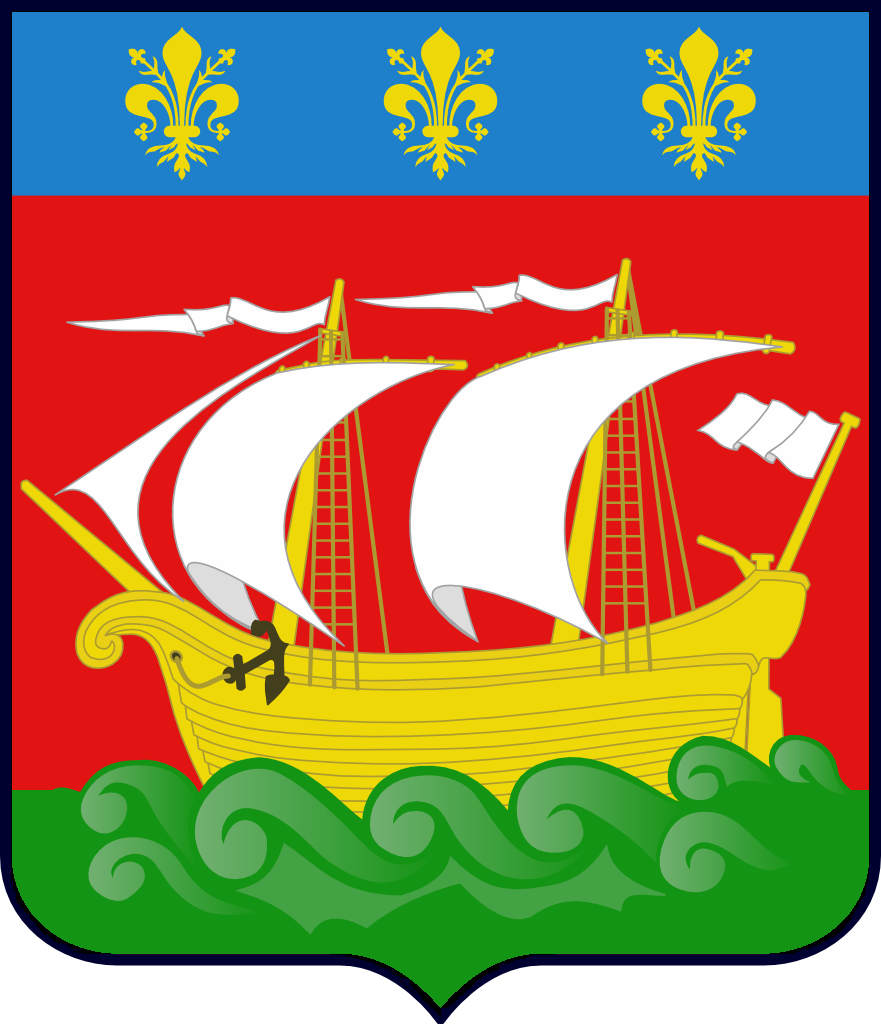
Blason de La Rochelle.

Blason sous le Premier Empire.

Le blasonnement de La Rochelle est : De gueules au vaisseau d’or habillé d’argent, voguant sur une mer de sinople mouvant de la pointe, au chef cousu d’azur chargé de trois fleurs de lys d’or.
Le blasonnement des armes traditionnelles de la ville de La Rochelle, conférées par Charles V en 1373, en récompense de sa loyauté, sous la devise Servabor rectore Deo, son sens prêtant à plusieurs traductions comme « Je serai sauvé[e], Dieu étant mon guide » ou, suivant le grammairien rochelais René Gautier, qui en propose la traduction suivante : « Dirigé par Dieu, je serai sauvé ». Le chef d’azur à trois fleurs de lys d’or était étroitement lié à la monarchie française, et était une augmentation accordée aux armes des villes qui avaient le droit de se faire représenter par leur maire au sacre des rois de France. La couleur azur symbolise la fidélité, la persévérance et la loyauté, tandis que la fleur de lys symbolise la pureté d’essence divine. Le gueules (la couleur rouge) symbolise le patriotisme, le courage et l’amour. La couleur sinople de la mer symbolise la liberté, et l’espérance. La couleur or du vaisseau symbolise la noblesse, l’intelligence, la vertu ainsi que la connaissance divine, tandis que l’habillage d’argent symbolise la sagesse et la richesse.
La devise officielle de la ville reste celle attachée à son blason. La « signature » est actuellement : « La Rochelle, généreuse et belle » remplaçant celle créée sous la mandature de Michel Crépeau et utilisée pendant trois décennies : « La Rochelle, belle et rebelle ».
D'or au vaisseau à trois mâts de sable, voguant à senestre et soutenu d'une mer de sinople, au chef de gueules chargé de trois abeilles d'or.
Sous le 1er Empire, Napoléon Ier accorda par lettre patente du 16 décembre 1810, de nouvelles armoiries pour la ville de la Rochelle, retirant le chef de France avec les fleurs de lys, mais lui accordant le titre de bonne ville avec le chef de gueules chargé de trois abeilles d'or.

Ancien logotype de la ville.
Logotype de la ville depuis 2018.

### La Rochelle dans les arts et la culture

#### Bandes dessinées
- Dans Les Sept Boules de cristal d'Hergé, Tintin et le Capitaine Haddock déambulent sur les quais du bassin de La Pallice, ils y retrouvent le Pachacamac où est emprisonné le Professeur Tournesol[192].
- Dans Les Êtres de papiers d'Alain Dodier, l'enquête de Jérôme K. Jérôme Bloche se déroule à la Rochelle.

#### Chansons
- Les Filles de La Rochelle, chanson populaire ;
- Les gars de La Rochelle, chant marin traditionnel ;
- Quand je suis parti d’La Rochelle, chant marin traditionnel ;
- Les amants de La Rochelle, Pierre Chêne ;
- Chanson du siège de La Rochelle, Jacques Douai (1957) ;
- La Rochelle, Christine Lebail (1965) ;
- La Rochelle par la mer d'Anne Sylvestre (1965) (« depuis que j'ai vu tes deux tours, je te compte avec mes amours ») ;
- Le Tour de l'île de Félix Leclerc (1975) (« mais nous les gens les descendants de La Rochelle ») ;
- J'aime les filles de Jacques Dutronc (1967) ;
- La Rochelle en hiver, Danielle Darrieux (1968) ;
- Paris-La Rochelle, Lionel Rocheman (1968) ;
- Pourquoi pas La Rochelle ? d'Anne Sylvestre (1979) ;
- Scorbut d'Hubert-Félix Thiéfaine (1980) ;
- La Rochelle, Jean-Louis Foulquier (1981) ;
- La ville de La Rochelle, Tri Yann (1983) ;
- Novembre à La Rochelle de Sylvie Vartan (1983) ;
- Billy m’aime d'Alain Souchon (1983) (« on est tous à La Rochelle, sur le port ») ;
- Les demoiselles de La Rochelle, Anne Vanderlove (1984) ;
- Putain de camion de Renaud (chanson qu'il interprète pour la première fois en public sur la scène des Francofolies le 17 juillet 1986) ;
- La Rochelle Tendresse de Jesse Garon (1986) ;
- Baisers de La Rochelle, Marie-Josée Vilar (1987) ;
- Les Vacances à La Rochelle de Soldat Louis (2006) ;
- Ladilafé de Tryo (2012) ;
- Casser la voix de Patrick Bruel (il écrivit cette chanson après avoir déambulé dans les rues de la vieille ville pendant les Francofolies)[193].

#### Cinéma et télévision
Plusieurs films et séries ont été tournés dans la commune en particulier :
- La Rochelle, film réalisé par Léonce Perret en 1912 ;
- Le Sang à la tête[194], film de Gilles Grangier réalisé en 1956, dont l’intrigue se déroule à La Rochelle, et dont le personnage principal, François Cardinaud, est l’un des hommes les plus puissants du port ;
- Le Bateau d'Émile[194], film de Denys de La Patellière réalisé en 1961, d’après un scénario de Georges Simenon, dont l’intrigue se déroule à La Rochelle ;
- Les Choses de la vie[194] est un film français réalisé par Claude Sautet et sorti en 1970. Il s'agit d'une adaptation du roman du même nom de Paul Guimard datant de 1967 ;
- Le Train[194], film de Pierre Granier-Deferre réalisé en 1973, tiré du roman du même nom de Georges Simenon ;
- Le Bateau (Das Boot), film réalisé par Wolfgang Petersen en 1981, et qui présente la vie d’un équipage de sous-marin, parti de la base sous-marine de La Rochelle, son port d’attache ;
- Indiana Jones et les Aventuriers de l'arche perdue, film d’aventure américain de 1981 réalisé par Steven Spielberg, dont certaines scènes ont été tournées à La Rochelle, notamment à la base sous-marine ;
- Les Grandes Marées, Saga de l'été en 1993 sur TF1 avec Nicole Calfan, Bernard Le Coq, Isabel Otero, Jean-Marc Thibault, Philippe Caroit, Pierre Vaneck, Alain Doutey, Philippe Lemaire, Patachou, Nathalie Nell et Jean-Pierre Bouvier ;
- Beaumarchais, l'insolent[194] est un film français réalisé par Édouard Molinaro, sorti en 1996, d'après une pièce de Sacha Guitry ;
- La Battante, téléfilm de Didier Albert réalisé en 2004 avec Alexandra Vandernoot, Xavier Deluc, Liane Foly, Stéphane Audran, Bernard Verley, Morgane Cabot, Aladin Reibel, Jean-Luc Bideau, Didier Bienaimé, François Levantal, Valérie Baucha, Dorothée Jemma, dont l’intrigue tourne autour d’une broderie représentant les deux tours du Vieux-Port de La Rochelle ;
- La Légende des trois clefs, téléfilm du réalisateur Patrick Dewolf réalisé en 2006 et diffusé sur la chaîne M6 a choisi pour cadre les tours rochelaises[195] ;
- L'Hôpital, série de 6 fois 52 minutes en 2007 avec Léa Bosco, Jean-Baptiste Marcenac, Mélisandre Meertens, Yannick Soulier, Catherine Falgayrac ;
- La vie à une, téléfilm en 2007 avec Claire Keim, Linda Hardy et Jean-Pierre Michaël (Espace Encan) ;
- Un admirateur secret, téléfilm en 2008 avec Claire Keim, Thierry Neuvic, Lannick Gautry, Catherine Allégret, Catherine Marchal, Alain Doutey, Olivier Sitruk ;
- La Mort dans l'île, téléfilm en 2008 sur TF1 (tournage en Île de Ré et à La Rochelle) avec Léa Bosco, Jean-Michel Tinivelli, Brigitte Fossey, Joséphine Serre, Pierre Boulanger, Jean-Luc Bideau, Pierre Laplace, Gérard Chaillou, Alain Guillo, Laurent Ournac ;
- Facteur chance, téléfilm réalisé en 2008 et diffusé le 18 mai 2009 sur TF1 avec Frédéric Diefenthal, Lorànt Deutsch, Édouard Montoute, Estelle Vincent, Gwendoline Hamon, Bernard Le Coq, Philippe Bas, Antoine Vandenberghe ;
- Le temps est à l'orage, téléfilm en 2009 sur TF1 avec Pierre Mondy, Bruno Salomone, Alexandre Brasseur, Charlotte Désert ;
- Thelma, Louise et Chantal, Film sorti en 2009. Trois anciennes amies vont retrouver leur ex-copain qui se marie à La Rochelle ;
- Des scènes du film français Tournée (2010) de Mathieu Amalric ont été tournées à la Rochelle ;
- 2012 : Ainsi soient-ils, série télévisée ;
- 2013 : Les François, téléfilm de Jérôme Foulon.

#### Peinture

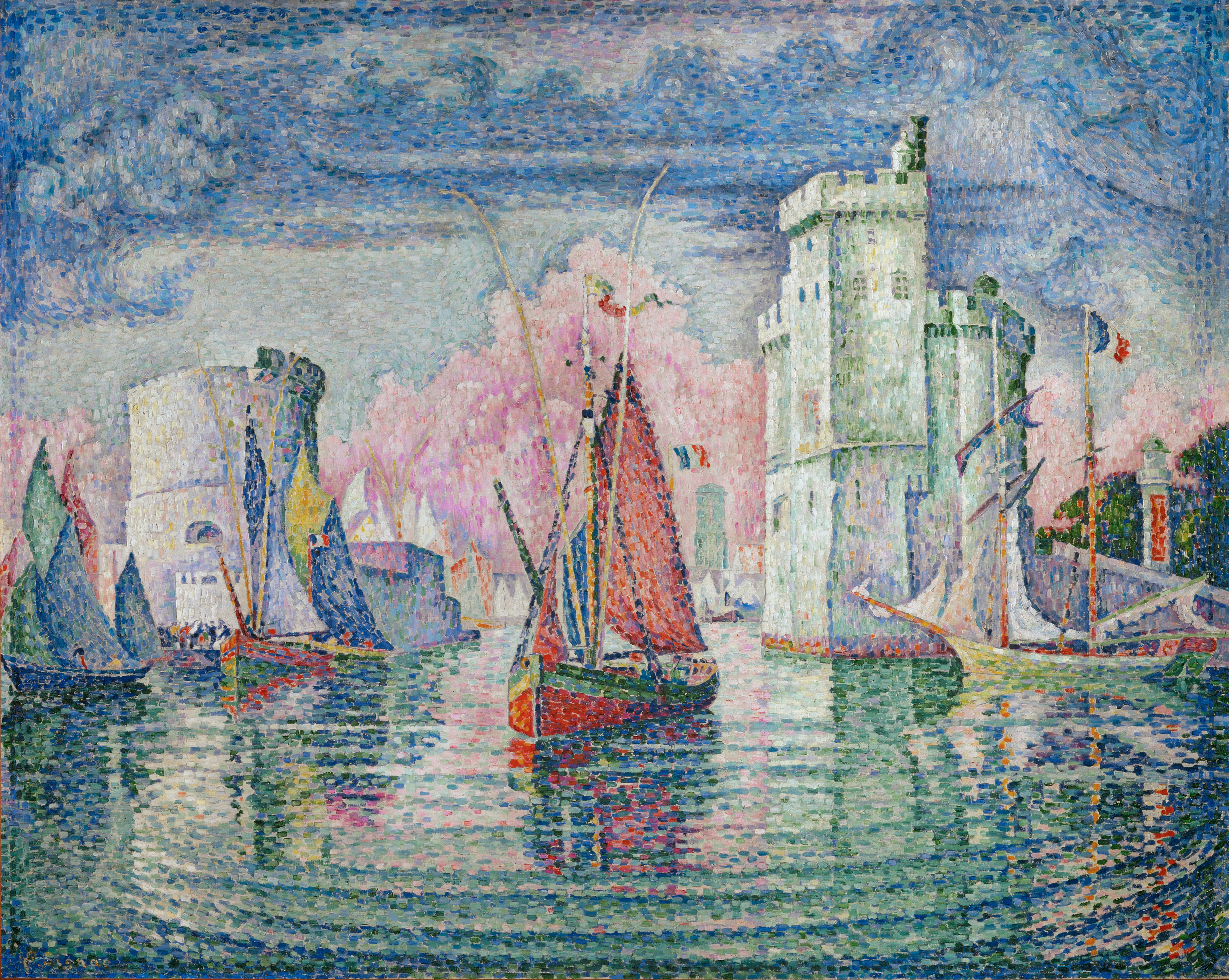
Paul Signac, Entrée du port de la Rochelle, 1921.

- La Vue du port de La Rochelle par Joseph Vernet, 1762.
- Les tours du Vieux-Port de La Rochelle ont inspiré Jean-Baptiste Camille Corot en 1851 pour sa toile Le port de La Rochelle, ainsi que Paul Signac en 1921 et Frank-Will pour ses aquarelles en 1926. Maurice Faustino-Lafetat, Pierre-Gérard Langlois et Ray Letellier peignirent ensuite également La Rochelle.

#### Littérature
- Alexandre Dumas s’empare du siège de La Rochelle pour faire de cet épisode de l’Histoire de France un des chapitres de son célèbre roman Les Trois Mousquetaires[196]. Il prend cependant quelques libertés avec la vérité : il n’hésite pas à déplacer le récit dans le temps et fait ainsi participer d'Artagnan. Or le véritable d’Artagnan, âgé d’une quinzaine d’années en 1627, n’a jamais pris part aux faits ;
- Honoré de Balzac évoque l'épisode historique des Quatre sergents de La Rochelle dans La Peau de chagrin[197], dans Les Employés ou la Femme supérieure[198], ainsi que dans La Rabouilleuse[199]. Dans L'Enfant maudit, il met en scène le Siège de La Rochelle[200] ;
- Dans l’œuvre de Georges Simenon, qui a fait du Café de la Paix son quartier général, trente-quatre romans et nouvelles se situent ou évoquent la ville de La Rochelle et sa région, dont notamment Le Testament Donnadieu (1936), Le Voyageur de la Toussaint (1941) et Les Fantômes du Chapelier (1948) ;
- Guy de Maupassant dans la nouvelle Ce cochon de Morin[201] relate l’histoire de Morin, mercier à La Rochelle, arrêté pour « outrage aux bonnes mœurs » car il a embrassé de force une jeune fille dans un train faisant le trajet Paris - La Rochelle ;
- Dans son roman Pantagruel[202] (1532), François Rabelais fait allusion à la chaîne des tours du Vieux-Port de La Rochelle, qui y sert à attacher son personnage Gargantua[203] ;
- Le Lys et la Pourpre, roman de Robert Merle dont l’histoire se déroule dans les environs de La Rochelle lors du siège de la ville par Richelieu ;
- Daniel Bernard. Né à La Rochelle en 1948, auteur de 4 romans sur l'île de Ré : Comment c'était avant l'île de Ré (2010), Les Magayantes (2008), Une île bien plus loin que le vent (2005), Le Saunier de Saint-Clément (2002) ; Éditions L'Harmattan ;
- Nathan et la Pierre du Nouveau Monde de Marion Tea Givelet Bodoy raconte l'histoire de la Rochelle du XIe au XIVe siècle en 5 tomes Le mousse du port de La Rochelle (2004) ; Le Secret de Richard Cœur de Lion (2005) ; Le faucon de Chypre (2006) ; Le loup blanc de Champlain Brouage-Québec 1608-2008 (2008), et Le pirate de Cap-Français (2010) qui a reçu Le Prix des Mouettes ;
- Dans sa série Orphans, Claire Gratias situe l'histoire dans la ville imaginaire « La Roche d'Aulnay », dans laquelle on reconnait aisément La Rochelle (port, rues, musée, aquarium, etc.).

#### Jeux vidéo
- Les deux premières missions du jeu Commandos 2: Men of Courage se déroulent dans la base sous-marine de La Rochelle pendant la Seconde Guerre mondiale ; le joueur doit détruire différentes installations et voler un sous-marin.
- Une mission du jeu Hidden & Dangerous 2 se déroule à La Rochelle, également pendant la Seconde Guerre mondiale.
- Une ville de la carte Tanoa de l'extension Apex du jeu Arma 3 se nomme La Rochelle.

## Pollution
Une étude, publiée en 2024 par l'AASQA ATMO de Nouvelle-Aquitaine, démontre la présence de sept pesticides dans l'air du centre-ville de La Rochelle. Parmi les produits identifiés dans l'air on trouve notamment du prosulfocarbe, un herbicide utilisé sur les cultures céréalières d'hiver ; mais aussi différents autres herbicides et insecticides pourtant interdits de longue date sur le territoire français, comme le pendiméthaline, le lindane ou encore la perméthrine. Les scientifiques qui ont réalisé l'étude suggèrent que cette présence de polluants agricoles en centre-ville est due à leur volatilité,.